# América do Sul
América do Sul é um continente que compreende a porção meridional da América. Também é considerada um subcontinente do continente americano. A sua extensão é de 17 819 100 km², abrangendo 12% da superfície terrestre e 6% da população mundial. Une-se à América Central a norte pelo istmo do Panamá e se separa da Antártida ao sul pelo estreito de Drake. Tem uma extensão de 7 500 km desde o mar do Caribe até ao cabo Horn, ponto extremo sul do continente. Os outros pontos extremos da América do Sul são: ao norte a Punta Gallinas, na Colômbia, ao leste a Ponta do Seixas, no Brasil, e a oeste a Punta Pariñas, no Peru. Seus limites naturais são: ao norte com o mar do Caribe; a leste, nordeste e sudeste com o oceano Atlântico; e a oeste com o oceano Pacífico. O Brasil representa atualmente a metade da população e produto econômico desta região.
No século XIX, o continente recebeu cerca de 15 milhões de imigrantes provenientes da Europa, e sofreu influências culturais e ideológicas tanto dos Estados Unidos quanto da Europa. No século XX, como esforço para estimular o comércio, a produção e a integração sul-americana como um todo, firmaram-se acordos e organizações econômicos como o Pacto do ABC em 1915, a Comunidade Andina de Nações (CAN) em 1969, a Associação Latino-Americana de Livre Comércio (ALALC) em 1960, que foi substituída pela Associação Latino-Americana de Desenvolvimento e Intercâmbio (ALADI) em 1981, o Mercado Comum do Sul (Mercosul) em 1991. Por fim, em 23 de maio de 2008, foi assinado o Tratado Constitutivo da União de Nações Sul-Americanas (UNASUL) na cidade de Brasília, onde foi estruturada e oficializada a união sul-americana estabelecendo oficialmente a integração econômica entre os Estados soberanos do subcontinente em meio à III Cúpula de Chefes de Estado e de Governo da América do Sul.
A região possui vastos recursos naturais e graves problemas econômicos e sociais. A indústria está concentrada no beneficiamento de produtos agrícolas e na produção de bens de consumo, com destaque para a indústria automobilística. No Brasil e na Argentina encontra-se mais diversificada, abrangendo setores como extração, refino de petróleo e siderurgia. O Brasil é responsável por cerca de três quintos da produção industrial sul-americana. A mineração inclui a extração de petróleo (com destaque para a Venezuela), cobre, estanho, manganês, ferro e outros. A agricultura é intensiva nas áreas tropicais, onde há culturas voltadas para a exportação (café, cacau, banana, cana-de-açúcar, cereais). A pecuária é praticada em larga escala no sul e no centro.
Por possuir a Floresta Amazônica como um de seus principais patrimônios, o crescente desenvolvimento de tecnologias espaciais tem auxiliado na defesa e monitoramento da maior floresta tropical do mundo contra as queimadas. Tais projetos são coordenados principalmente pelo Brasil, através INPE (Instituto Nacional de Pesquisas Espaciais) e da AEB (Agência Espacial Brasileira). Ademais, a Argentina também possui pesquisas ligadas à nova economia espacial, mediante o "Plan Nacional Espacial" (Plano Nacional Espacial). Tais pesquisas tem o potencial de promover a inovação tecnológica, astronômica, ambiental e até medicinal na América do Sul.
Embora seja por vezes confundida com a América Latina, a América do Sul costuma ser definida a partir de critérios geográficos, enquanto a América Latina tende a ser constituída por elementos de ordem cultural.

## História

### Era pré-colombiana
Em 2018, foi publicado o mais recente estudo sobre o povoamento da América do Sul, realizado por 72 pesquisadores de oito países, e pertencentes a instituições como a Universidade de São Paulo, a Universidade Harvard e o Instituto Max Planck, que traçou uma nova história para a chegada dos humanos no subcontinente. Há cerca de 17 mil anos os primeiros humanos a povoar as Américas entraram pelo Estreito de Bering na América do Norte. A afinidade genética dessa corrente migratória era com povos da Sibéria e do norte da China. Os descendentes dessa leva inicial de caçadores-coletores se dividiram em duas linhagens a cerca de 16 mil anos e separadamente se expandiram em direção a América Central e do Sul. A linhagem associada a cultura Clóvis da América do Norte, adentrou a América do Sul pelo istmo do Panamá entre 15 e 11,5 mil anos, com sítios arqueológicos no Brasil (Lagoa Santa) e no Chile (Monte Verde). A cerca de 9 mil anos, seu DNA desapareceu das amostras fósseis, e uma segunda leva migratória, com DNA não relacionado à cultura Clóvis, se estabeleceu por toda a região, e dessa segunda leva descendem todos os ameríndios vivos. Uma terceira migração mais recente, a cerca de 4,2 mil anos se fixou nos Andes centrais. Os resultados genéticos do estudo, mostram categoricamente que não há conexão entre o povo de Lagoa Santa e grupos da África ou da Austrália, sendo sua origem genética totalmente ameríndia.
No litoral centro-meridional brasileiro viveram populações pescadoras e coletoras num período que data entre há 8000 anos e o início da era cristã. Seus vestígios podem ser vistos nos chamados sambaquis que são montes feitos de areia, terra e conchas, onde são encontrados restos alimentares, ferramentas, armas, adornos e sepultamentos. Há sambaquis que alcançam até 35 metros de altura. Essa cultura material simples, produziu objetos em pedra e osso muito elaborados (zoólitos).
Na patagônia argentina, na província de Santa Cruz, caçadores-coletores viveram na caverna chamada Cueva de las Manos, que registra atividade humana desde cerca de há 9 300 anos até há 1 300 anos. Há vestígios líticos, do uso do fogo, restos alimentares e peles de animais. No sítio arqueológico se destaca uma complexa arte rupestre. A caverna está localizada a 88 metros de altura sobre o curso do Rio Pinturas, sendo de difícil acesso. A caverna tem cerca de 20 metros de profundidade, 10 metros de altura e 15 metros de largura.

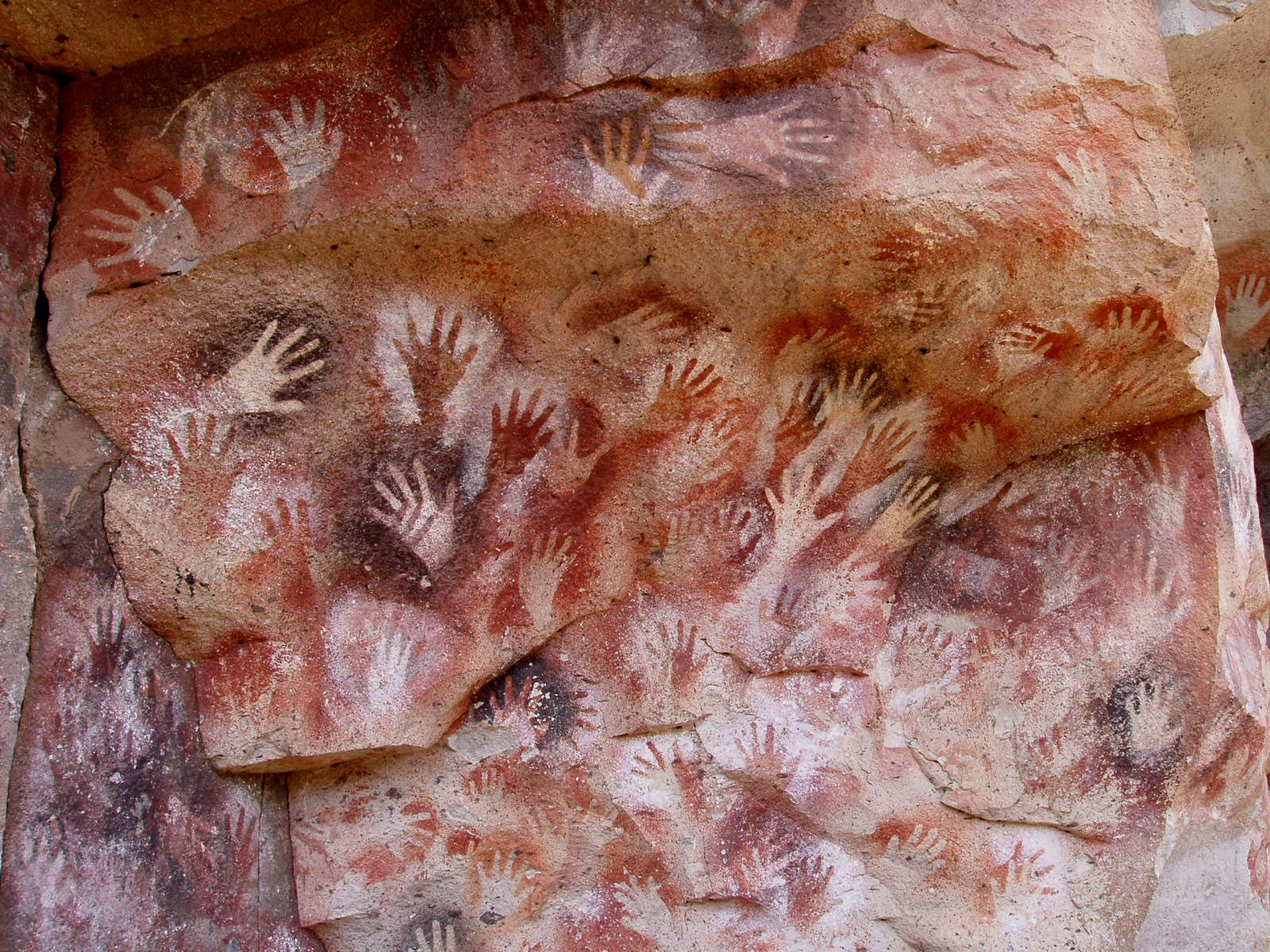
Arte rupestre, Cueva de las Manos, Argentina.

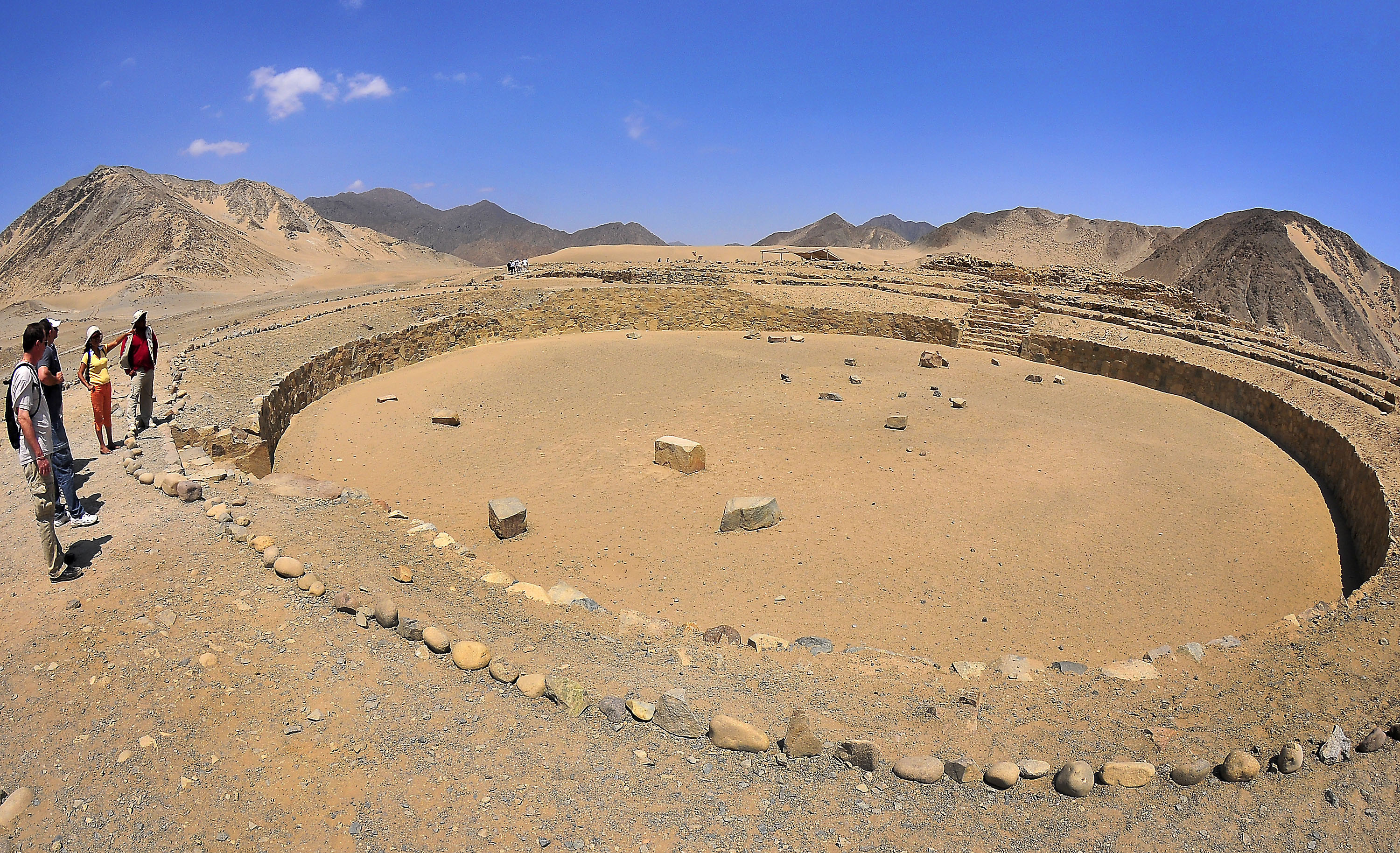
Antiga cidade de Caral, Peru.

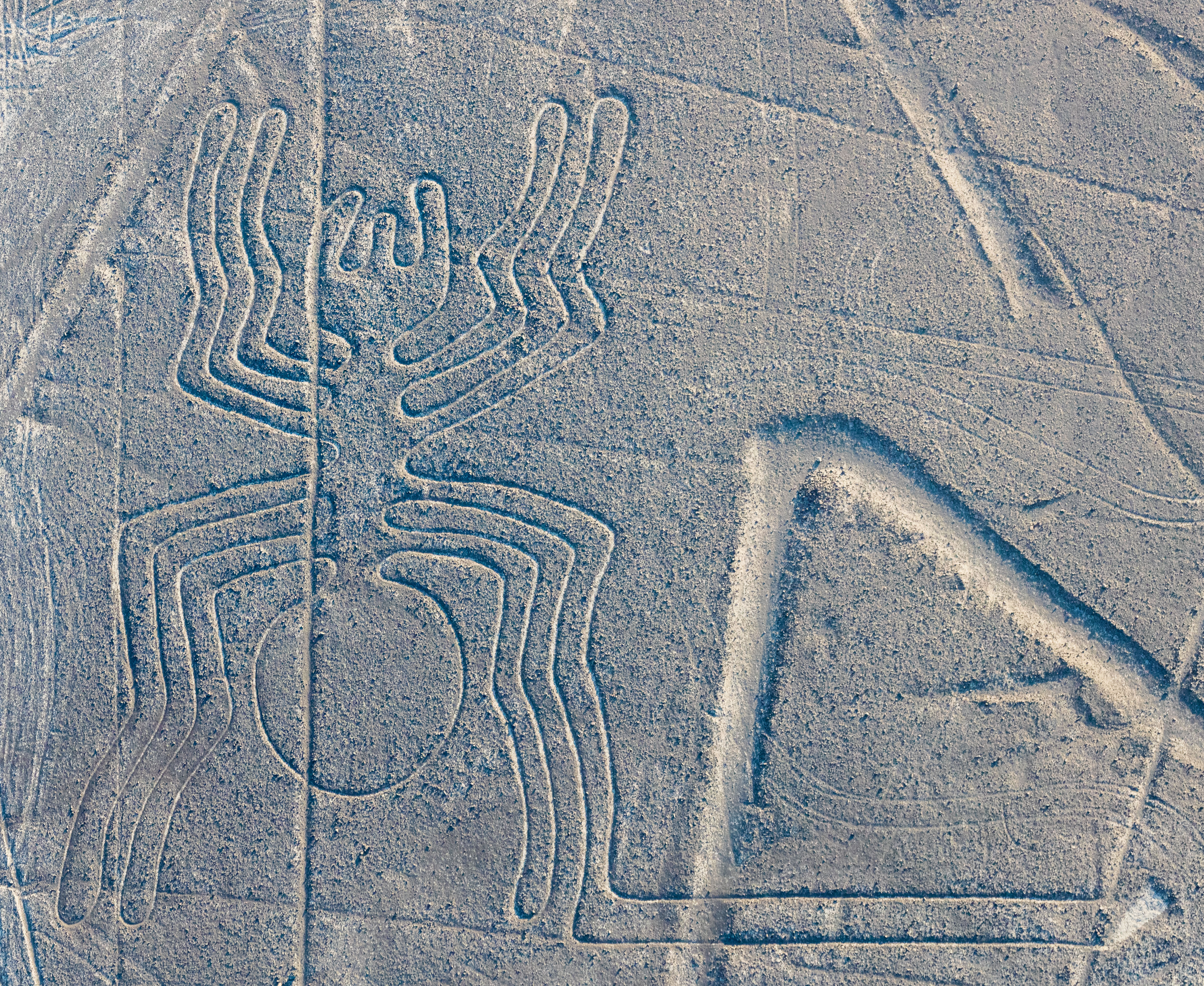
Imagem aérea das Linhas de Nazca.

Os primeiros humanos na região dos Andes Centrais datam de há 12 000 anos e se dedicavam a atividades de subsistência, como caçadores-coletores. Evidências arqueológicas em localidades no Peru, como no distrito litorâneo de Paiján e na província de Lauricocha na serra, comprovam essa situação. Por volta de há 8000 anos surgiram os primeiros grupos sedentários, que além da caça, pesca e coleta, cultivaram plantas para sua subsistência. Foram identificados esses grupos em zonas costeiras e nos vales das serras. Nesse contexto, cerca de 5 000 anos antes do presente, alguns povoamentos se desenvolveram, notadamente Caral e outros assentamentos do vale do Supe, como Áspero e Miraya, florescendo a mais antiga civilização das Américas, conhecida como Caral-Supe.
A civilização de Caral floresceu e declinou entre 3 000 a.C. e 1800 a.C. Eram 20 povoamentos que se alinhavam no vale do Supe até a costa, ao longo de 40 km. A maioria dos assentamentos urbanos estava posicionada nas margens do rio Supe, como Miraya, Lurihuasi e Cerro Colorado e outros posicionados na costa, próximos as praias, como Áspero e Vichama. O maior aglomerado urbano era a cidade de Caral que possuía um complexo arquitetônico sofisticado, com construções públicas piramidais de variados tamanhos, com cada edifício composto por um corpo principal mais alto no centro e corpos laterais descendentes. Foram identificados setores exclusivamente residenciais, outros setores multifuncionais e outras residências anexadas aos complexos piramidais, que estariam ligadas as diferentes estruturas sociais. O plano da cidade de Caral e alguns de seus componentes, incluindo as estruturas piramidais e residência da elite, mostram evidências claras de funções cerimoniais, significando uma poderosa ideologia religiosa. Em todos os demais povoamentos foram encontrados edifícios públicos piramidais fundidos com praças circulares, como em Caral. Havia uma rede de colaboração entre os assentamentos, que se complementavam economicamente: no litoral, a atividade se concentrou na pesca e na coleta; no vale, a agricultura era preponderante; nos manguezais a pesca e cultivo; nos montes a caça e coleta; e nas áreas desérticas, a construção em pedra, argila e madeira. A civilização de Caral não desenvolveu a escrita, mas utilizou um complexo sistema de comunicação e registros, o quipo, que também foi largamente utilizado pela civilização inca. A organização da sociedade era estratificada e a distribuição da riqueza desigual.
A civilização de Nazca é uma cultura pré-incaica que se desenvolveu no sul do Peru entre 300 a.C. e 800 d.C., muito conhecida pelos gigantescos geoglifos que produziu nos desérticos altiplanos próximos a atual cidade de Nazca e conhecidos como Linhas de Nazca.
A cultura Chavín foi uma civilização que até antes do descobrimento de Caral-Supe era considerada a primeira das Américas. A cultura se desenvolveu no norte do Peru, a cerca de 3 150 metros de altitude. O sítio arqueológico de Chavin de Huantar apresentou ocupação humana desde 1500 a.C. até 300 a.C. No geral, o período considerado da civilização Chavín vai de 900 a.C. até 200 a.C. Sua área de influência se estendeu para outras civilizações ao longo da costa. Chavin de Huantar era um centro cerimonial e de peregrinação para o mundo religioso andino e abrigava pessoas de diferentes latitudes, distâncias e línguas, tornando-se um importante centro de convergência e difusão ideológica, cultural e religiosa em torno de um culto espalhado por um vasto território: as costas norte, central e sul, as terras altas do norte e a selva alta do Peru. Os prédios e as praças foram decorados com exuberante iconografia simbólica antropomórfica e zoomórfica de extraordinária síntese estética, esculpidas em baixo-relevo. A cultura Chavin não desenvolveu a escrita. A cultura Chavín também demonstrou habilidades avançadas e conhecimento em metalurgia, desenvolvendo trabalhos em ouro com refino. E usavam o derretimento do metal como solda. Domesticaram camelídeos como as lhamas que foram usados como animais de carga, fibra e carne. Também cultivaram com sucesso batata, quinoa e milho. Eles desenvolveram um sistema de irrigação para auxiliar o crescimento dessas culturas. A produção de cerâmica ocorreu entre 850 a.C. e 200 a.C.. A produção mudou ao longo da existência do sítio. Um uso de pasta vulcânica durante os primeiros séculos e com pouca variação de forma. Entre 400 a.C. e 250 a.C. se usa um material intrusivo como o granodiorito. A produção foi muito diversificada e intensa quando o sítio conheceu seu período de maior atividade. As cerâmicas contêm composições químicas diversas o que sugere múltiplas origens.

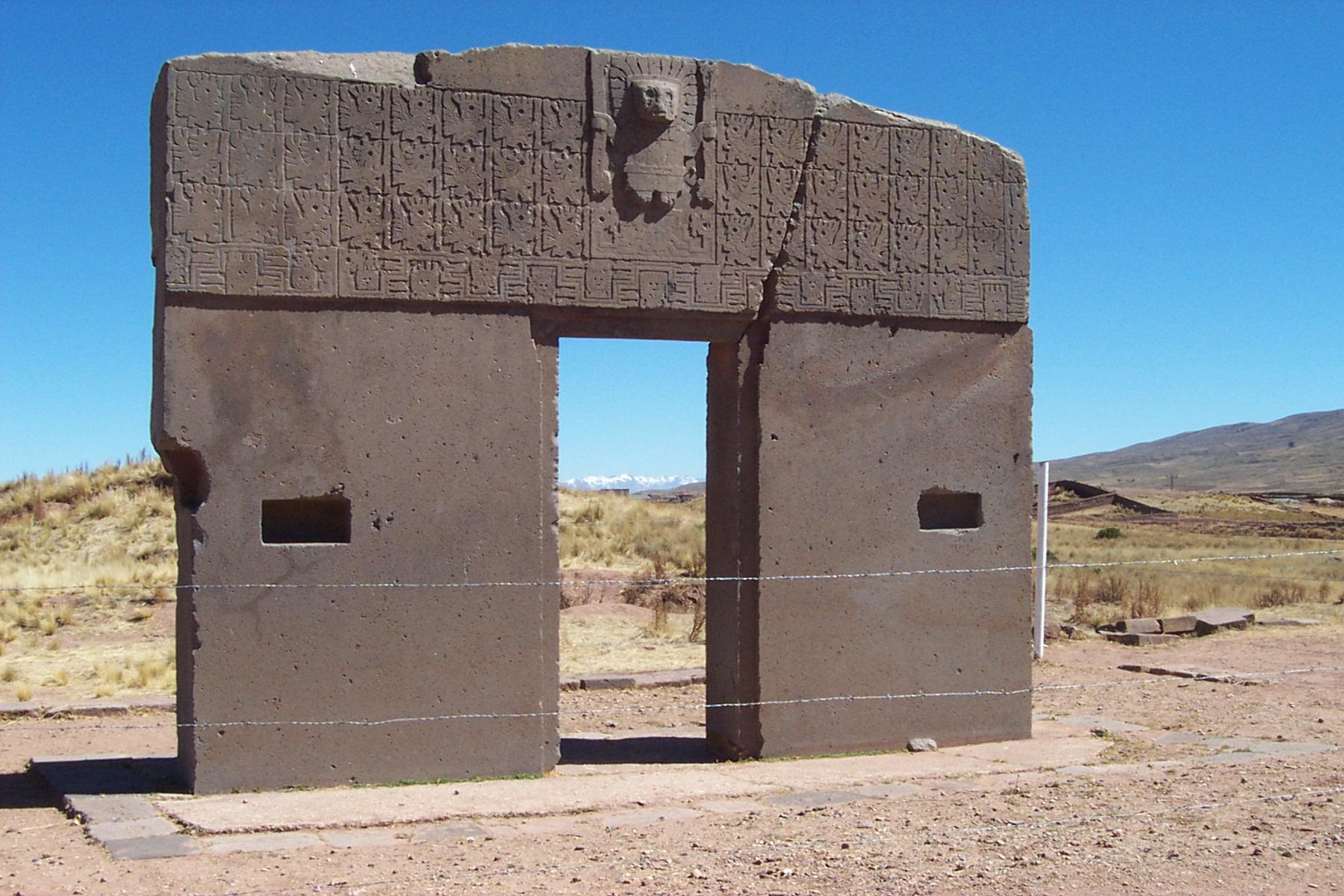
Porta do Sol em Tiwanaku, Bolívia.

Os chibchas ou muíscas foram uma das principais civilizações indígenas pré-incaicas, concentrados na atual Colômbia. Junto com os quíchua nos Andes e os aimarás no Altiplano, formavam os três grupos sedentários mais importantes do subcontinente. A cultura chavín, no atual Peru, estabeleceu uma rede comercial e agricultura desenvolvida a partir de 900 a.C.
Além destes e antes dos incas, houve outras civilizações (povos organizados em cidades, não em tribos e aldeias) sul-americanas e também outros povos que não chegaram a ser civilizações. Originalmente, os incas eram um clã específico entre o povo quíchua (ou quéchua), que habitava os Andes. Embora sem conhecerem a escrita nem a roda, os incas e os povos subjugados construíram um Estado altamente avançado. Em 1530, o Império Inca estava em seu auge, com o imperador Huayna Capac. Este, no entanto, ao morrer deixou como herança um império partilhado entre seus filhos, o que ocasionou uma guerra civil entre os dois irmãos. Foi nesse contexto que os conquistadores espanhóis chegaram.

### Colonização europeia

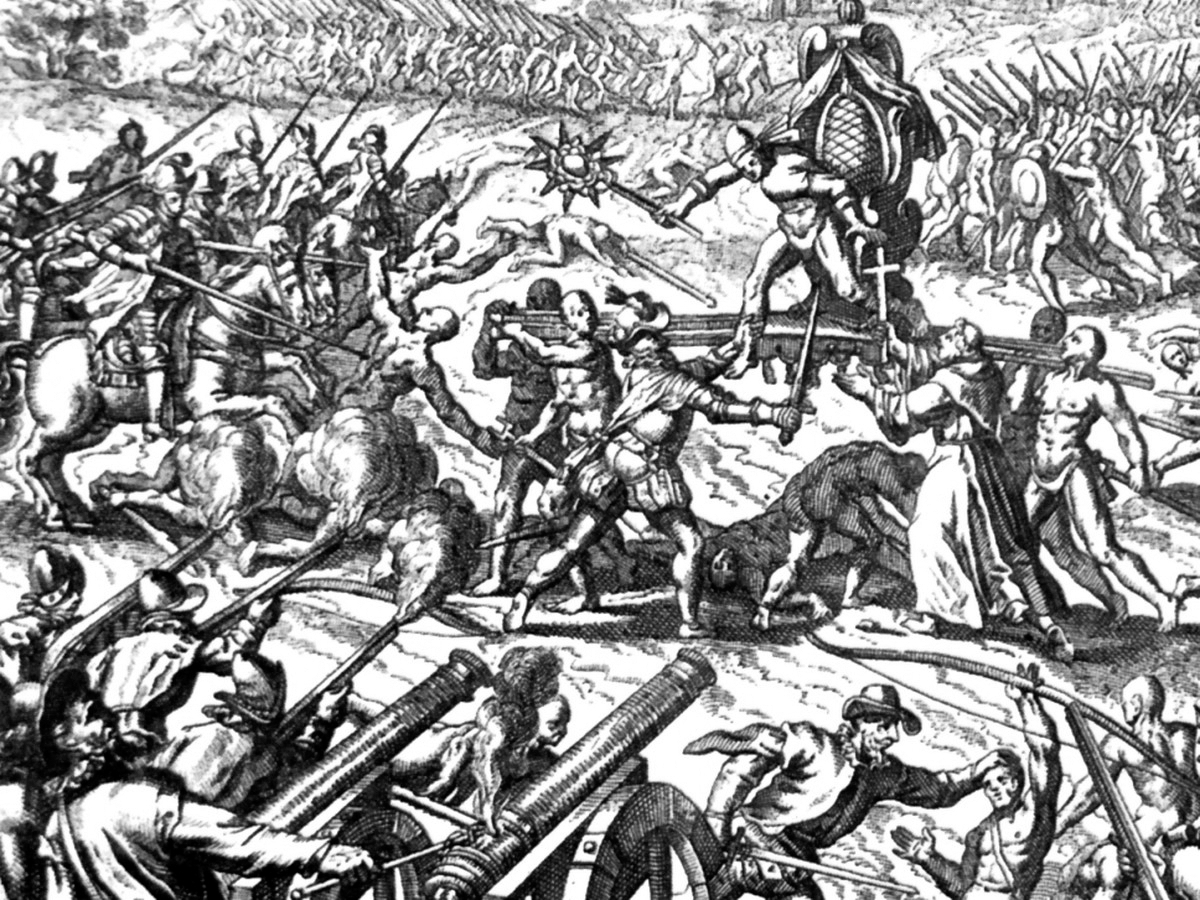
Massacre de Cajamarca, parte da Conquista do Império Inca pelo Império Espanhol.

De acordo com registros não oficiais, o primeiro registro visual do subcontinente por europeus aconteceu em 1498, pelo navegador português Duarte Pacheco Pereira. Nos anos seguintes, outros navegadores fizeram explorações no litoral sul-americano. Em 1494, em face ao achamento do Novo Mundo por Cristóvão Colombo, Império Português e Reino de Castela, estes se apressaram em negociar a partilha das novas terras. A divisão do planeta em dois hemisférios foi oficializada no Tratado de Tordesilhas.
Os espanhóis, estimulados pelo sucesso de Hernán Cortés no México (contra os astecas), descem pelo Panamá e desembarcaram na costa do Império Inca. A conquista resultou num violento decréscimo demográfico, reduzindo drasticamente a população do subcontinente.[carece de fontes?]
A América do Sul ficou dividida praticamente entre os dois reinos ibéricos, com áreas de colonização litorânea ocidental-pacífica para Castela e a oriental-atlântica para Portugal. Espanhóis se instalaram no Prata, no Caribe e nos Andes. Já os portugueses investiram principalmente no extrativismo de pau-brasil e, mais tarde, na plantação de cana-de-açúcar. A colonização ibérica também trouxe o proselitismo religioso, com a fundação de missões católicas para conversão dos nativos, sendo o trabalho conduzido especialmente pelos jesuítas.[carece de fontes?]
A União Ibérica, formada a partir de 1580, extingue na prática as fronteiras das zonas de colonização na América do Sul. A principal mudança da União Ibérica é que Portugal passa a ser inimiga dos adversários da Espanha, como Inglaterra e as recém-emancipadas Províncias Unidas dos Países Baixos. Com isso, potências como Inglaterra, França e Países Baixos invadiram e ocuparam áreas de dominação dos reinos ibéricos.
Aos poucos, surgiu uma nova classe social e étnica, a partir da miscigenação entre colonos ibéricos e os índios: os mestiços ou gentio (na América Portuguesa) e os mestizos ou criollos (na América Hispânica). Nas áreas de escravidão, ocorreu o mesmo entre europeus e africanos, dando origem aos mulatos, cafuzos e mamelucos.
O século XVIII viu as revoltas de Túpac Amaru, no Peru, e de Felipe dos Santos e a Inconfidência Mineira, no Brasil, contra as injustiças cometidas pelo governo colonial. As revoltas foram uma reação à política do despotismo esclarecido que, a partir da Europa, tentava maximizar os lucros obtidos com a exploração em suas colônias, especialmente na área mineral (ouro, prata e diamantes). Os tratados de Utrecht, em 1713, e de Madri em 1750, procuram delimitar as novas fronteiras da divisão do subcontinente entre as duas monarquias ibéricas.

### Independência e conflitos internos
As Guerras Napoleônicas submeteram Portugal e Espanha à ocupação (e, no caso desta última, ao domínio político) por parte da França, então em guerra contra a Inglaterra. Isto levou ingleses a atacarem terras sul-americanas sob controle espanhol. Com a restauração das monarquias soberanas, entre 1811 e 1814, os colonizadores tentaram restaurar o sistema rígido colonial, o que provocou revoltas.

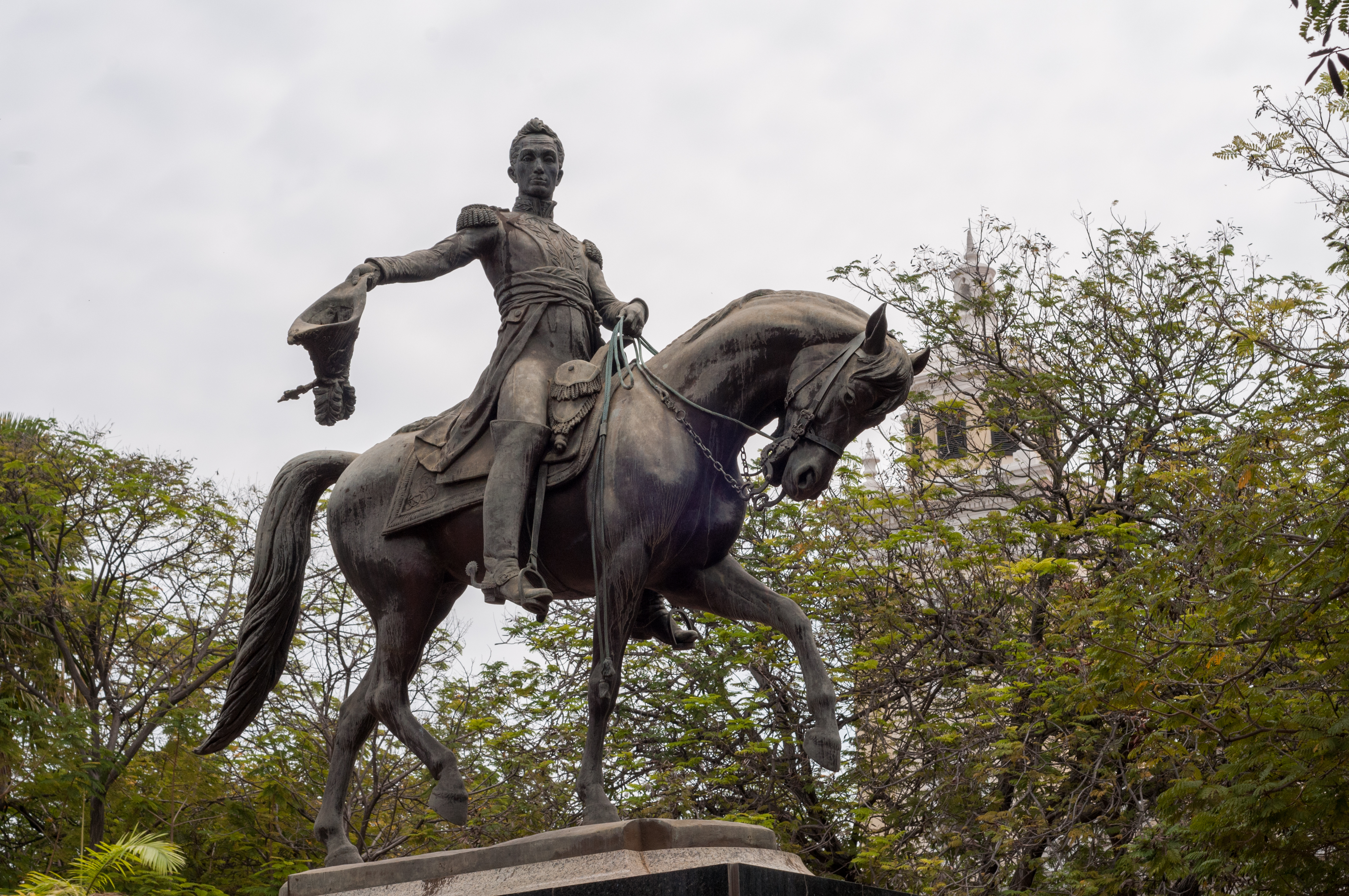
Simón Bolívar, libertador de seis países latino-americanos: Bolívia, Colômbia, Equador, Panamá, Peru e Venezuela.

O bacharel Simón Bolívar, o platino José de San Martín, e Bernardo O'Higgins do Chile, se encarregam de organizar os exércitos coloniais e pouco a pouco, libertam e conquistam, militarmente, a independência dos vários vice-reinados e capitanias sul-americanos, que passam a ser repúblicas. No Brasil, a independência foi batalhada entre 1817 e 1825 (ano do reconhecimento por Portugal) por representantes das elites nativas, mas acabou só sendo efetivada por iniciativa do próprio herdeiro do trono colonizador, o então príncipe-regente Pedro de Alcântara que se coroou imperador Dom Pedro I em 1822. As Guianas inglesa, neerlandesa e francesa continuaram sob suas metrópoles. As duas primeiras só ficariam independentes na segunda metade do século XX (Guiana em 1966 e Suriname em 1975), enquanto a terceira ainda é um departamento ultramarino da França.
Durante as lutas pela independência, a intenção dos libertadores era unificar toda a América Hispânica sob uma mesma república (pan-americanismo). O plano de Bolívar para a unificação da América fracassa logo em seguida ao Congresso do Panamá, para desgosto do Libertador. A América Portuguesa, por outro lado, se mantém íntegra — exceto pelo extremo sul. O Império Brasileiro se firma como potência regional. Internamente, o país sofre com as revoltas do período regencial e com a Guerra dos Farrapos.[carece de fontes?]

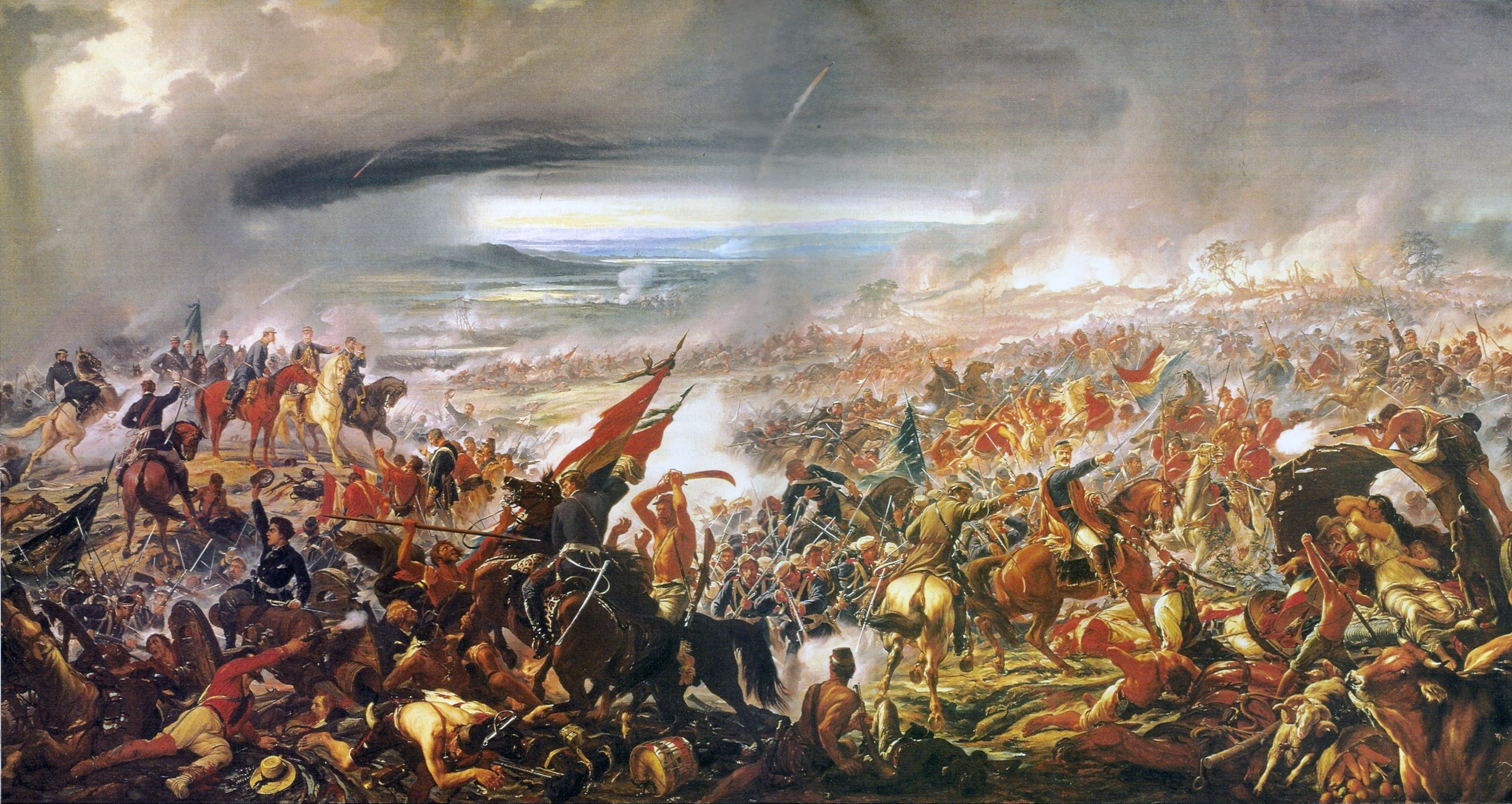
Batalha de Avaí, quadro de Pedro Américo no Museu Nacional de Belas Artes do Brasil.

A Guerra do Paraguai transformou em aliados, os até então inimigos Brasil, Argentina e Uruguai com o objetivo de travar as ambições territoriais do general Solano López. A guerra termina com uma catástrofe para a nação paraguaia que perde uma parte de seu território, e tem um custo muito elevado em termos de vidas e bens materiais.
O Chile enfrenta a aliança de Peru e Bolívia na Guerra do Pacífico (1879–1884), derrotando-os e ocupando um território rico em guano. Nesse conflito, a Bolívia deixou de ter a seu acesso ao Oceano Pacífico.
Entre 1899 e 1903 eclodiu um contencioso entre a Bolívia e brasileiros que, em sucessivas ondas migratórias, ocuparam a região amazônica do Acre em busca do látex extraído dos seringais para fabricação da borracha. Pelo Tratado de Ayacucho, o governo brasileiro reconhecia a posse da região pela Bolívia. O conflito entre a Bolívia e os brasileiros do Acre ficou conhecido como Revolução Acriana. Após esforços diplomáticos, os países chegaram a um acordo onde a Bolívia cederia uma área de 142 800 km² e o Brasil pagaria em troca dois milhões de libras esterlinas e construiria a Estrada de Ferro Madeira-Mamoré.
A partir da década de 1870, o local viveu uma onda de governos autoritários e nacionalistas, liderados por figuras típicas da política latino-americana chamados de "caudilhos". Houve caudilhos tanto de caráter reformista quanto conservador. De forma geral, a onda autoritária durou até a ascensão da burguesia industrial, na década de 1930.

### Período contemporâneo

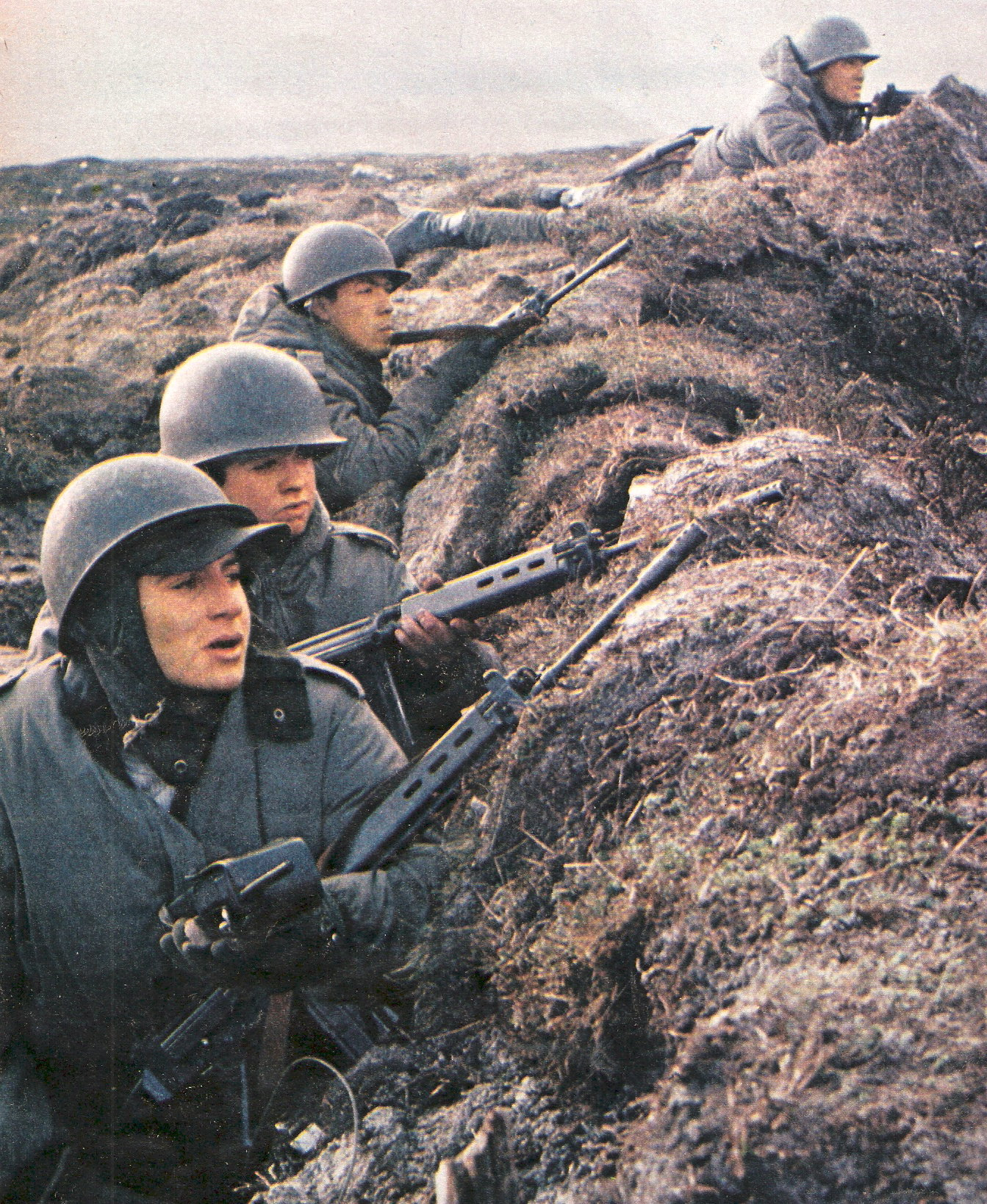
Soldados argentinos durante a Guerra das Malvinas.

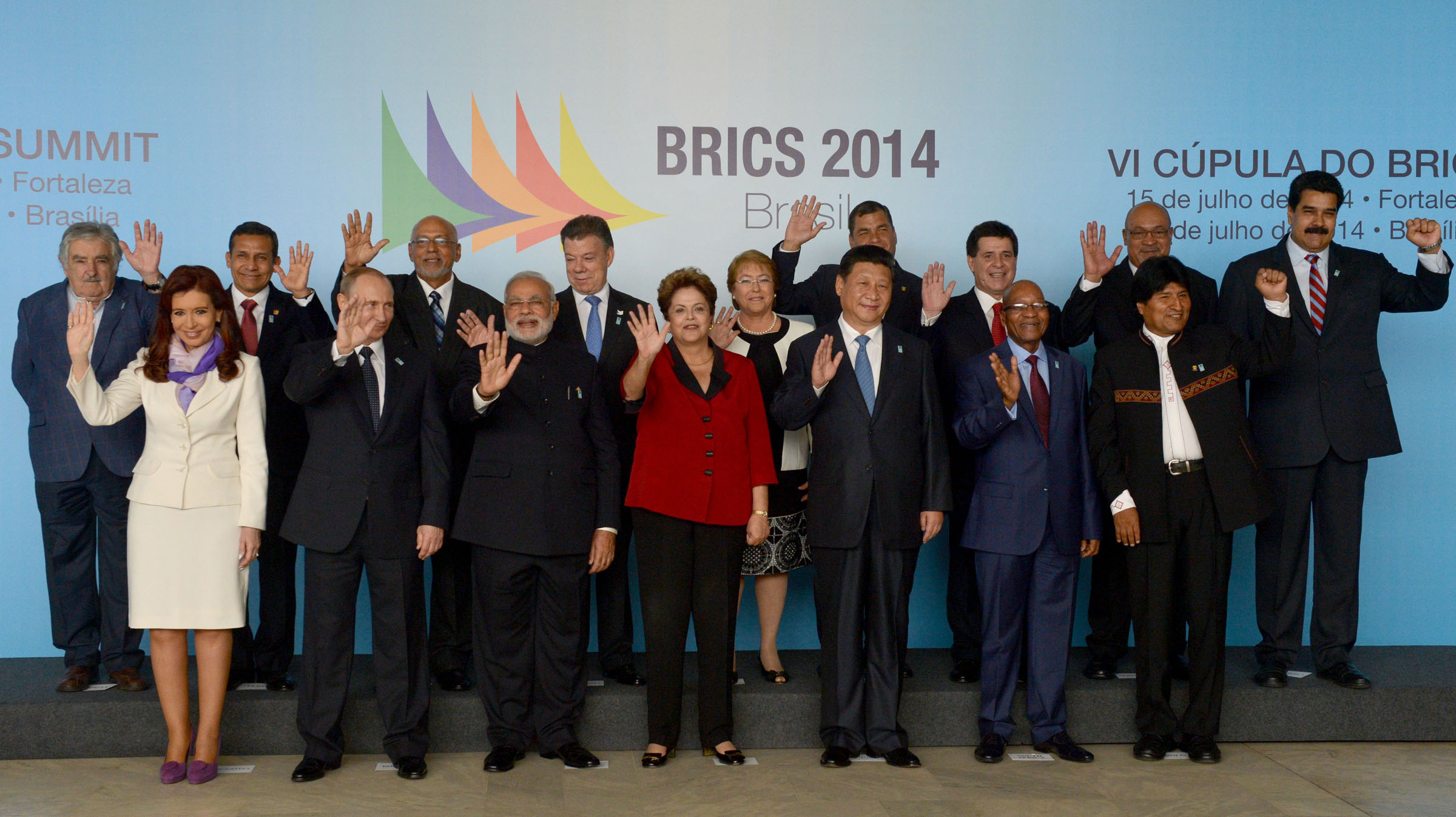
Líderes da União de Nações Sul-Americanas (UNASUL) reunidos com o BRICS durante a 6.ª reunião de cúpula do grupo em Fortaleza, Brasil.

Nos anos 1930 na América do Sul começaram sob o forte impacto da Grande Depressão ou crise de 1929 que se seguiu nos Estados Unidos. A suspeita de aproximação e o receio de alinhamento de alguns ditadores com as potências do Eixo, levam o governo dos EUA (sob Franklin Roosevelt e Harry Truman) a criarem e implementarem a Política da Boa Vizinhança para o lugar, destinada a aumentar a influência econômica e cultural norte-americana sobre a América do Sul.
Durante o período de autoritarismo vivido pela América Latina nos anos 1960 e 1970, iniciou-se um processo de resistência democrática em várias esferas sociais, incluindo vários atores e instituições, o que foi fundamental para o fim dos regimes militares em diversos países. Na esteira desse processo, os partidos políticos se reorganizaram, os movimentos sindicais e os movimentos estudantis ressurgiram. A pressão da sociedade civil pela punição aos militares e pelo reconhecimento oficial dos mortos e desaparecidos, somadas as reivindicações populares amparadas pela recessão econômica daqueles anos, ocorreram em diversos países da América. Foi relevante o ativismo da Igreja Católica na promoção da justiça durante as décadas de 1970 e 1980 em razão do ambiente de violações de direitos humanos durante as ditaduras na Argentina, no Brasil e no Chile. Entre 1979 e 1990, a transição democrática se consolidou na América do Sul:
Ocorreram diferenças substanciais nos processos históricos de cada país. Na Argentina, por exemplo, o fracasso da Guerra das Malvinas em 1982. No Chile, foi uma mudança gradual com o fortalecimento das mobilizações populares e a rearticulação dos partidos de esquerda. Apesar das especificidades nas histórias dos regimes militares, o processo de democratização foi invariavelmente marcado por muitos conflitos e negociações, ocorridos durante e após o fim das ditaduras, não resultando necessariamente numa democracia completa: o processo foi lento, cheio de tensões, avanços e retrocessos. A grave crise econômica daqueles anos, o crescimento negativo do PIB em muitas nações, hiperinflação, crescimento da dívida externa, (em 1984, México, Argentina, Brasil e Colômbia eram os 3 maiores devedores dos EUA) a queda no índice de industrialização, fizeram parte do cenário do processo de redemocratização.
A partir do final dos anos 1990, com as crises econômicas e sociais resultantes das experiências neoliberais, os governos de direita vão perdendo popularidade e começa uma sequência de eleições de governos populistas ou de centro-esquerda.
Porém, a partir de 2015 esta tendência começou a ser modificada com a eleição de um governo de centro-direita na Argentina e a derrota do partido situacionista de esquerda na Venezuela nas eleições legislativas do país. Em 2016 ocorreu a derrota do presidente boliviano de esquerda, Evo Morales, em referendo que permitiria que concorresse a um quarto mandato. Ainda em 2016 foi eleito no Peru Pedro Pablo Kuczynski, de centro-direita e ocorreu o impeachment da presidente brasileira Dilma Rousseff, terminando 13 anos de dominância da esquerda no Brasil.

## Geografia

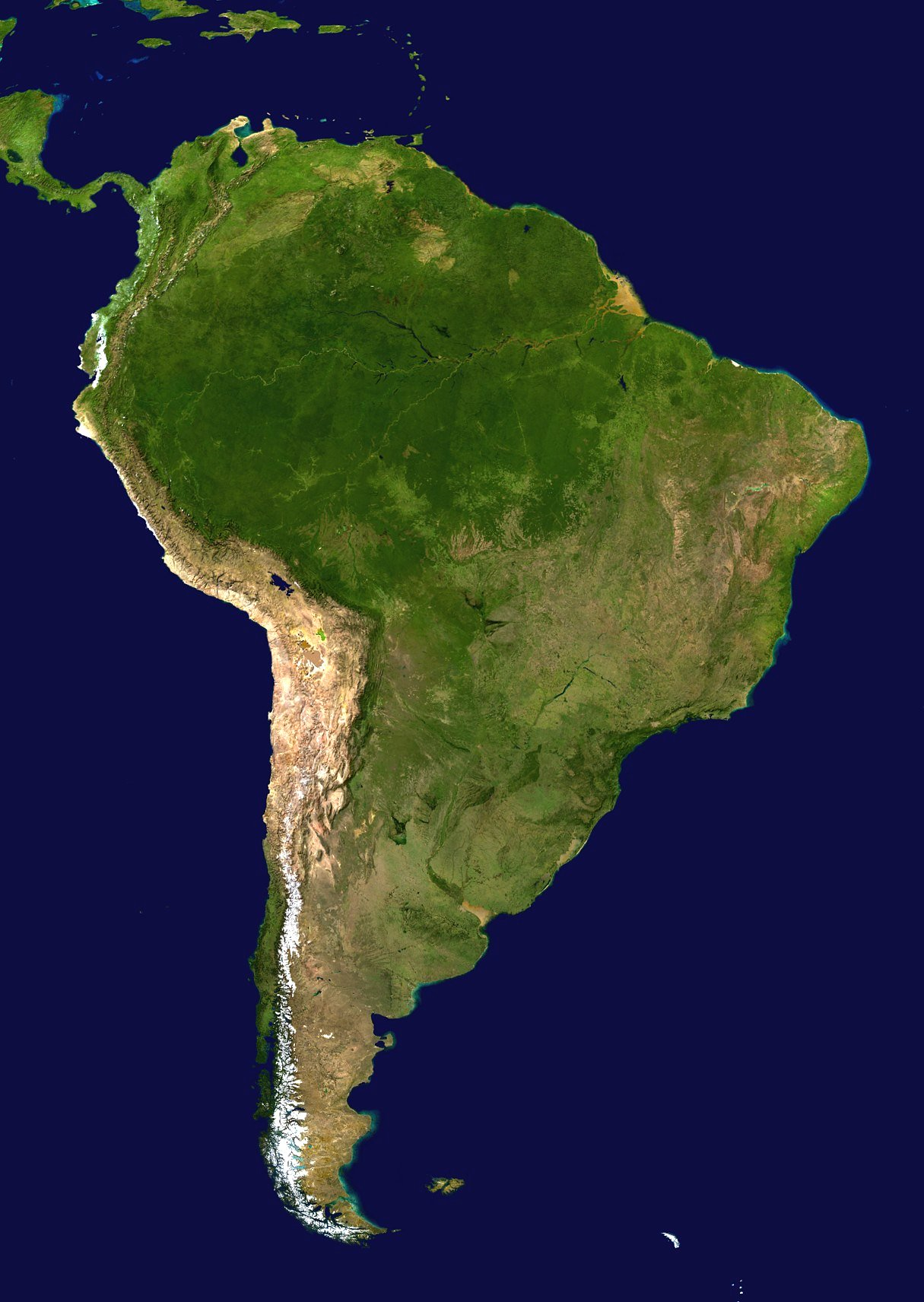
Imagem de satélite da América do Sul.

A América do Sul ocupa uma área de 17 819 100 km2, localiza-se a 60° 00' 00" de longitude oeste do Meridiano de Greenwich e a 20° 00' 00" de latitude sul da Linha do Equador e com fusos horários -6, -5, -4, -3 e -2 horas em relação a hora mundial GMT. Quatro quintos do continente ficam abaixo da Linha do Equador. No planeta Terra, o continente faz parte do continente panamericano. É banhado pelo mar do Caribe, oceano Atlântico e oceano Pacífico.
O subcontinente é cortado por linhas imaginárias. A primeira é conhecida como linha do equador que passa pelos países Equador, Colômbia e Brasil, correspondendo a um corte perpendicular ao eixo de rotação da Terra, dividindo o planeta ao meio e conseguindo duas metades simétricas. A segunda linha é conhecida como o Trópico de Capricórnio, que corta Brasil, Argentina, Paraguai e Chile, correspondendo ao ponto mais ao sul do planeta onde é possível se ver o sol no ponto mais alto do céu, a partir dessa linha quem está mais ao sul nunca vê o Sol a pino.
No continente, existem tipos bem diversos de ambiente. A oeste fica a extensa cadeia montanhosa dos Andes, que atinge até 6 700 m de altitude em alguns pontos. O norte é quase completamente tomado pela densa e úmida Floresta Amazônica. Na região central do continente predominam áreas alagadas que incluem o Pantanal brasileiro e Chaco boliviano. Mais para o sul há planícies e cerrados. Na costa leste, a floresta costeira original cedeu lugar à ocupação industrial e agrícola.[carece de fontes?]
Os mais importantes sistemas hidrográficos da América do Sul — o do Amazonas (o mais vasto), do Orinoco e do Paraná-rio da Prata — têm a maior parte de suas bacias de drenagem na planície. Os três sistemas, em conjunto, drenam uma área de cerca de 9 583 000 km². A maior parte dos lagos da América do Sul localiza-se nos Andes ou ao longo de seu sopé. Entre os lagos andinos, destacam-se o Titicaca e o Poopó. A mais importante formação lacustre do norte é o lago de Maracaibo, na Venezuela, e na costa oriental salienta-se a lagoa dos Patos, no Brasil.

### Geologia e relevo
Primitivamente ligada à África, com a qual compunha o continente da Gonduana, a América do Sul era representada, basicamente, por três massas cristalinas: o escudo Brasileiro, o escudo Guiano e o escudo Patagônico. Os escudos Brasileiro e Guiano apresentam traços de dobramentos antigos, pré-cambrianos e pré-devonianos, o mesmo se verificando no Cretáceo com o escudo Patagônico. No Cretáceo, quando parece ter-se iniciado o desligamento do bloco africano do brasileiro, dobraram-se as camadas sedimentares acumuladas, dando origem à cordilheira dos Andes, já no Terciário. Uma vez formada, ocorreu quase simultaneamente a regressão dos mares que cobriam as partes mais baixas dos escudos ou entre estes e os Andes.
Com relação à bacia Amazônica, o levantamento do bloco andino barrou o escoamento das águas para oeste e, com o aumento da sedimentação, a bacia adquiriu um aspecto lagunar. A evolução da sedimentação da bacia do Orinoco não teve sequência muito diferente da bacia Amazônica.

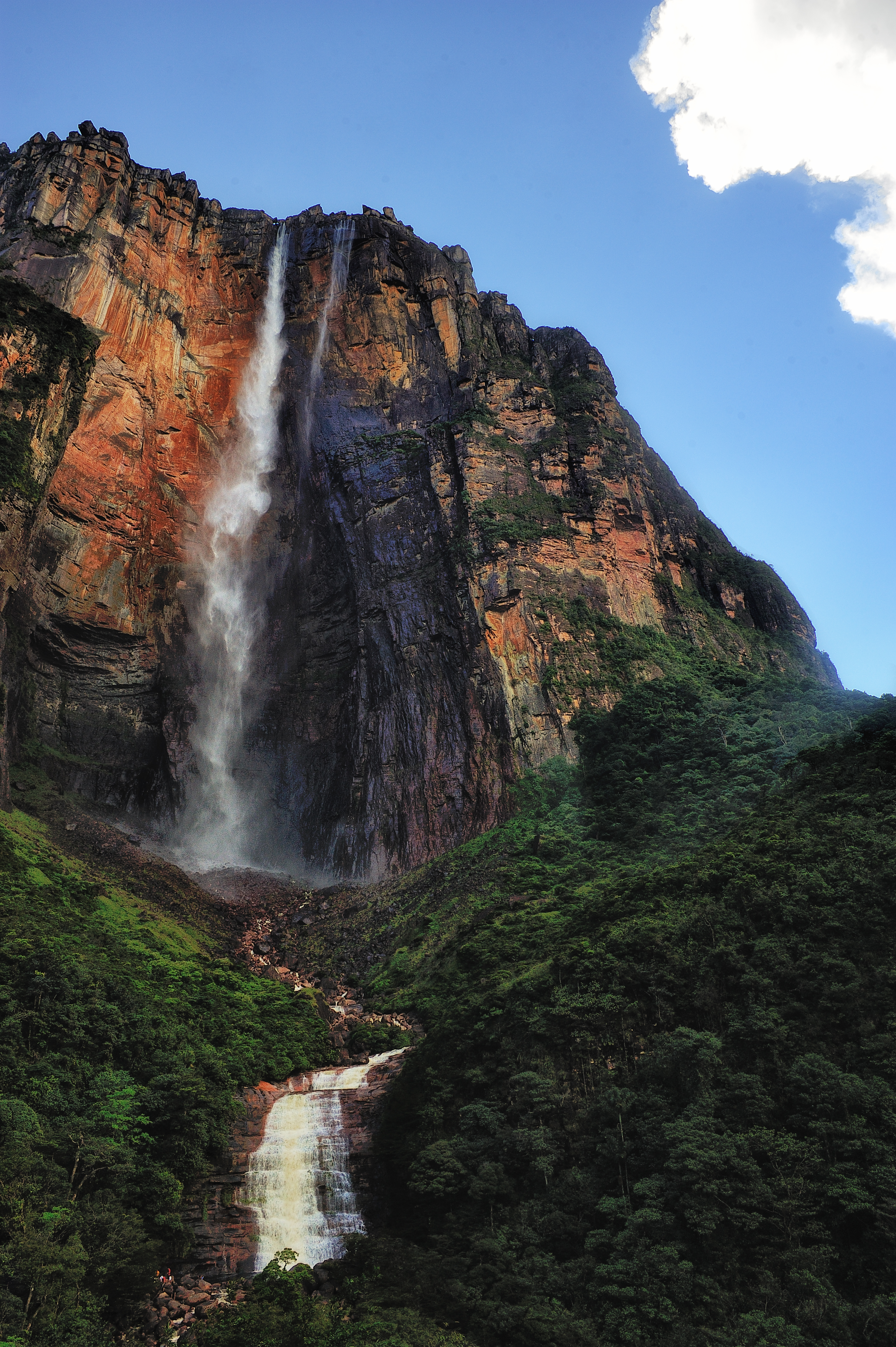
Salto Angel, na Venezuela, a maior queda d'água do mundo.

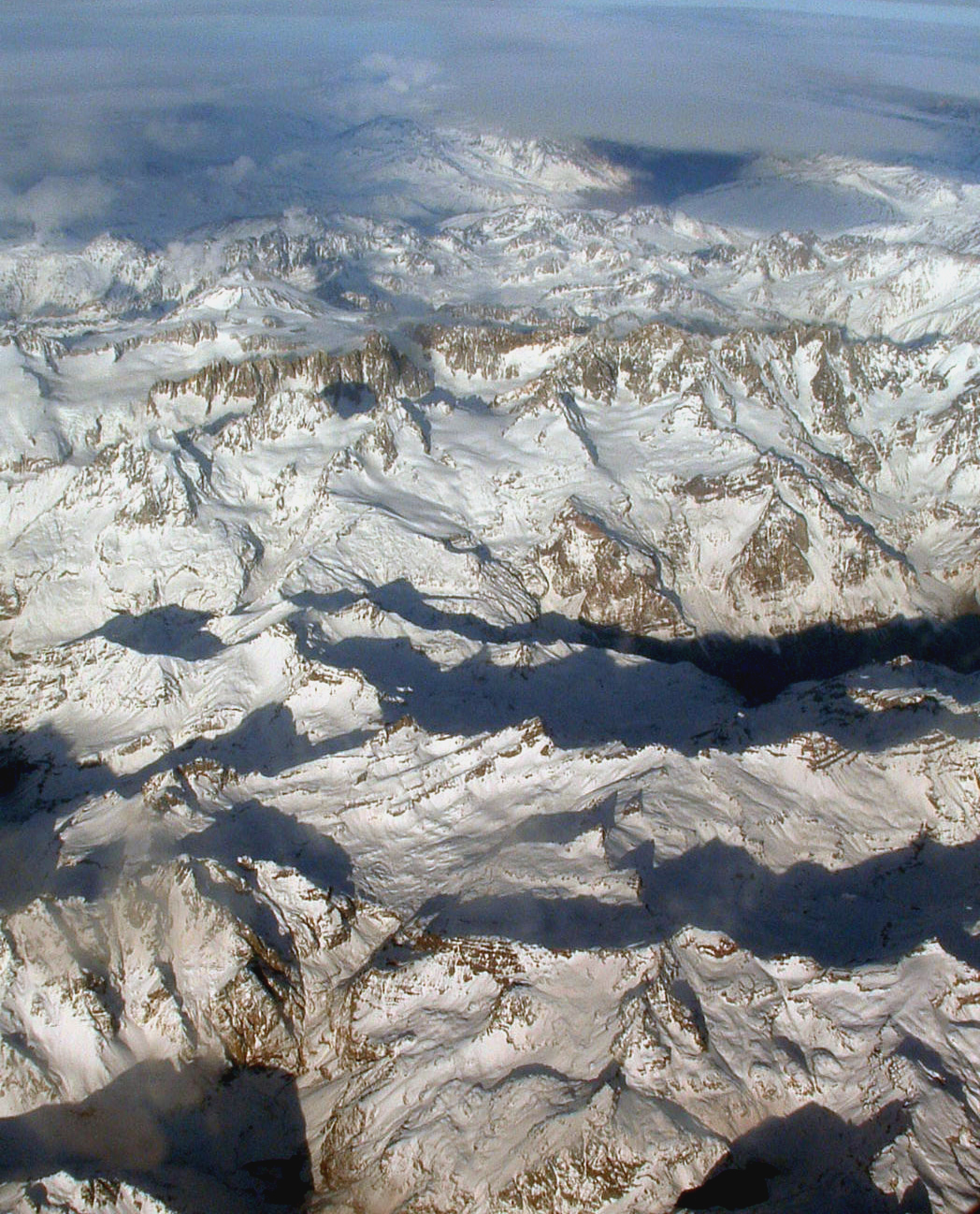
A cordilheira dos Andes na fronteira do Chile com a Argentina, uma das maiores cadeias de montanhas do mundo.

Quanto à planície do Pampa, pois, ao que parece, a sedimentação, até o final do Mesozoico, ocorreu em ambiente marinho ou em conjunto de grandes lagunas. Mas no Terciário, com a formação dos Andes, o braço de mar que separava o escudo Patagônico do Brasileiro regrediu. De outro lado, no Mesozoico e Paleozoico, os sedimentos provieram das áreas cristalinas das áreas soerguidas do norte (planalto Brasileiro) ou do sul (escudo Patagônico), enquanto no Terciário a planície começou também a receber os sedimentos dos Andes. O relevo dessa área possui características próprias. A planície Amazônica é um imenso funil que desce suavemente em direção ao Atlântico a partir dos sopés andinos. Na planície Amazônica, encontra-se a maior rede hidrográfica do mundo, com uma área de cerca de 7 000 000 km².
Ao norte da planície Amazônica, estendendo-se por quase 500 000 km², surge a bacia do Orinoco. A planície do Orinoco é continuada para o sul através de lhanos do Beni, de Mojos, Guarayos e de Chiquitos. Ao sul da Bolívia, inicia-se o Chaco. Ao sul do Chaco, estendem-se os pampas, onde formaram bacias sem escoamento para o mar. A noroeste da província de Buenos Aires, erguem-se as serras pampianas. A serra de Famatina (cerca de 6 000 m) é a mais alta desse conjunto, onde também se destacam outras serras.
Diferente é o aspecto morfológico geral da região situada a leste das referidas planícies, formando a segunda importante faixa de relevo da América do Sul. Trata-se do planalto Brasileiro e seu prolongamento para o norte, o planalto das Guianas. Este último, estende-se pela fronteira brasileira com as Guianas e com a Venezuela. A escarpa do planalto, do lado sul, desce abruptamente. Para o norte, em direção à planície do Orinoco, suas vertentes são mais suaves. Depois da interrupção produzida pela planície a área planaltina prossegue para o sul, constituindo-se no planalto Brasileiro, com cerca de 5 000 000 km².
Interrompidas mais o sul pelos depósitos pampianos, as formas planaltinas reaparecem ao sul do rio Colorado (Argentina), constituindo o planalto da Patagônia. Apesar do domínio das formações continentais, há sinais de transgressão marinha na costa. A superfície atual parece corresponder a um peneplano, cuja formação data do fim do Plioceno. Movimentos posteriores de soerguimento aprofundaram os vales na massa sedimentar. Os vales patagônicos, que em regra se caracterizam por uma topografia semidesértica, possuem perfis longitudinais com forte inclinação, largos talvegues cercados por altas vertentes. Como os soerguimentos pós-pliocênicos não se fizeram uniformemente, restaram áreas deprimidas.
O oeste da América do Sul é ocupado pela terceira grande faixa morfo-estrutural e que constitui a extensa cordilheira dos Andes. A par dessas três áreas morfo-estruturais, observa-se um grande contraste morfológico entre o litoral do Atlântico (16 000 km de extensão) e o do Pacífico (9 000 km). O litoral atlântico é, em geral, baixo, de fraco declive, arenoso ou constituído de depósitos fluviais e ostenta uma larga plataforma continental. Os rios desempenharam papel importante na configuração do litoral, de grande parte das ilhas da foz do Amazonas e do delta do Paraná. Mas tiveram importância também a erosão marinha e os movimentos epirogênicos.
As grandes altitudes das costas do Pacífico se opõem imensas profundidades submarinas, quase não existindo plataforma continental. A única área mais acidentada é a situada ao sul, onde aparecem ilhas e arquipélagos, como o de Chonos, Madre de Díos, Reina Adelaide, além da ilha da Terra do Fogo, separada do continente pelo estreito de Magalhães.
Milhares de quilômetros quadrados de solo escuro, de origem eólica e aluvial, ocorrem nos pampas da Argentina e Uruguai, onde se encontram algumas das melhores terras do mundo. Pequenas áreas de bons solos aparecem também nos vales andinos e da costa ocidental, especialmente no vale longitudinal do Chile, na planície equatoriana de Guayas, e no vale colombiano do Cauca. Excelentes também são as terras roxas da bacia do Paraná no Brasil, originadas da desagregação dos afloramentos basálticos e atualmente propícias à cultura cafeeira, somente encontrando rival nos solos vulcânicos dos Andes colombianos. As terras da bacia Amazônica em geral são pobres; existem solos férteis em pequenas áreas de terras aluviais, porém sujeitas a inundações. A infertilidade e a elevada acidez fazem com que a maior parte das terras da planície tropical sejam ruins para a agricultura.

Geografia da América do Sul
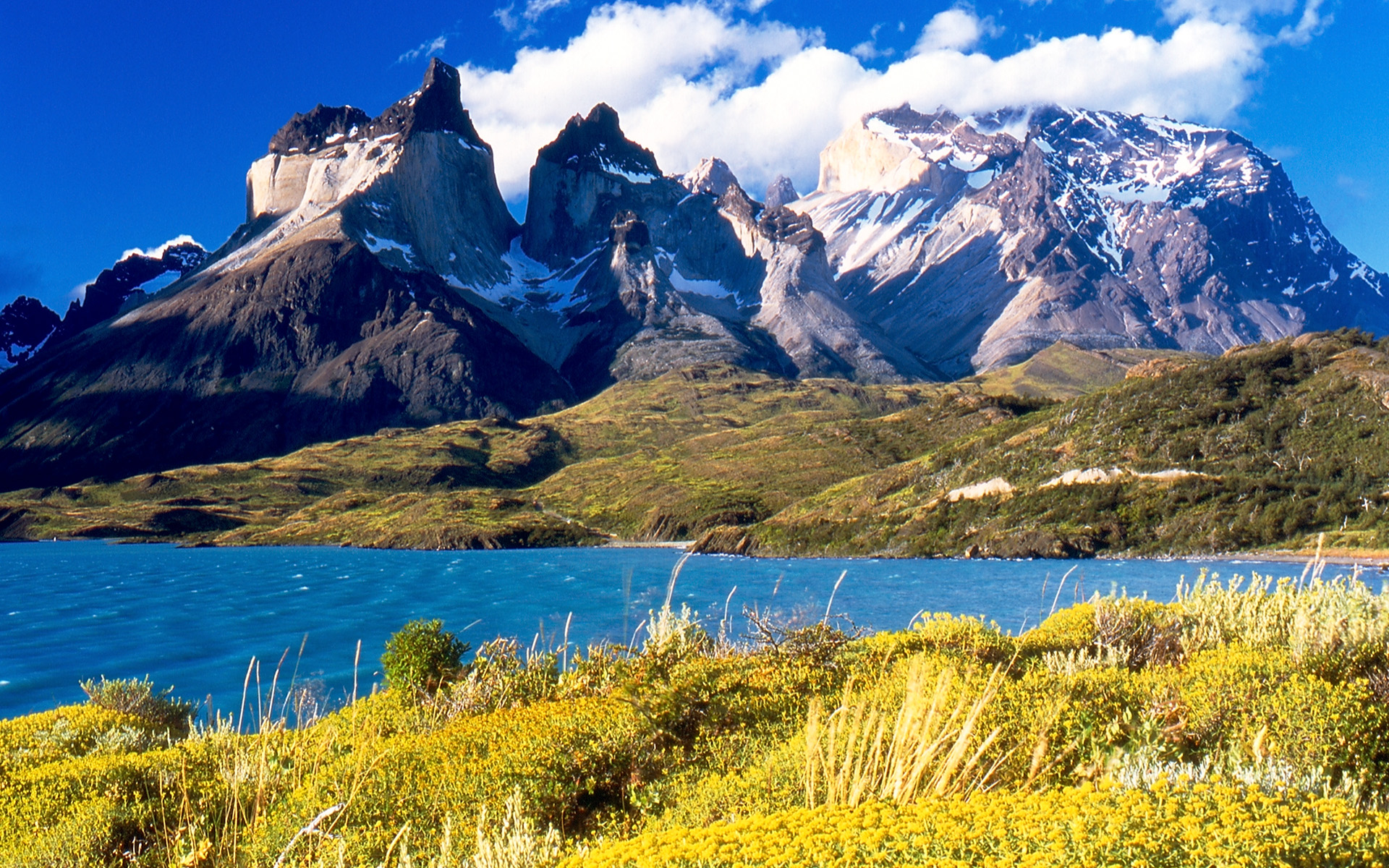
Torres del Paine no Chile.
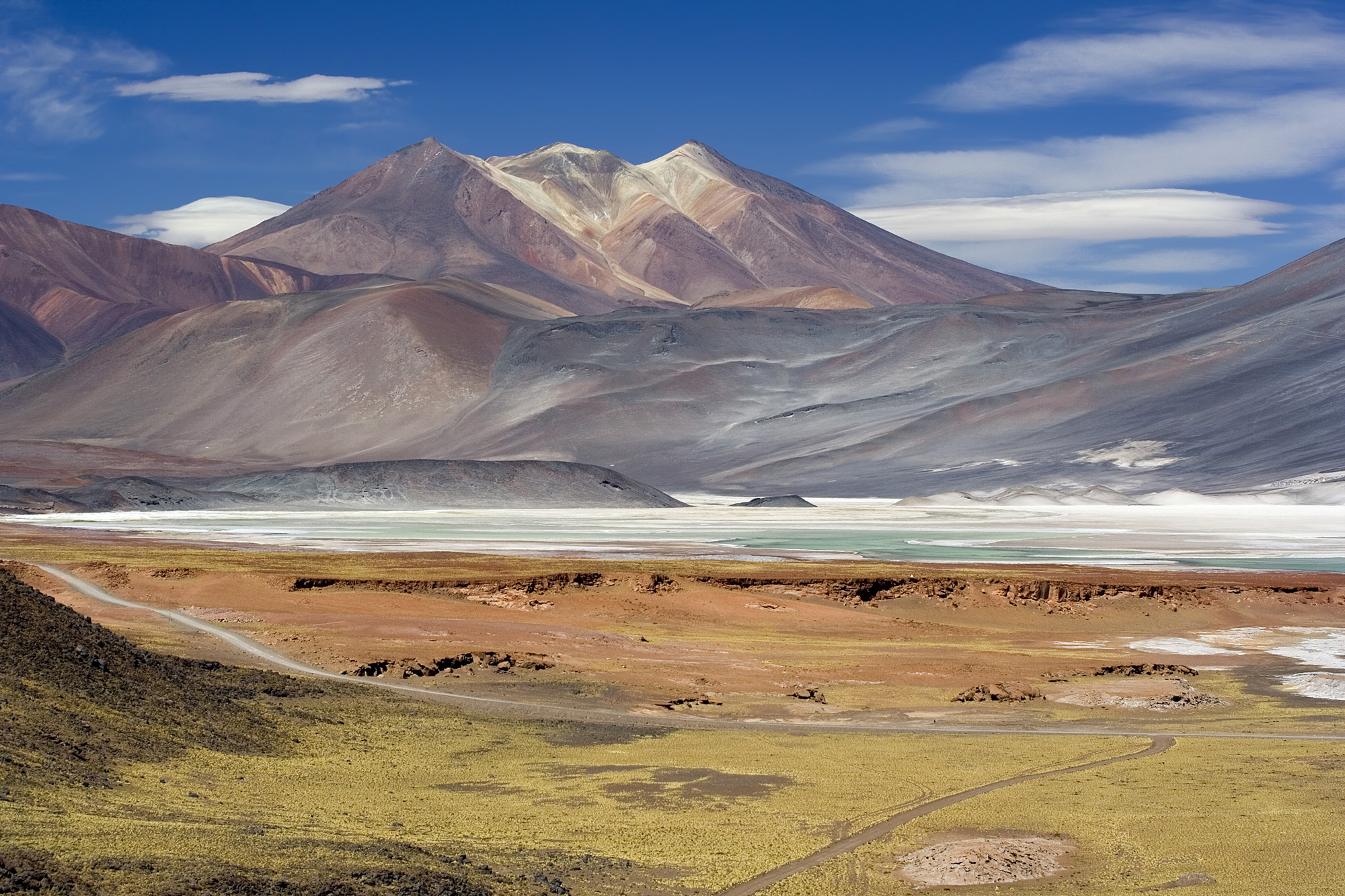
Deserto do Atacama, o deserto mais seco do mundo.
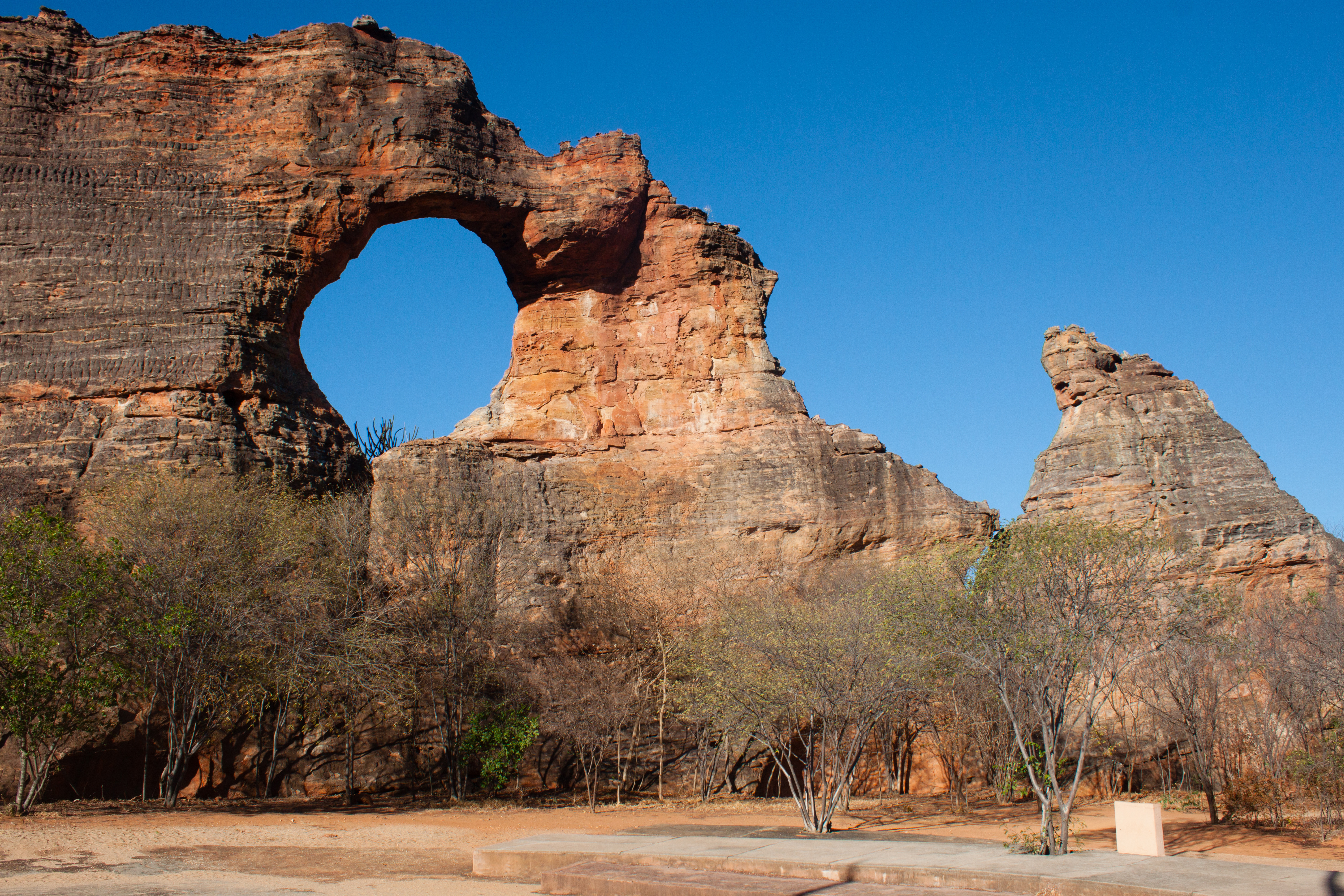
Parque Nacional da Serra da Capivara no Brasil.
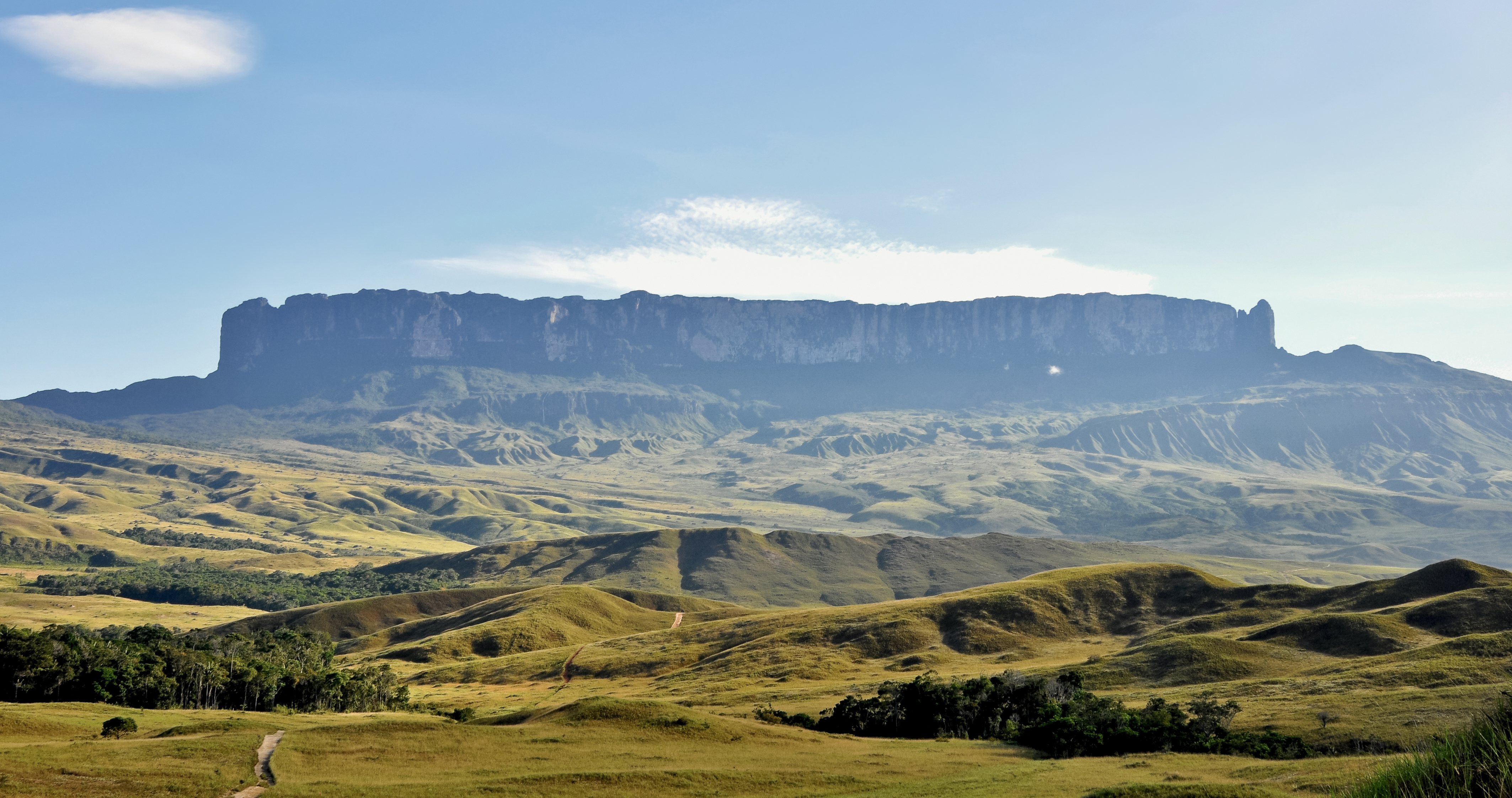
Monte Roraima entre Brasil, Venezuela e Guiana.

### Ilhas
Tradicionalmente, a América do Sul também inclui algumas das ilhas vizinhas. Aruba, Bonaire, Curaçao, Trinidad e Tobago e as Dependências Federais da Venezuela ficam na plataforma continental da América do Sul e são frequentemente consideradas parte do continente. Geopoliticamente, os estados insulares e territórios ultramarinos do Caribe são geralmente agrupados como uma parte ou sub-região da América do Norte, uma vez que estão mais distantes na placa do Caribe, embora San Andres e Providencia sejam politicamente parte da Colômbia e a Ilha das Aves é controlada pela Venezuela.
Outras ilhas que estão incluídas na América do Sul são as ilhas Galápagos que pertencem ao Equador e a Ilha de Páscoa (na Oceania mas pertencente ao Chile), à ilha Robinson Crusoe, a Chiloé (Chile) e à Terra do Fogo. No Atlântico, o Brasil é dono de Fernando de Noronha, Trindade e Martim Vaz e do Arquipélago de São Pedro e São Paulo, enquanto as ilhas Falkland são governadas pelo Reino Unido, cuja soberania sobre as ilhas é contestada pela Argentina. As ilhas Geórgia do Sul e as Sandwich do Sul podem estar associadas à América do Sul ou à Antártica.

Ilhas da América do Sul
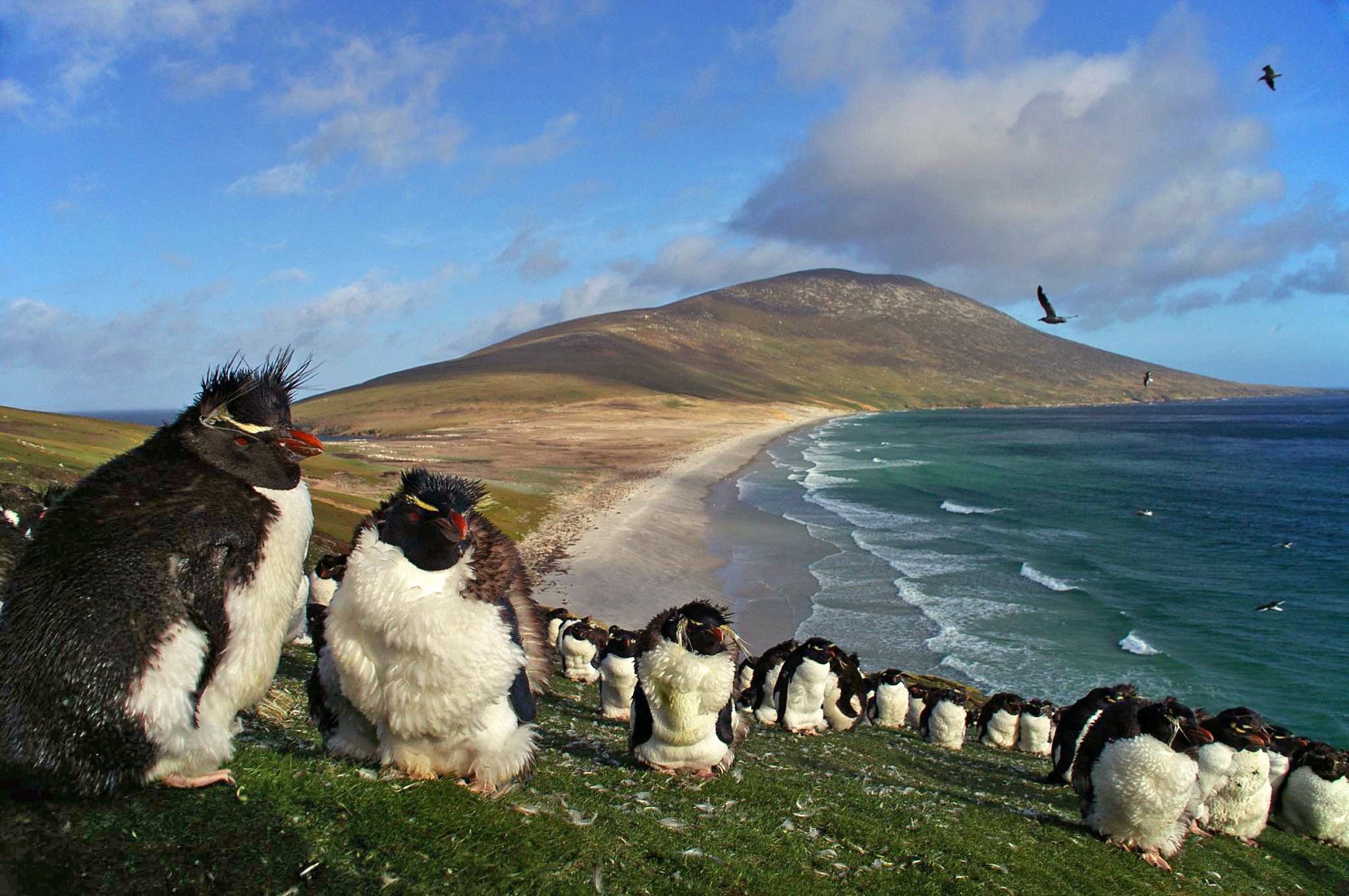
Ilhas Falkland, território ultramarino do Reino Unido.
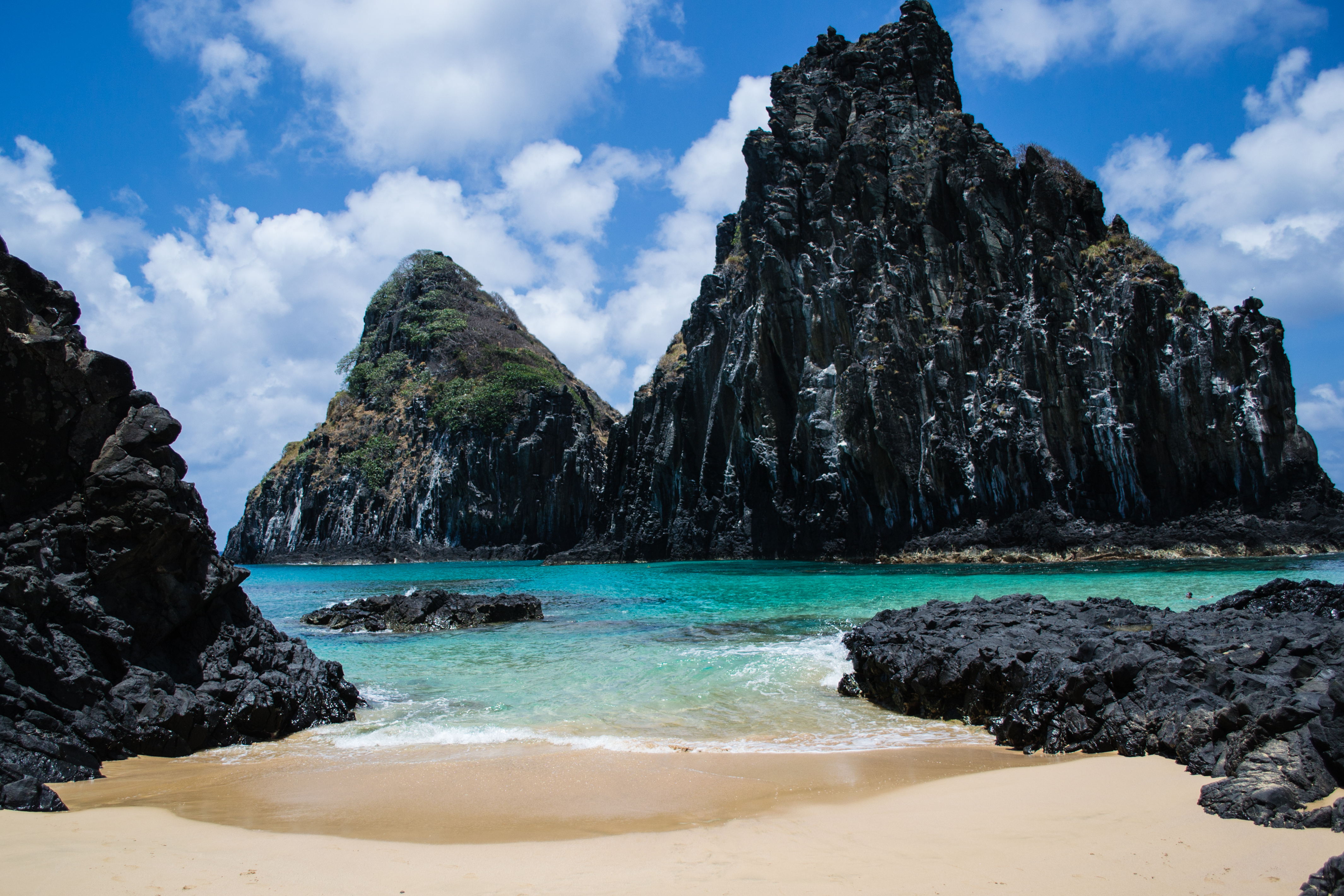
Fernando de Noronha, arquipélago do Brasil.
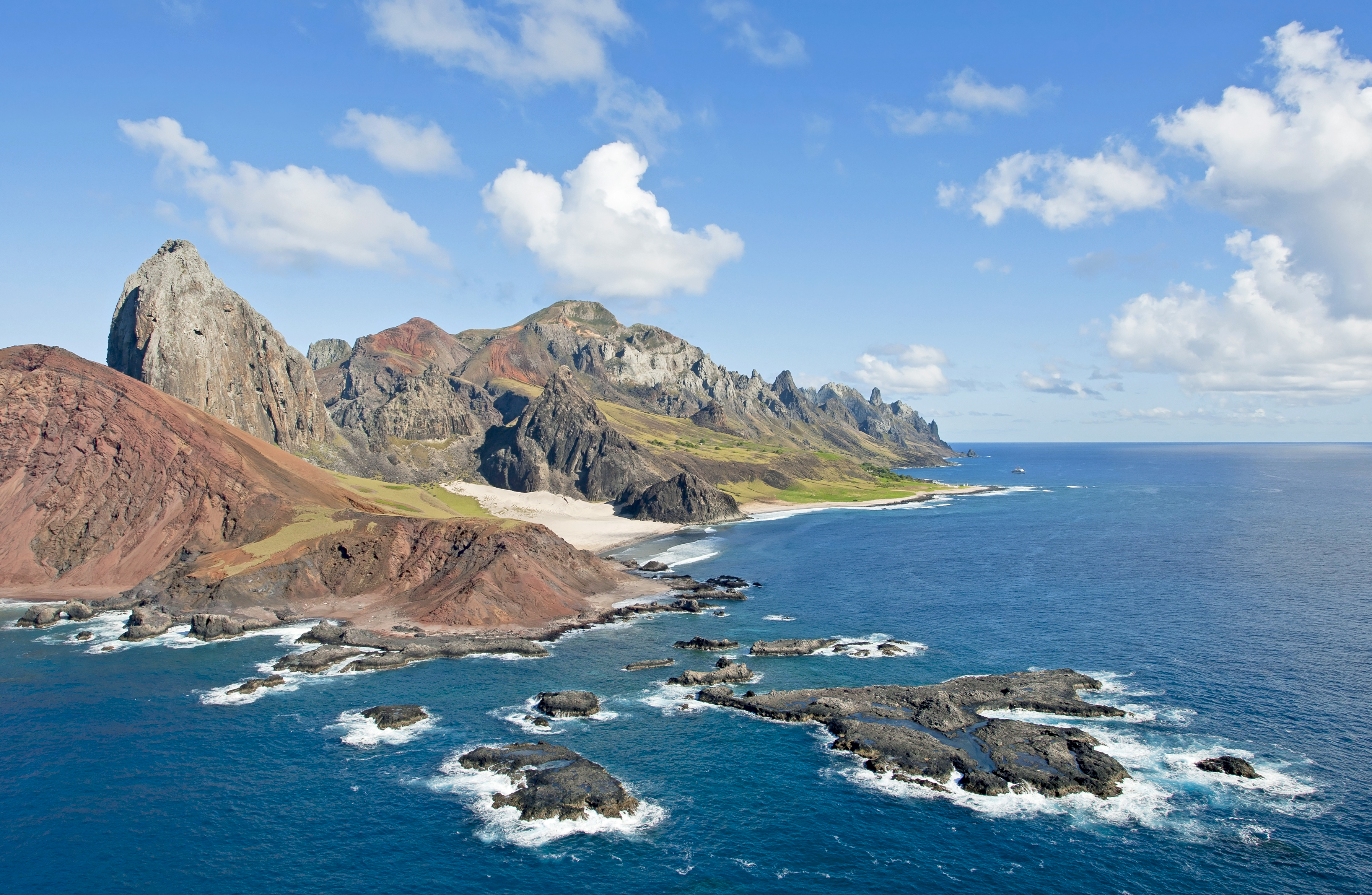
Trindade e Martim Vaz, arquipélago vulcânico na costa do Brasil.
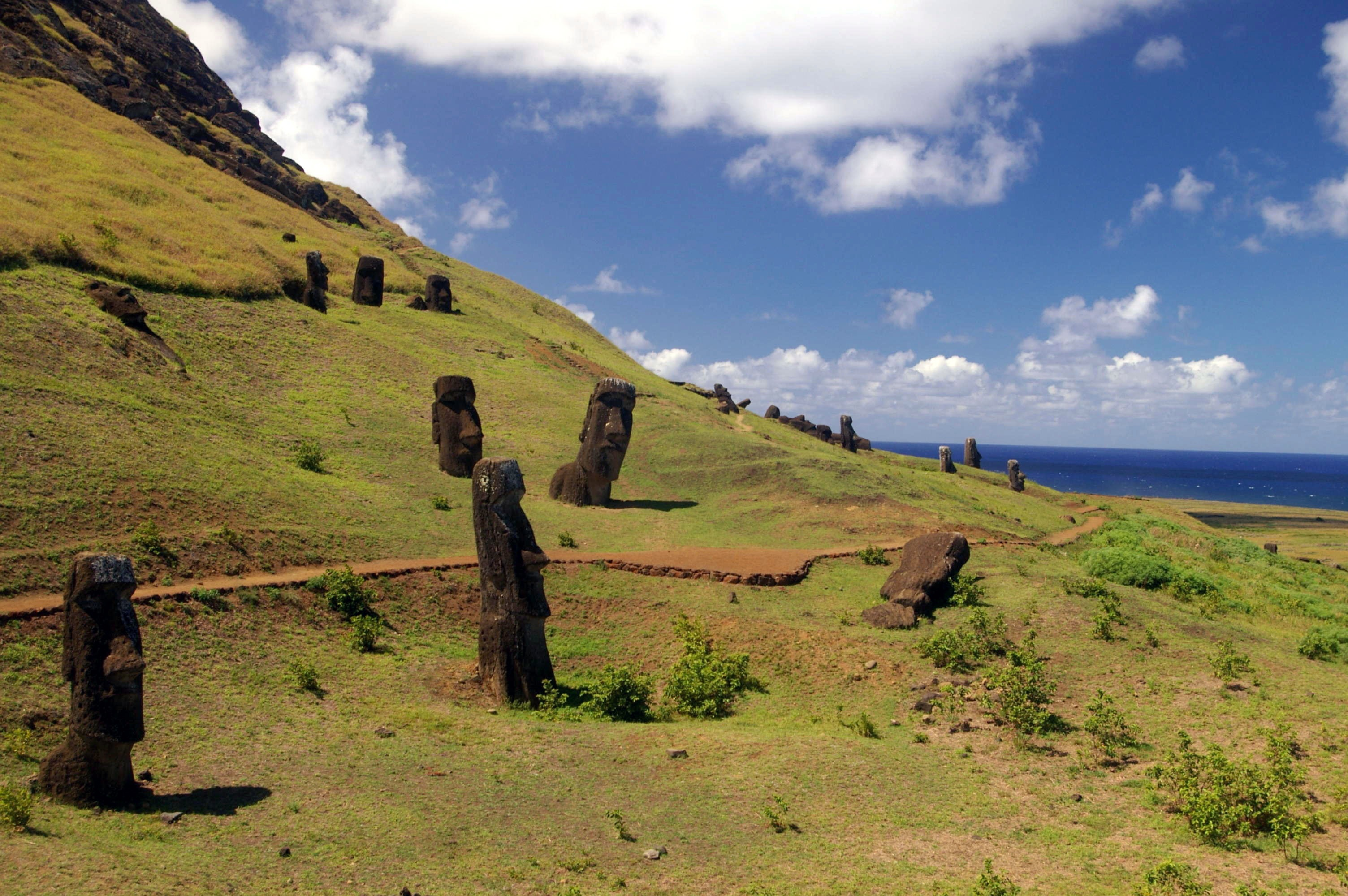
Ilha de Páscoa, Chile.
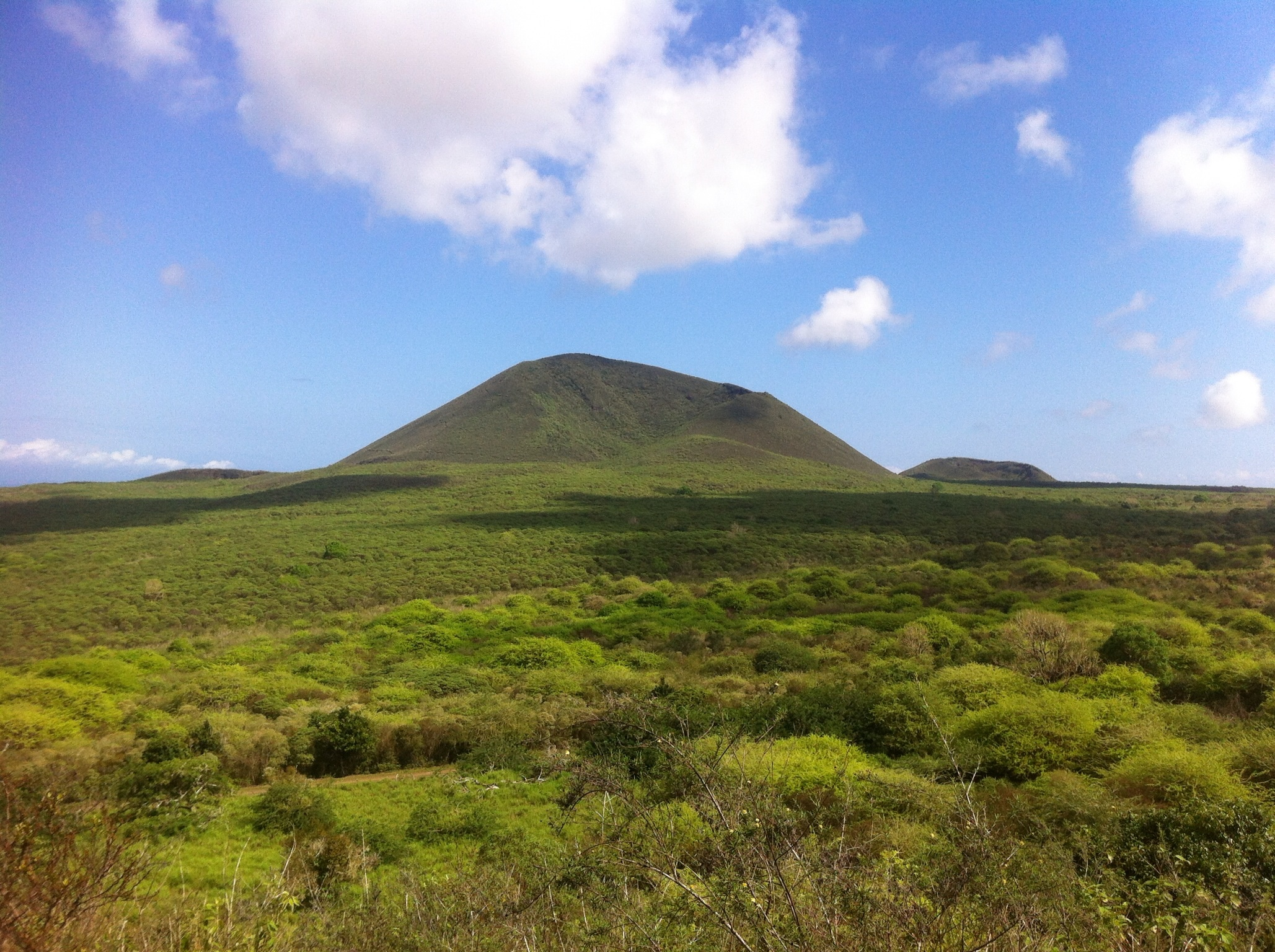
Ilhas Galápagos na costa do Equador

### Clima

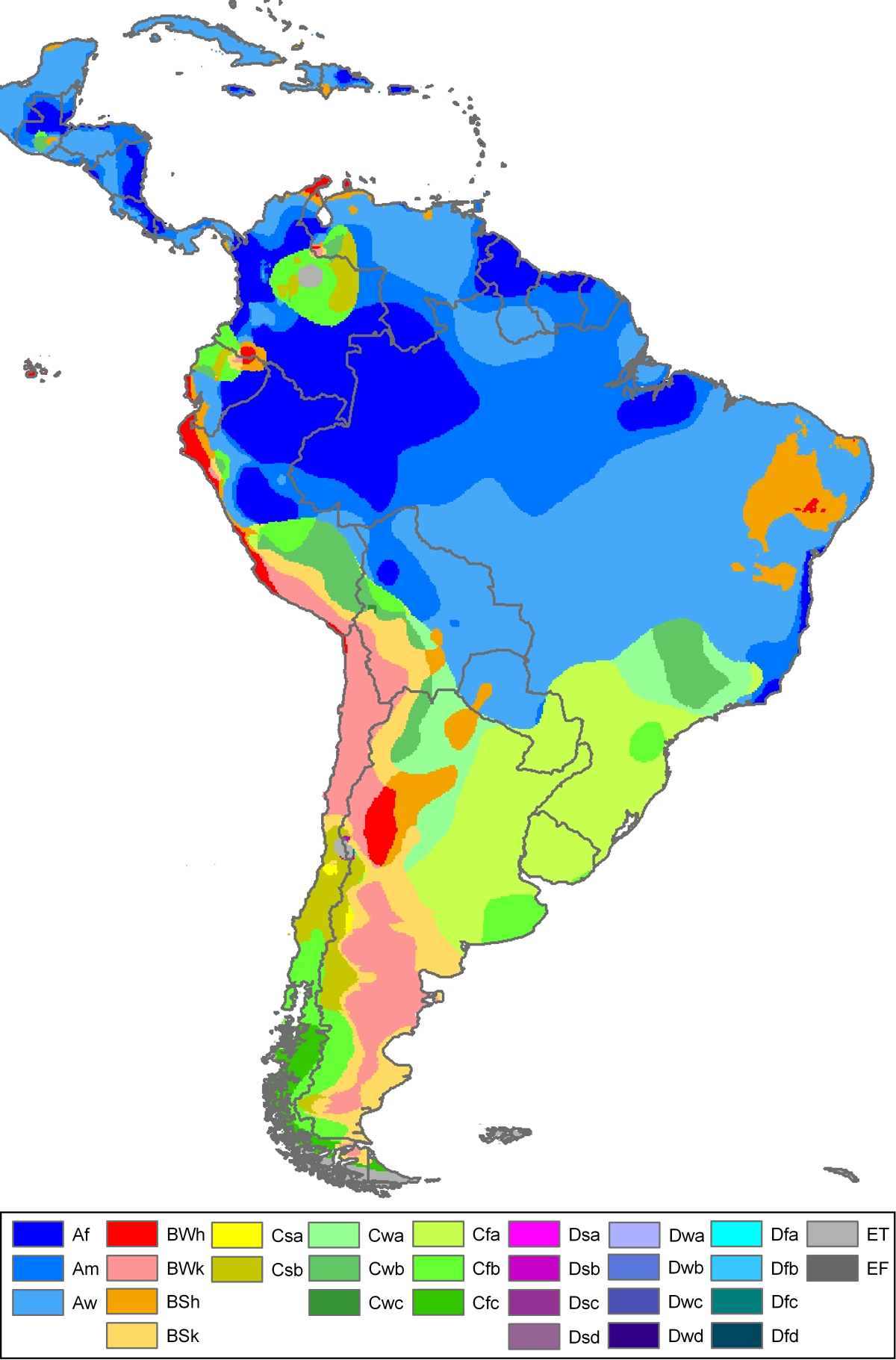
Mapa climático da América do Sul de acordo com a classificação climática de Köppen-Geiger.

A distribuição das temperaturas médias na região apresenta uma regularidade constante a partir dos 30 de latitude sul, quando as isotermas tendem, cada vez mais, a se confundir com os graus de latitude.
Nas latitudes temperadas, os invernos são mais amenos e os verões mais quentes do que na América do Norte. Pelo fato de sua parte mais extensa do continente localizar-se na zona equatorial, a região possui mais áreas de planícies equatoriais do que qualquer outra região.
As temperaturas médias anuais na bacia Amazônica oscilam em torno de 27 °C, com baixa amplitudes térmicas e altos índices pluviométricos. Entre o lago de Maracaibo e a foz do Orinoco, predomina um clima equatorial do tipo congolês, que engloba também partes do território brasileiro.
O centro-leste do planalto brasileiro possui clima tropical úmido e quente. As partes norte e leste do pampa argentino possuem clima subtropical húmido com invernos secos e verões húmidos do tipo chinês, enquanto as faixas oeste e leste tem clima subtropical do tipo dinárico. Nos pontos mais elevados da região andina, os climas são mais frios do tipo que ocorre nos pontos mais elevados dos fiordes noruegueses. Nos planaltos andinos, predomina o clima quente, embora amenizado pela altitude, enquanto na faixa costeira, registra-se um clima equatorial do tipo guineano. Deste ponto até o norte do litoral chileno aparecem, sucessivamente, clima mediterrâneo oceânico, temperado do tipo bretão e, já na Terra do Fogo, clima frio do tipo siberiano.
A distribuição das chuvas relaciona-se com o regime dos ventos e das massas de ar. Na maior parte da região tropical a leste dos Andes, os ventos que sopram do nordeste, leste e sudeste carregam umidade do Atlântico, provocando abundante precipitação pluviométrica. Nos lhanos do Orinoco e no planalto das Guianas, as precipitações vão de moderadas a elevadas. O litoral colombiano do Pacífico e o norte do Equador são regiões bastante chuvosas. O deserto de Atacama, ao longo desse trecho da costa, é uma das regiões mais secas do mundo. Os trechos central e meridional do Chile são sujeitos a ciclones, e a maior parte da Patagônia argentina é desértica. Nos pampas da Argentina, Uruguai e Sul do Brasil a pluviosidade é moderada, com chuvas bem distribuídas durante o ano. As condições moderadamente secas do Chaco opõem-se a intensa pluviosidade da região oriental do Paraguai. Na costa do semiárido do Nordeste brasileiro as chuvas estão ligadas a um regime de monções.
Fatores importantes na determinação dos climas são as correntes marítimas, como as de corrente de Humboldt e das Malvinas. A corrente equatorial do Atlântico Sul esbarra no litoral do Nordeste e aí divide-se em duas outras: a corrente do Brasil e uma corrente costeira que flui para o noroeste rumo às Antilhas, onde lá muda-se para rumo nordeste formando assim a mais importante e famosa corrente oceânica do mundo, a Corrente do Golfo.

### Biodiversidade

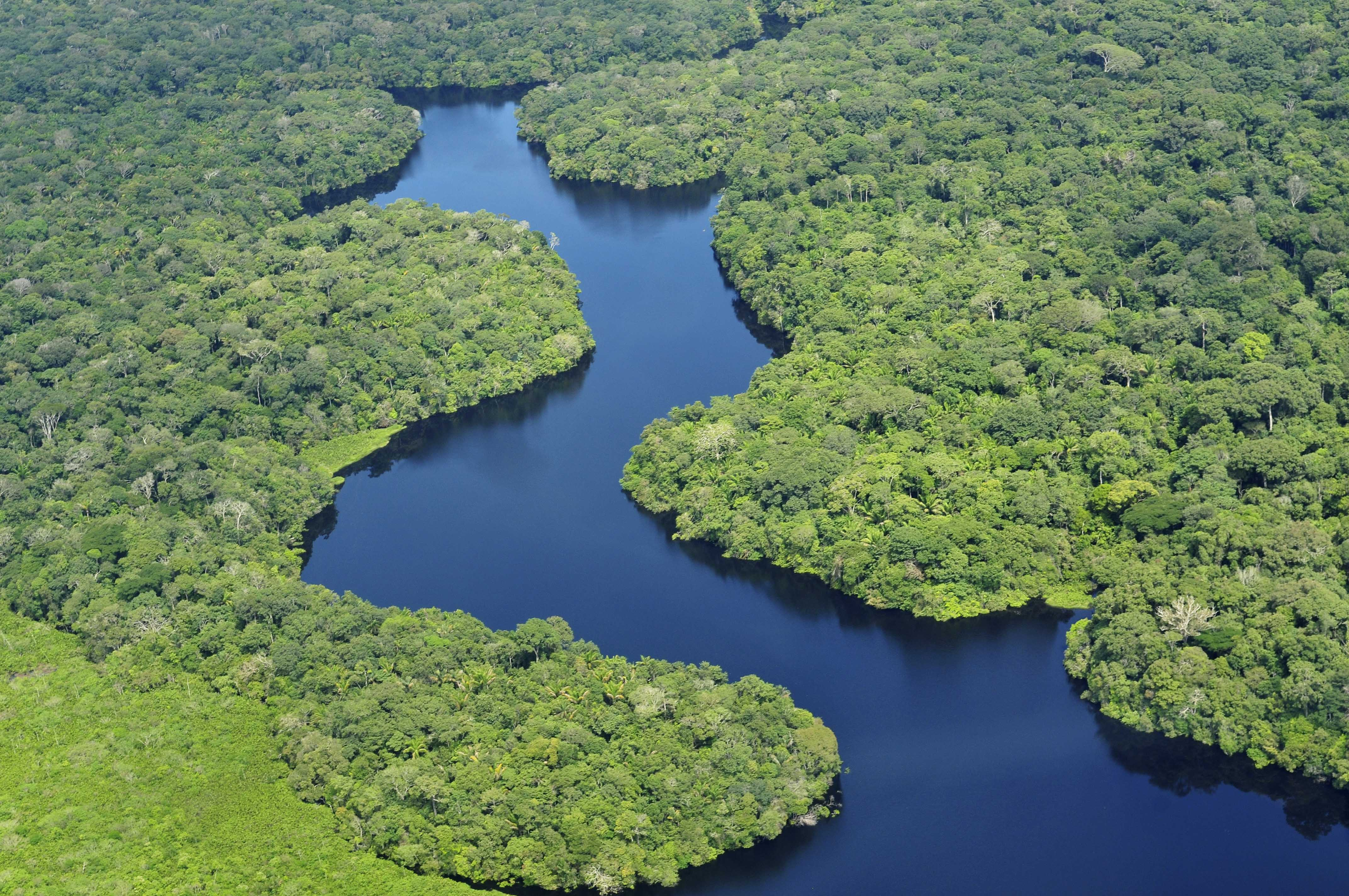
A Floresta Amazônica, a mais rica e biodiversa floresta tropical do mundo.

A cobertura vegetal é complexa, especialmente nos planaltos e nas áreas em que ocorrem diferenças de precipitação pluviométrica. As florestas tropicais úmidas são bastante extensas, cobrindo a bacia Amazônica. Uma zona semicircular de florestas temperadas de araucária reveste parte do planalto Meridional Brasileiro, enquanto a floresta fria estende-se sobre os Andes centro-meridionais chilenos, e florestas tropicais descontínuas compreendem a região do Chaco. Existem vastas áreas de campos e savanas. No Nordeste brasileiro, sob um clima semiárido, aparece a caatinga e, correspondendo ao clima tropical, estendem-se os cerrados do Brasil central. Os páramos, vegetação estépica de altitude, cobrem amplas porções dos planaltos interandinos do Equador e do Peru setentrional, enquanto os pampas apresentam a mesma vegetação. E a vegetação desértica das punas, predomina em larga faixa do litoral do Pacífico, no Peru centro-meridional, norte do Chile e nordeste da Argentina.
Os animais nativos da América do Sul pertencem, em sua maioria, ao chamado domínio neotrópico da zoogeografia. Quando as Américas uniram-se pelo istmo do Panamá, a fauna terrestre e de água doce migrou do Norte para o Sul e vice-versa. Este foi o denominado Grande Intercâmbio Americano, que atingiu o seu ápice por volta de há três milhões de anos. A fauna das florestas tropicais caracteriza-se pela abundância de macacos, antas, roedores e répteis. Os mais característicos membros da fauna amazônica são o peixe-boi, mamífero aquático e vegetariano, e a piranha. A região dos Andes, as estepes frias e desertos da Patagônia possuem uma fauna peculiaríssima, como os quatro membros do ramo americano de camelídeos (guanaco, lhama, alpaca e vicunha). A pradarias situadas no sul do Amazonas possuem uma fauna caracteristicamente transicional. Nessa área ocorrem espécies tropicais, ao mesmo tempo que animais das regiões mais frias.

## Demografia

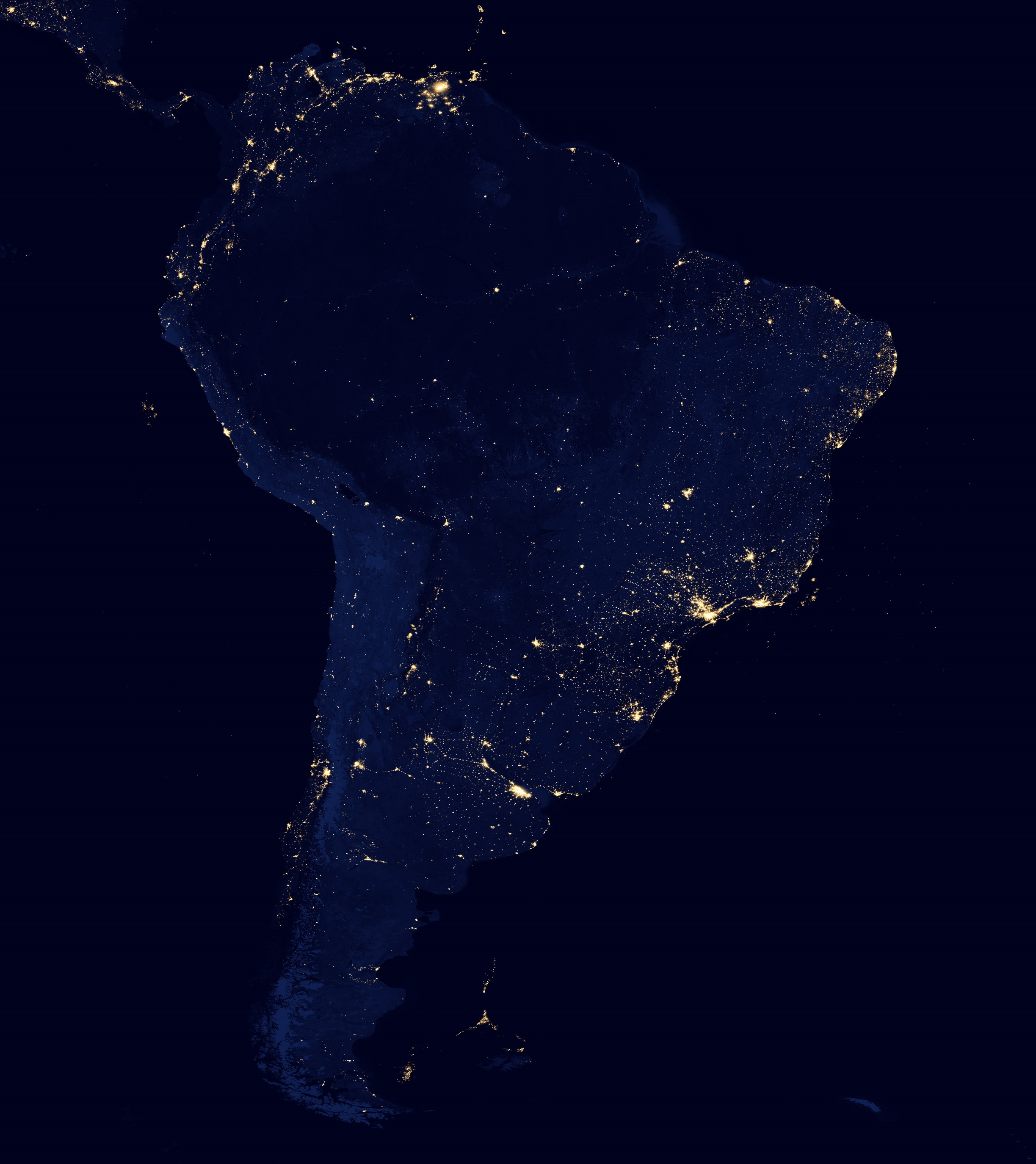
Imagem de satélite da NASA da América do Sul à noite em 1990.

A população da América do Sul não se distribui uniformemente, havendo áreas rarefeitas, ao lado de outras de densidade relativamente elevada. Alguns fatores de ordem física e humana contribuem para isso. Entre as causas de rarefação demográfica, salientam-se: a existência de regiões desérticas, como a Patagônia, o pampa seco, o Atacama e a Sechura; as zonas de florestas equatoriais, como a Amazônia; as áreas de campos, onde a criação extensiva de gado contribui para a escassez demográfica.
Quanto aos fatores que têm determinado maiores concentrações de população destacam-se: as faixas litorâneas bem abrigadas e dotadas de portos naturais; as costas de clima relativamente benigno; os vales de alguns rios navegáveis, como o Amazonas, Orinoco, Cauca, Paraná; e as regiões naturalmente férteis, onde se desenvolveu uma atividade agrícola apropriada, como o eixo Rio-São Paulo, no Brasil, a província de Buenos Aires, na Argentina, e o vale central do Chile.
A população da América do Sul teve o maior índice de crescimento no mundo entre 1920 e 1960. O declínio da mortalidade, determinado em grande parte pela elevação dos padrões de higiene pública, foi a causa fundamental dessa expansão demográfica. Outro fator que contribuiu para esse aumento foi a imigração. Desde 1800, cerca de 12 milhões de imigrantes chegaram à região. Desse total, cerca de 4 milhões vieram da Espanha, 4 milhões da Itália, 2 milhões de Portugal e o restante da Alemanha, Polônia, Síria, Japão, China e outros países.

### Idiomas

Idiomas oficiais da América do Sul.

O português e o espanhol são as línguas mais faladas na América do Sul, região geográfica que é parte da grande região cultural, chamada América Latina.[carece de fontes?]
O português é a língua oficial do Brasil, que possui quase o 50% da população sul-americana. O espanhol é a língua oficial da maioria dos países do continente. Também há a presença de outras línguas, como o neerlandês (língua oficial do Suriname), o inglês (língua oficial da Guiana), o francês (língua oficial da Guiana Francesa) além de várias línguas indígenas.
As línguas indígenas da América do Sul incluem o quíchua, no Equador, Peru e Bolívia; guarani no Paraguai e um pouco na Bolívia; aimará, na Bolívia e Peru; e o Mapudungun é falado em certas regiões do sul do Chile, e mais raramente, na Argentina. No mínimo, três dessas línguas indígenas (quíchua, aimará e guarani) são reconhecidas junto com o espanhol como línguas oficiais em seus países. No Brasil, são faladas mais de 150 línguas indígenas.
Outras línguas encontradas na América do Sul incluem hindi e indonésio no Suriname; italiano na Argentina, Brasil, Uruguai, Venezuela e Chile; e alemão em algumas regiões de Argentina, Chile, Venezuela e Paraguai. O alemão também é falado em algumas regiões do sul brasileiro, Hunsrückisch é o dialeto alemão mais falado no país. Entre outros dialetos alemães, uma forma brasileira do pomerano também é representada.[carece de fontes?]
Na maior parte dos países do continente, as classes superiores são constituídas por pessoas instruídas; regularmente estudam inglês, francês, alemão ou italiano. Nestas áreas onde o turismo é significante, o inglês e outras línguas europeias são faladas. Há pequenas áreas localizadas no extremo sul do Brasil que falam espanhol, devido a proximidade com o Uruguai.[carece de fontes?]

### Composição étnica

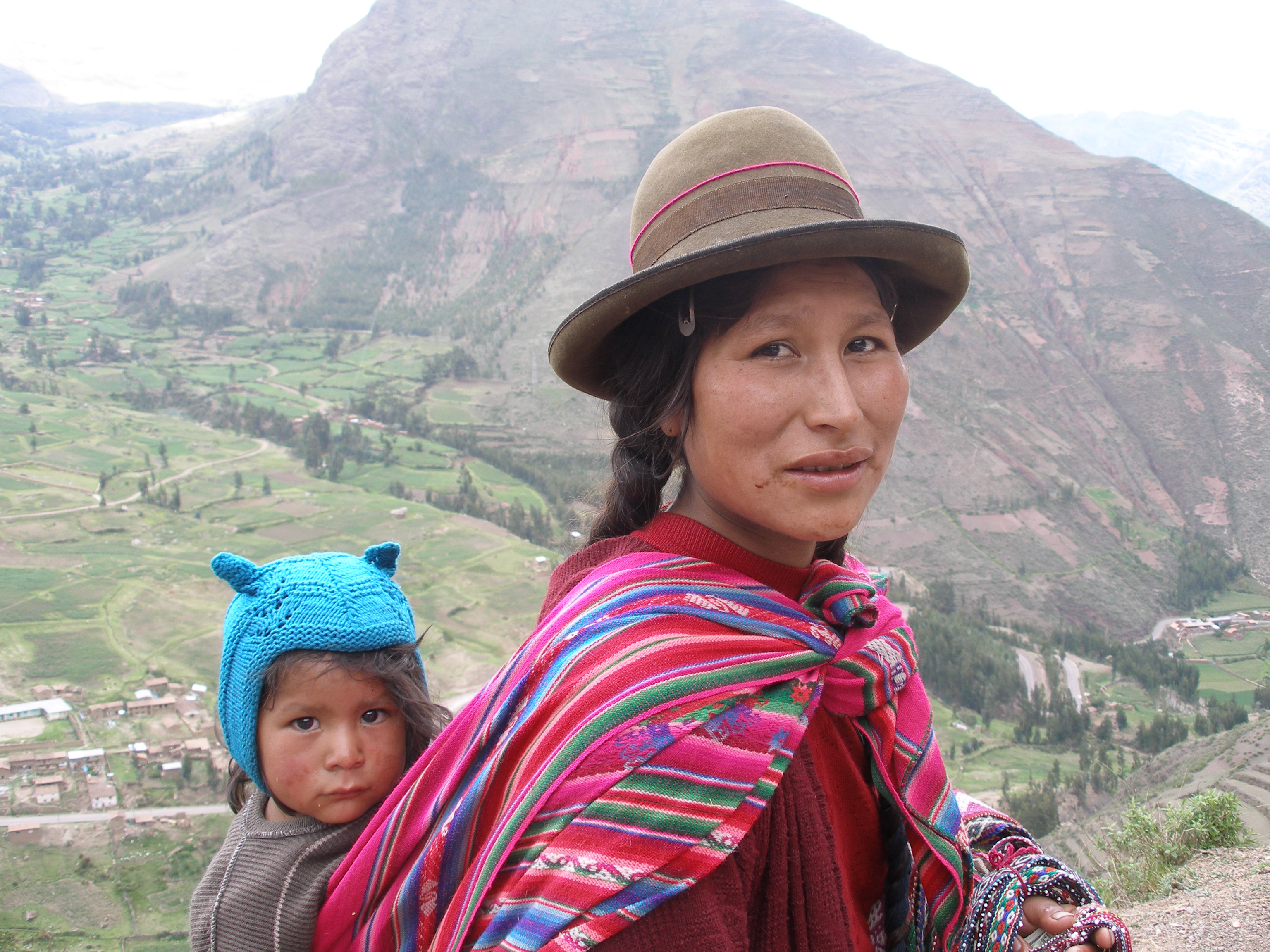
Mulher peruana e seu filho de ascendência indígena.

As populações primitivas da América do Sul, os ameríndios, de caracteres antropológicos mongoloides, distribuíam-se, no período colonial, em grupos. Os métodos de redução e conquista variaram, de acordo com o estágio de civilização dos nativos. Na região dominada pelos portugueses, os colonizadores escravizaram os índios espalhados pelo interior, levando às terras propícias para fazer a colonização. Com esse objetivo, foram organizadas expedições de busca aos escravos índios, como bandeiras. Essa obra de conquista foi acompanhada pelas missões religiosas, que também procuravam "reduzir" os gentios e fazê-los produzir, mas através de outros métodos e com o objetivo de cristianização. Com essa obra de conquista veio juntar-se ao indígena um outro contingente, o branco, ibérico principalmente. Na primeira fase, o conquistador interessou pelo ameríndio, sobretudo como mão de obra. Não tardou, porém, que os europeus, especialmente os portugueses, se desiludissem quanto à eficiência do ameríndio escravizado. Como o indígena não se adaptasse bem a agricultura, os colonizadores começaram a importação, como os escravos, de negros africanos, que vieram a constituir o terceiro elemento importante na formação étnica das populações sul-americanas. É a partir do final do século XIX, todavia, que se assiste a entrada em massa de imigrantes europeus em diversos países latino-americanos. Essa imigração se concentrou sobretudo na Argentina, no Chile, no Uruguai e no Brasil. São os italianos que chegam em maior número, superando inclusive espanhóis e portugueses.

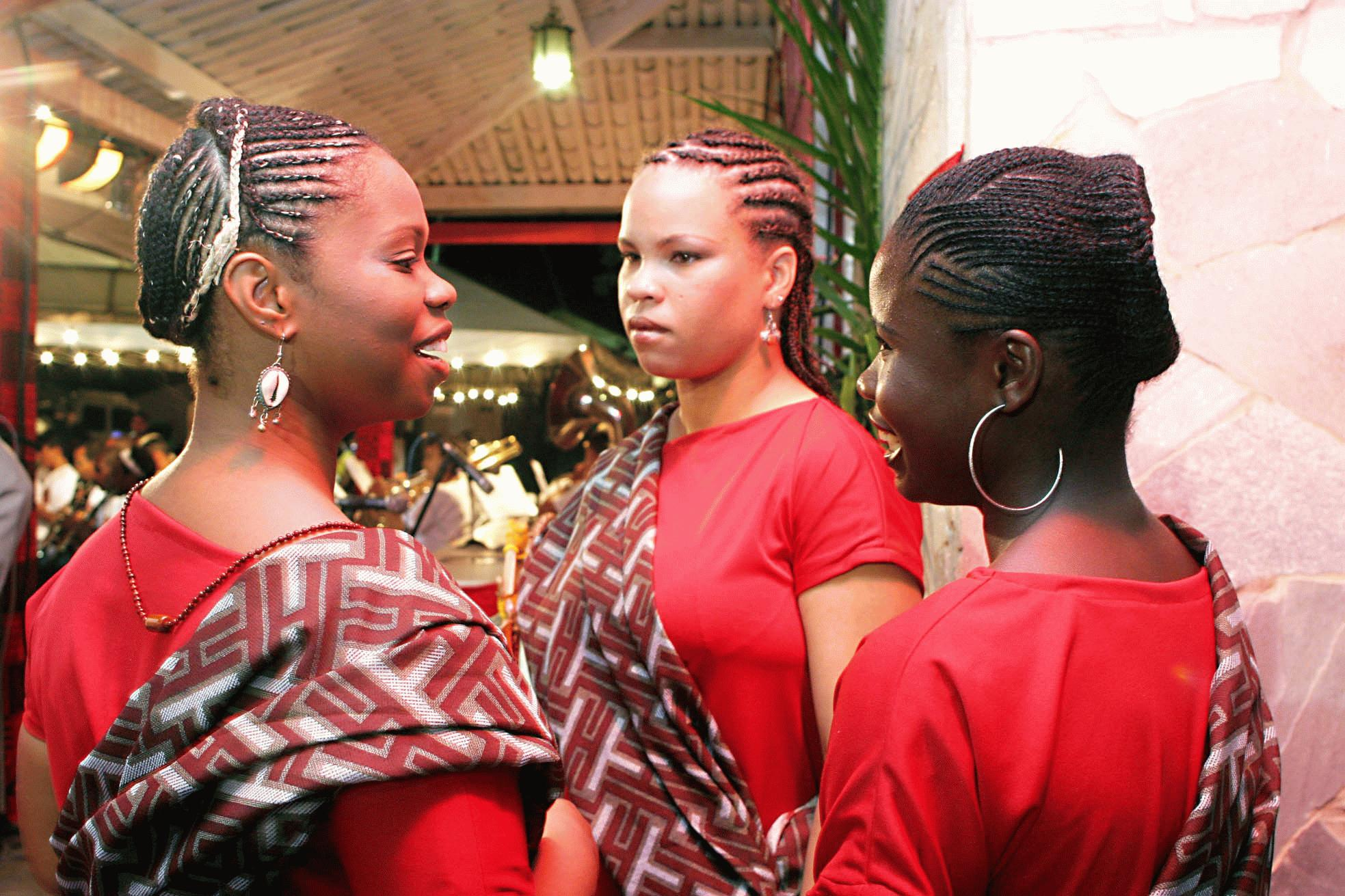
Meninas afro-brasileiras.

Para a formação étnica da população sul-americana predominaram três etnias: índios, brancos e negros. Em muitos países predominam os mestiços de espanhóis com indígenas, como é o caso da Colômbia, Equador, Paraguai e Venezuela. Em apenas dois países os povos indígenas são maioria: no Peru e na Bolívia. Grandes populações de ascendência africana são encontradas no Brasil e na Colômbia.[carece de fontes?]
Os países de forte ascendência europeia são a Argentina, o Uruguai, o Chile, e o Brasil. Os dois primeiros países tem sua população derivada de imigrantes espanhóis e italianos e, no caso do Sul e sudeste meridional do Brasil (principalmente São Paulo), derivada de imigrantes portugueses, italianos, alemães e espanhóis. O Brasil é o país com maior população de afrodescendentes fora da África do mundo, contando com uma população de afrodescendentes maior que a soma de todos os outros países sul-americanos juntos.[carece de fontes?]

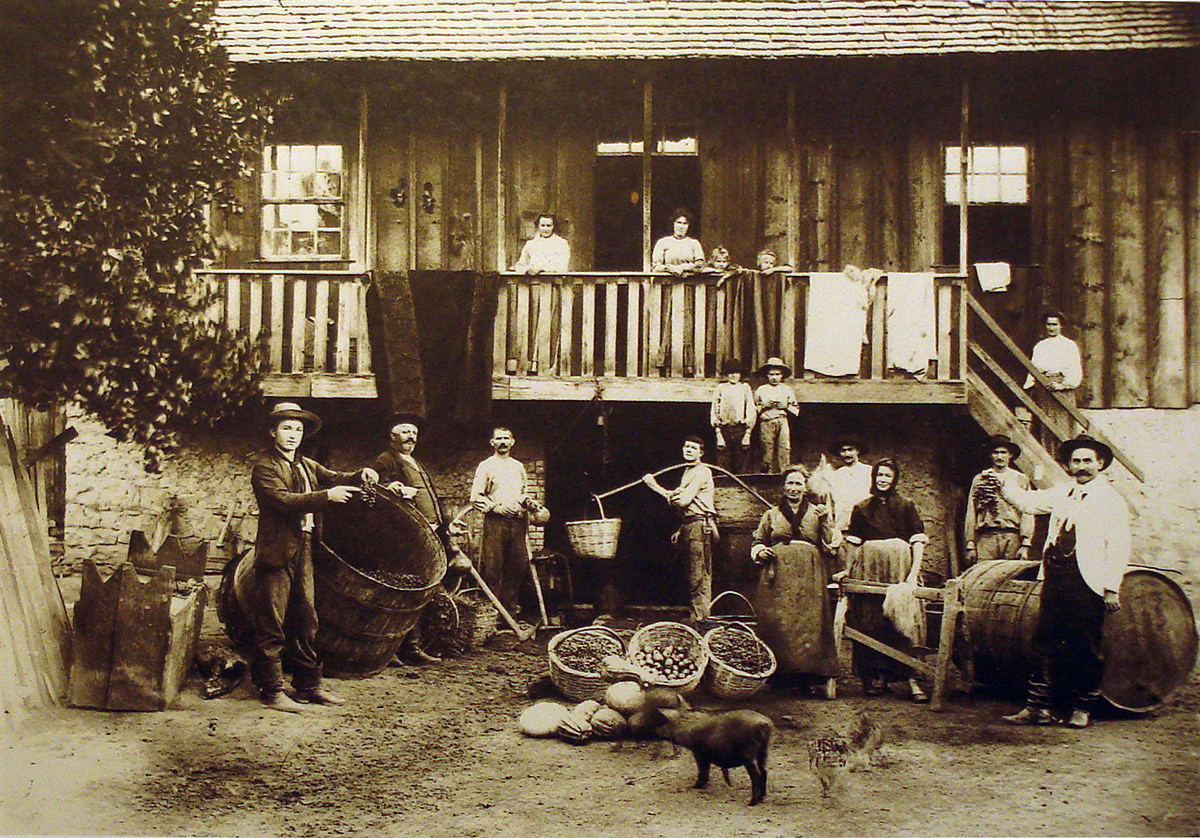
Colonos italianos na zona rural de Caxias do Sul, Brasil, em 1918.

O Chile recebeu uma grande onda de imigrantes europeus, principalmente no norte, sul e costa. Ao longo do século XVIII e início do século XX. Os imigrantes europeus que chegaram no Chile são maioritariamente espanhóis, alemães, ingleses (incluindo o escocês e irlandês), italianos, franceses, austríacos, neerlandeses, suíços, escandinavos, portugueses, gregos e croatas. O maior grupo étnico que compõe a população chilena veio da Espanha e do País Basco, ao sul da França. As estimativas de descendentes de bascos no Chile variam de 10% (1 600 000) até 27% (4 500 000). 1848 foi um ano de grande imigração de alemães e franceses, a imigração de alemães foi patrocinada pelo governo chileno para fins de colonização para as regiões meridionais do país. Esses alemães (também suíços e austríacos), significativamente atraídos pela composição natural das províncias do Valdivia, Osorno e Llanquihue foram colocados em terras dadas pelo governo chileno para povoar a região. Porque o sul do Chile era praticamente desabitado, a influência desta imigração alemã foi muito forte, comparável à América Latina apenas com a imigração alemã do sul do Brasil. Há também um grande número de alemães que chegaram ao Chile, após a Primeira e Segunda Guerra Mundial, especialmente no sul (Punta Arenas, Puerto Varas, Frutillar, Puerto Montt, Temuco, etc.) A embaixada alemã no Chile estima que entre 500 000 a 600 000 chilenos são de origem alemã. Além disso, estima-se que cerca de 5% da população chilena é descendente de imigrantes de origem asiática, principalmente do Oriente Médio (ou seja, palestinos, sírios, libaneses e armênios), são cerca de 800 000 pessoas. É importante ressaltar que os israelitas, tanto judeus como não cidadãos judeus da nação de Israel podem ser incluídos. Chile abriga uma grande população de imigrantes, principalmente cristã, do Oriente Médio. Acredita-se que cerca de 500 000 descendentes de palestinos residem no Chile. Outros grupos de imigrantes historicamente significativos são: os croatas, cujo número de descendentes é estimado em 380 000 pessoas, o equivalente a 2,4% da população. No entanto, outras fontes dizem que 4,6% da população do Chile podem ter alguma ascendência croata. Além disso, mais de 700 000 chilenos de origem britânica (Inglaterra, País de Gales e Escócia), o que corresponde a 4,5% da população. Os chilenos de ascendência grega são estimados entre 90 000 e 120 000 pessoas, a maioria deles vive no Santiago ou Antofagasta, Chile é um dos cinco países com mais descendentes de gregos no mundo. Os descendentes de suíços somam o número 90 000, também se estima que cerca de 5% da população chilena tem alguma ascendência francesa.

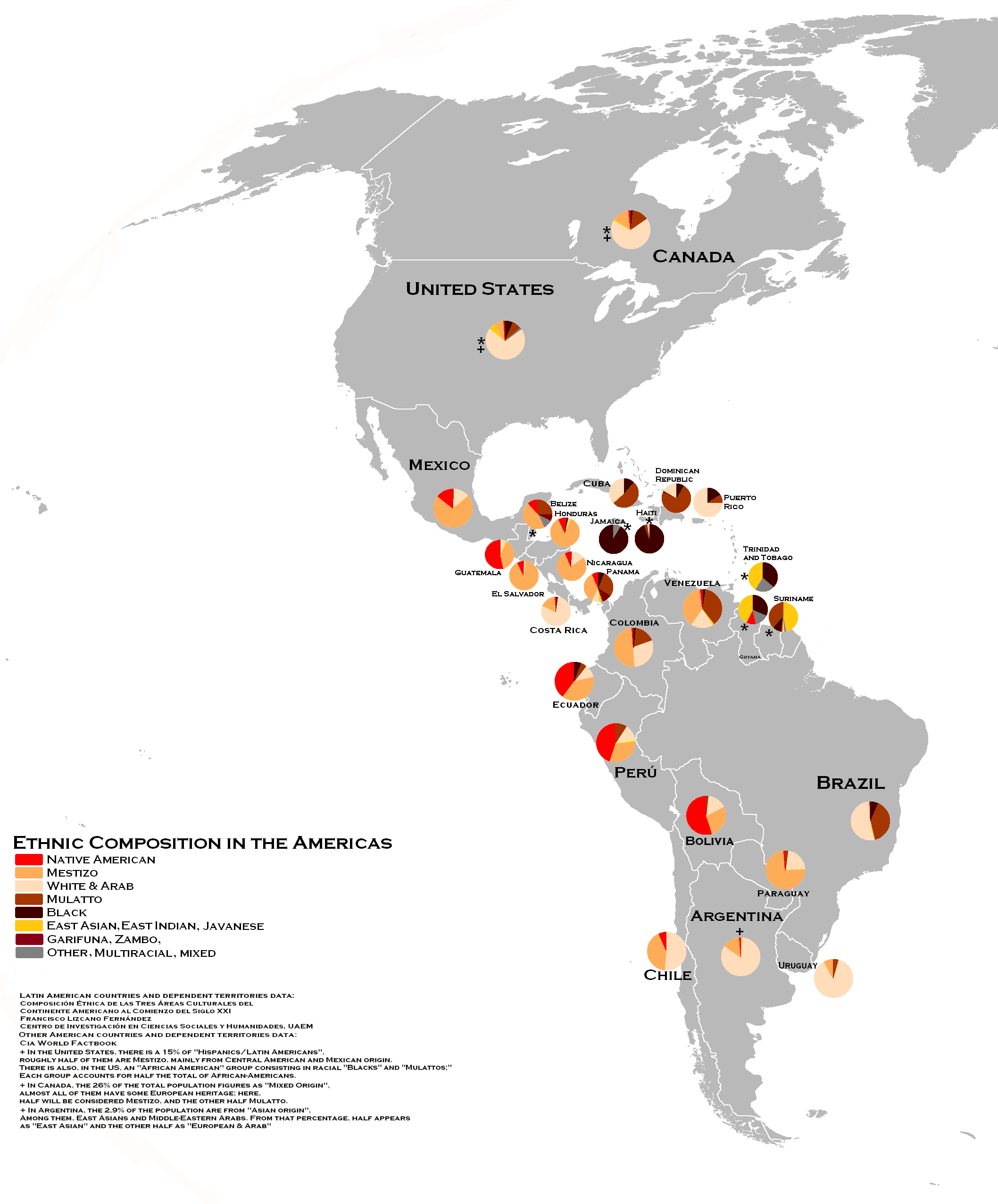
Mapa da composição étnica do continente americano.

A população brasileira é formada principalmente por descendentes de povos indígenas, colonos portugueses, escravos africanos e de imigrantes europeus. Os brasileiros ("brancos", "pardos" e "negros"), no geral, possuem ancestralidades europeia, africana e indígena. A europeia sendo importante sobretudo nos "brancos" e "pardos". A ancestralidade "africana" é maior entre os "negros". A ancestralidade indígena encontra-se presente em todas as regiões, em "brancos", "pardos" e "negros" brasileiros, embora tendendo a um grau menor. De acordo com um estudo de DNA autossômico de 2008, conduzido pela Universidade de Brasília (UnB), com "brancos", "pardos" e "negros", a ancestralidade europeia é a predominante em todas as regiões do Brasil, respondendo por 65,90% da herança da população, seguida de uma grande contribuição africana (24,80%) e de uma contribuição indígena menor (9,3%). De acordo com o estudo autossômico de 2011, com aproximadamente 1 000 amostras de brasileiros "brancos", "pardos" e "negros", levado a cabo pelo geneticista brasileiro Sérgio Pena, o componente europeu é o predominante na população do Brasil, em todas as regiões nacionais, com contribuições africanas e indígenas. De acordo com esse estudo, a ancestralidade europeia responde por 70% da herança da população brasileira. Esse estudo foi realizado com base em doadores de sangue, sendo que a maior parte dos doadores de sangue no Brasil vêm das classes mais baixas (além de enfermeiros e demais pessoas que laboram em entidades de saúde pública, representando bem, assim, a população brasileira). Esse estudo constatou que os brasileiros de diferentes regiões são geneticamente muito mais homogêneos do que se esperava, como consequência do predomínio europeu (o que já havia sido mostrado por vários outros estudos genéticos autossômicos, como se pode ver abaixo). “Pelos critérios de cor e raça até hoje usados no censo, tínhamos a visão do Brasil como um mosaico heterogêneo, como se o Sul e o Norte abrigassem dois povos diferentes”, comenta o geneticista. “O estudo vem mostrar que o Brasil é um país muito mais integrado do que pensávamos.” A homogeneidade brasileira é, portanto, muito maior entre as regiões do que dentro delas, o que valoriza a heterogeneidade individual. Essa conclusão do trabalho indica que características como cor da pele são, na verdade, arbitrárias para categorizar a população. Já de acordo com um estudo genético autossômico feito em 2010 pela Universidade Católica de Brasília, publicado no American Journal of Human Biology, a herança genética europeia é a predominante no Brasil, respondendo por entre 75% e 80% total, "brancos", "pardos" e "negros" incluídos. Os resultados também mostravam que, no Brasil, indicadores de aparência física, como cor da pele, dos olhos e dos cabelos, têm relativamente pouca relação com a ascendência de cada pessoa (ou seja, o fenótipo de uma pessoa não indica claramente o seu genótipo). Esse estudo foi realizado com base em amostras de testes de paternidade gratuitos, conforme exposto pelos pesquisadores: "os teste de paternidade foram gratuitos, as amostras da população envolvem pessoas de variável perfil socioeconômico, embora provavelmente com um viés em direção ao grupo dos 'pardos'". De acordo com outro estudo, de 2009, os brasileiros, como um todo, e de todas as regiões, e independentemente de aparência ou classificação pelo censo, estão bem mais perto dos europeus do que dos mestiços do México, e dos africanos, do ponto de vista genético.
Na Colômbia, a composição da população encontrado de acordo com um estudo foi de 50,0% contribuição europeia, 42,0% contribuição indígena e 8,0% contribuição africana. Na Equador foi encontrado 53,9% contribuição europeu, 38,8% contribuição indígena e 7,3% contribuição africana. Na Venezuela foi encontrado 58,2% contribuição europeu, 21,8% contribuição indígena e 20% contribuição africana. Na Argentina, a herança europeia é a predominante, mas com significativa herança indígena, e presença de contribuição africana também. Um estudo genético autossômico realizado em 2009, revelou que a composição da Argentina é 78,50% europeia, 17,30% indígena, e 4,20% africana. Os estudos de genética de população chilena de uso "de DNA mitocondrial" e os resultados do teste do cromossomo Y mostram o seguinte: O componente europeia é predominante na classe superior chilena, da classe média, de 76,8%-72 3% de componentes europeus e 27,7%-23,2% de povos indígenas e as classes mais baixas a 65,1%-62,9% componente europeu e 37,1%-35% mistura de povos indígenas. Um estudo genético de 2009, publicado no American Journal of Human Biology, revelou que a composição genética do Uruguai é principalmente europeia, mas com contribuição indígena (que varia de 1% a 20% em diferentes partes do país) e significativa contribuição africana (7% a 15% em diferentes partes do país). A contribuição indígena no Uruguai foi estimada em 10%, em média, para a população inteira. Esse número sobe a 20% no departamento de Tacuarembó, e desce a 2% em Montevidéu. O DNA mitoncondrial indígena chega a 62% em Tacuarembó. Um estudo genético de 2006 encontrou os seguintes resultados para a população de Cerro Largo: contribuição europeia de 82%, contribuição indígena de 8% e contribuição africana de 10%. Esse foi o resultado para o DNA autossômico, o que se herda tanto do pai quanto da mãe e permite inferir toda a ancestralidade de um indivíduo. Na linhagem materna, DNA mitocondrial, os resultados encontrados para Cerro Largo foram: contribuição europeia de 49%, contribuição indígena de 30%, e contribuição africana de 21%.
| País      | População   | Ameríndios | Brancos | Negros | Asiáticos | Multirraciais |
| Argentina | 40 471 000  | 1,0%       | 85,0%   | 0,0%   | 2,9%      | 11,1%         |
| Bolivia   | 9 947 000   | 55,0%      | 15,0%   | 0,1%   | 0,0%      | 30,6%         |
| Brasil*   | 194 579 000 | 0,4%       | 53,8%   | 6,2%   | 0,5%      | 39,1%         |
| Chile     | 17 053 000  | 3,2%       | 52,7%   | 0,0%   | 0,0%      | 44,0%         |
| Colombia  | 45 980 000  | 1,8%       | 20,0%   | 3,9%   | 0,0%      | 74,3%         |
| Equador   | 13 700 000  | 39,0%      | 9,9%    | 5,0%   | 0,1%      | 46,0%         |
| Paraguai  | 6 405 000   | 1,5%       | 20,0%   | 0,0%   | 0,5%      | 78,0%         |
| Peru      | 29 331 000  | 45,5%      | 12,0%   | 0,0%   | 0,8%      | 41,7%         |
| Uruguai   | 3 367 000   | 0,0%       | 88,0%   | 0,0%   | 0,0%      | 11,0%         |
| Venezuela | 28 814 000  | 2,7%       | 16,9%   | 2,8%   | 2,2%      | 75,4%         |
| Total     | 389 647 000 | 15,01%     | 37,18%  | 1,80%  | 0,70%     | 45,2%         |

## Políticas de integração regional

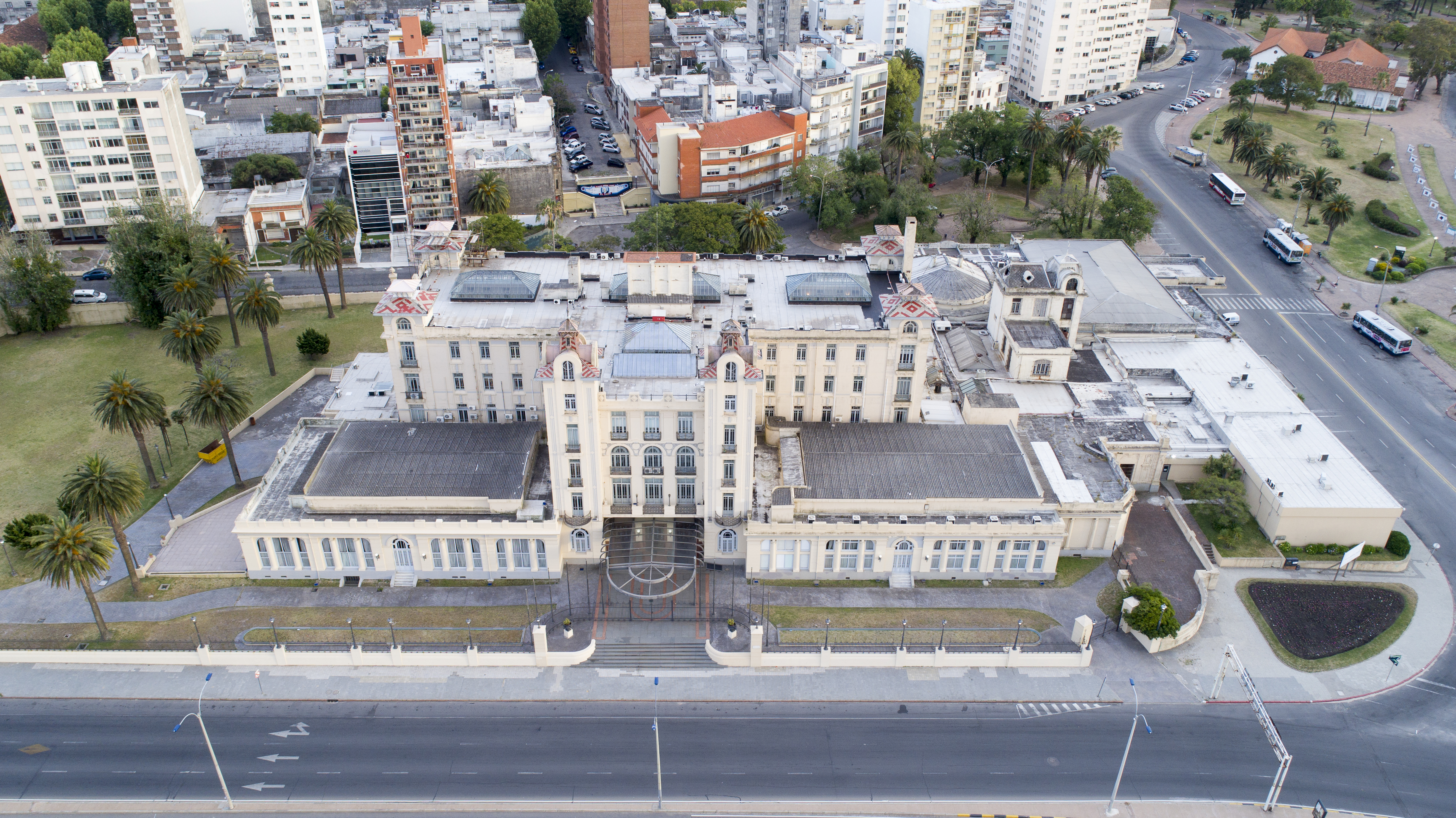
Sede do MERCOSUL em Montevidéu, Uruguai.

Diversas instituições foram criadas entre países da América do Sul com finalidade de integração regional. A Associação Latino-Americana de Integração (ALADI), que incluí países da América Central e do Norte, foi criada em 1980 para promover o desenvolvimento econômico e social da região, de forma gradual e progressiva, para o estabelecimento de um mercado comum latino-americano. Integram a associação Argentina, Bolívia, Brasil, Chile, Colômbia, Cuba, Equador, México, Panamá, Paraguai, Peru, Uruguai e Venezuela. A Nicarágua está em processo de adesão. Em conjunto somam uma área de vinte milhões de km², cerca de quinhentos e trinta milhões de habitantes e um PIB superior a 5 trilhões de dólares.
O Mercado Comum do Sul (MERCOSUL) foi criado em 1991 pelos países fundadores Brasil, Argentina, Paraguai e Uruguai, para promoção de dois pilares fundamentais da integração regional: a democracia e o desenvolvimento econômico. A Venezuela iniciou um processo de adesão em 2012, como Estado Parte, mas encontra-se suspensa desde 2016, e a Bolívia encontra-se em processo de adesão. Além dos países membros, são Estados Associados do Mercosul todos os demais países da América do Sul. O bloco pode ser caracterizado como uma união aduaneira em fase de consolidação, favorecendo a circulação dos fatores de produção, com a adoção de política tarifária comum em relação a terceiros países. Os membros do Mercosul (Brasil, Argentina, Paraguai e Uruguai, países fundadores, e Venezuela) abrangem, aproximadamente, 72% do território da América do Sul; 70% da população sul-americana e 77% do PIB da América do Sul em 2012, segundo dados do Banco Mundial. Se tomado em conjunto, o Mercosul seria a quinta maior economia do mundo.
A Comunidade de Estados Latino-Americanos e Caribenhos (CELAC), criada em 2011, herdeira das Cúpulas de Chefes de Estado e de Governo da América Latina e Caribe (CALC), inclui trinta e três países e objetiva a cooperação para o desenvolvimento e a concertação política.
A Aliança do Pacífico, que incluí países da América Central e do Norte, foi criada em 2012 pelos países fundadores Chile, Colômbia, México e Peru, tendo a Costa Rica sido incorporada ao grupo em 2013. Objetiva a formalização dos Tratados de Livre Comércio de bens e serviços, a livre circulação de pessoas, a integração financeira e de capitais e a integração física. Em números, esses países representam, juntos, cerca de 35% do PIB e 55% do total das exportações da América Latina.
A Organização dos Estados Americanos (OEA) foi criada em 1948, possui trinta e cinco Estados membros e tem por finalidade a construção da paz e da justiça no continente americano, além da promoção da solidariedade e da cooperação mútua entre os Estados da região, defendendo a soberania, a integridade do território e a independência de seus associados.
A União de Nações Sul-Americanas (UNASUL), criada em 2008, chegou a incluir todos os doze países da América do Sul, com o objetivo construir um espaço de integração dos povos sul-americanos. A UNASUL previa a cooperação entre os Estados-membros em diversas áreas, incluindo política, integração física, energia, saúde e defesa. A partir de abril de 2018 os governos do Brasil, Argentina, Chile, Colômbia, Paraguai e Peru decidiram de forma conjunta suspender a sua participação na organismo, devido a uma crise iniciada em 2017, quando não houve consenso para eleger um novo secretário-geral. Em março de 2019, o Equador, onde fica a sede do organismo, além de anunciar sua saída definitiva, pediu a devolução do edifício sede para o governo do país. O Parlamento da Unasul, sediado na Bolívia, nunca chegou a eleger representantes. Em 22 de março de 2019, Brasil, Argentina, Chile, Colômbia, Equador, Guiana, Paraguai e Peru assinaram um acordo para constituir o Foro para o Progresso da América do Sul (PROSUL), em substituição à UNASUL. O novo foro terá estrutura leve e flexível, com regras de funcionamento claras, defesa da democracia e o respeito aos direitos humanos.

### Países e territórios

Divisão política da América do Sul.

| País ou dependência                                     | Área km²      | População   | Capital           |
| ------------------------------------------------------- | ------------- | ----------- | ----------------- |
| Argentina                                               | 2 791 810 km² | 39 745 613  | Buenos Aires      |
| Aruba ( Países Baixos) *                                | 193 km²       | 102 695     | Oranjestad        |
| Bolívia                                                 | 1 098 581 km² | 9 627 269   | La Paz e Sucre    |
| Bonaire ( Países Baixos) **                             | 294 km²       | 15 800      | Kralendijk        |
| Brasil                                                  | 8 515 767 km² | 200 104 749 | Brasília          |
| Chile                                                   | 756 950 km²   | 16 598 074  | Santiago          |
| Colômbia                                                | 1 141 748 km² | 44 379 598  | Bogotá            |
| Curaçao ( Países Baixos) *                              | 444 km²       | 142 180     | Willemstad        |
| Equador                                                 | 256 370 km²   | 13 810 000  | Quito             |
| Guiana                                                  | 214 970 km²   | 751 000     | Georgetown        |
| Guiana Francesa ( França) **                            | 86 504 km²    | 209 000     | Caiena            |
| Ilhas Malvinas ( Reino Unido)*                          | 12 200 km²    | 3 060       | Port Stanley      |
| Ilhas Geórgia do Sul e Sandwich do Sul ( Reino Unido) * | 4 057 km²     | 100         | Ponto Rei Eduardo |
| Paraguai                                                | 406 750 km²   | 6 100 000   | Assunção          |
| Peru                                                    | 1 285 220 km² | 28 674 757  | Lima              |
| Suriname                                                | 163 270 km²   | 470 000     | Paramaribo        |
| Trinidad e Tobago                                       | 5 131 km²     | 1 353 895   | Porto da Espanha  |
| Uruguai                                                 | 176 220 km²   | 3 399 237   | Montevidéo        |
| Venezuela                                               | 916 445 km²   | 27 934 783  | Caracas           |

| Notas                                                                                                  |
| --- |
| * Territórios dependentes ou autônomos                                                                 |
| ** Territórios totalmente integrados nos respectivos países, e que não se constituem como dependências |

## Economia

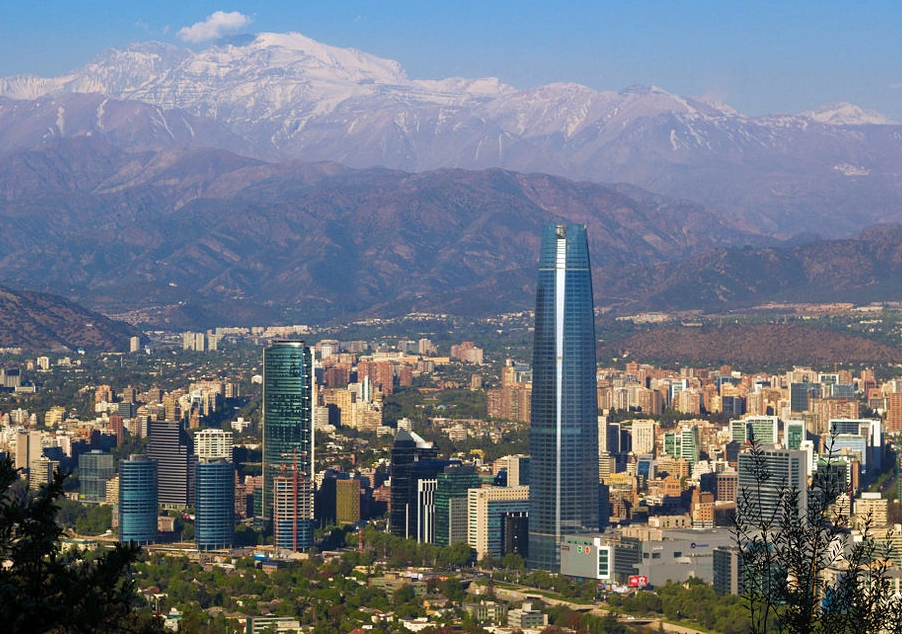
Centro financeiro da cidade de Santiago, no Chile.

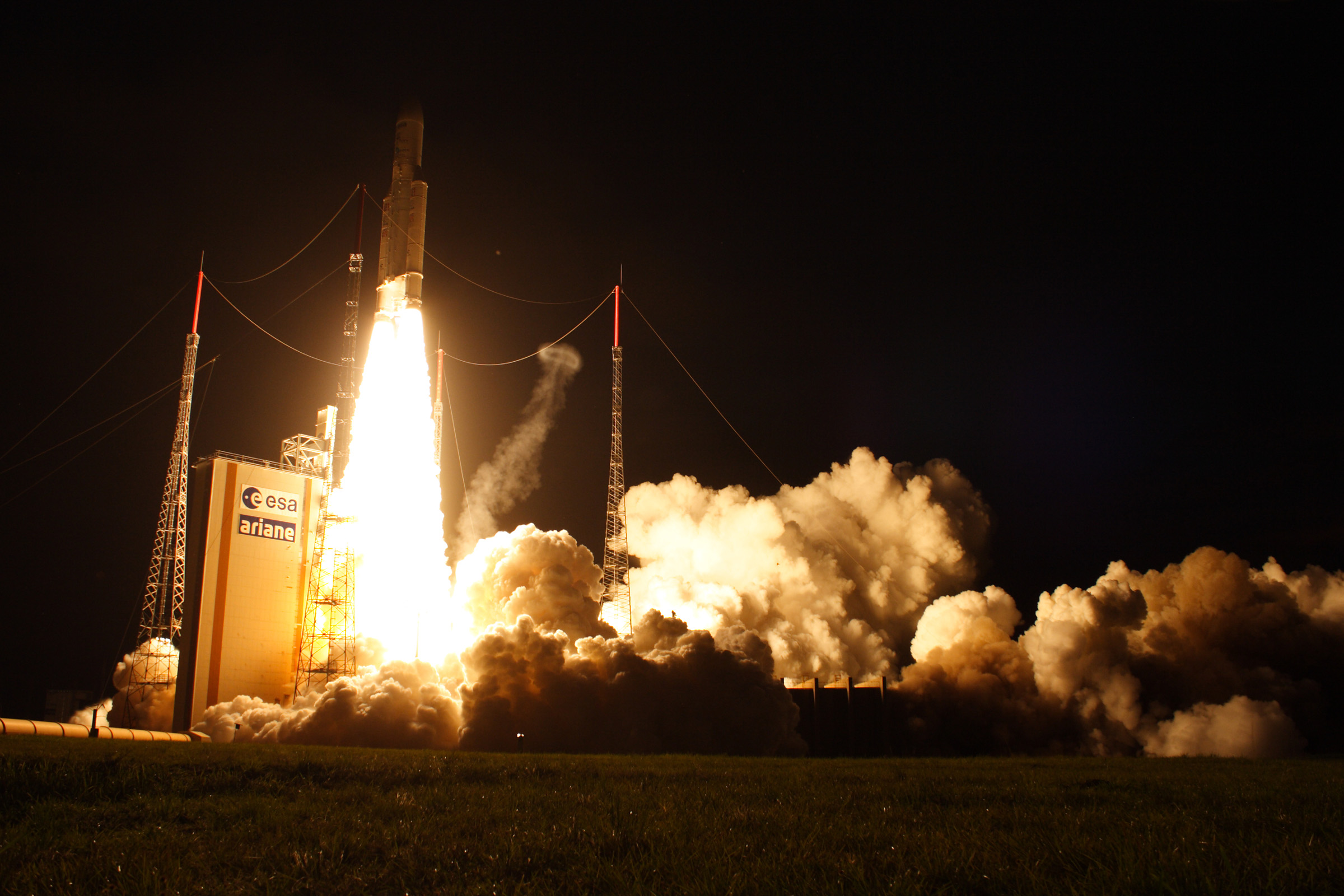
Lançamento no Centro Espacial de Kourou, na Guiana Francesa.

A América do Sul experimentou, a partir de 1930, um notável crescimento e diversificação na maioria dos setores econômicos. Grande parte dos produtos agrícolas e pecuários é destinada ao consumo local e ao mercado interno. No entanto, a exportação de produtos agrícolas é fundamental para o equilíbrio da balança comercial da maioria dos países.
Os principais cultivos agrários são justamente os de exportação, como a soja e o trigo. A produção de alimentos básicos como as hortaliças, o milho ou o feijão é grande, mas voltada para o consumo interno. A criação de gado destinada à exportação de carne é importante na Argentina, no Paraguai, no Uruguai e na Colômbia. Nas regiões tropicais os cultivos mais importantes são o café, o cacau e as bananas, principalmente no Brasil, na Colômbia e no Equador. Por tradição, os países produtores de açúcar para a exportação são: Peru, Guiana e Suriname, sendo que no Brasil, a cana-de-açúcar também é utilizada para a fabricação de álcool combustível. Na costa do Peru, nordeste e sul do Brasil cultiva-se o algodão. Cinquenta por cento da superfície sul-americana está coberta por florestas, mas as indústrias madeireiras são pequenas e direcionadas para os mercados internos. Nos últimos anos, no entanto, empresas transnacionais vêm se instalando na Amazônia para explorar madeiras nobres destinadas à exportação. As águas costeiras do Pacífico da América do Sul, são as mais importantes para a pesca comercial. A captura de anchova chega a milhares de toneladas, e também é abundante o atum, dos quais o Peru é um grande exportador. A captura de crustáceos é notável, particularmente no nordeste do Brasil e no Chile.
Apenas Brasil e Argentina fazem parte do G20 (países industriais), enquanto que somente o Brasil integra o G8+5 (as nações mais poderosas e com maior influência do planeta). No setor de turismo, se iniciaram em 2005 uma série de negociações com objetivo de promover o turismo e aumentar as conexões aéreas dentro da região. Punta del Este, Florianópolis e Mar del Plata se encontram entre os principais balneários da América do Sul.

### Setor primário

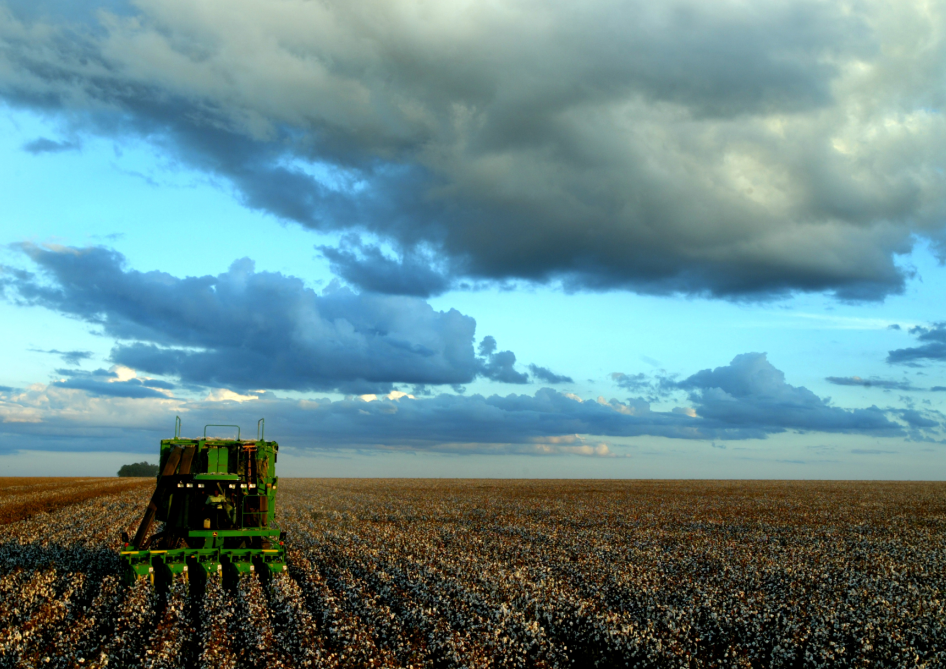
Colheitadeira em uma plantação de algodão em Santa Catarina. O Brasil é o terceiro maior exportador de produtos agrícolas do mundo.

A maioria dos sul-americanos vive nas proximidades do litoral e por isso grande parte das áreas em que se faz uso intensivo da terra localiza-se nessa faixa periférica. Menos de 5% das terras da região são cultivadas, 19% destinam-se a pastagens e 47% são ocupadas por florestas. A proporção de terra cultivada varia desde 12% no Uruguai até 1% no Paraguai e a 0,03% na Guiana Francesa.
Apesar dos esforços que têm sido feitos no sentido da industrialização, a América do Sul ainda é uma região onde as atividades agrícolas desempenham papel fundamental. O mais importante produto da região é o café, cultivado sobretudo nas terras roxas dos estados brasileiros de Minas Gerais, Espírito Santo e São Paulo e na cordilheira Ocidental da Colômbia, constituindo grande fonte de divisas desses países. A América do Sul produz cerca de metade do café do mundo: Brasil, Colômbia e Peru estão entre os 10 maiores produtores do planeta. As principais áreas de cultura do milho se encontram no interior do planalto Brasileiro, sobretudo na sua porção sul-oriental, e nas terras que bordejam na faixa tritícola dos pampas argentinos. Brasil e Argentina estão entre os 5 maiores produtores mundiais, e o Paraguai está entrando na lista dos 20 maiores. A banana é intensamente cultivada em torno do golfo de Guayaquil e callejón do Equador (primeiro exportador da América do Sul), na região do baixo rio Magdalena e nas baixadas quentes e úmidas do Sul do Brasil. A América do Sul produz perto de 20% da banana mundial. Colômbia, Equador e Brasil estão entre os 10 maiores produtores do mundo, e o Peru entre os 20 maiores. A produção de trigo concentra-se quase toda nas grandes áreas do pampa úmido e no Sul do Brasil; a Argentina é o maior produtor da América do Sul, estando entre os 15 maiores do mundo. A cultura do cacau assume grande importância no callejón equatoriano, em torno do lago de Maracaibo, na Venezuela, e, principalmente, no sul do estado da Bahia e no estado do Pará, no Brasil, que é primeiro produtor sul-americano. Brasil, Equador, Peru e Colômbia estão entre os 10 maiores produtores mundiais de cacau. Fato a destacar na agricultura brasileira na década de 1970 foi a enorme expansão da soja, que passou a ser um principais produtores de exportação do país. Hoje a América do Sul produz metade da soja do mundo, e o Brasil se tornou o maior produtor mundial, com Argentina, Paraguai e Bolívia também entre os 10 maiores produtores.

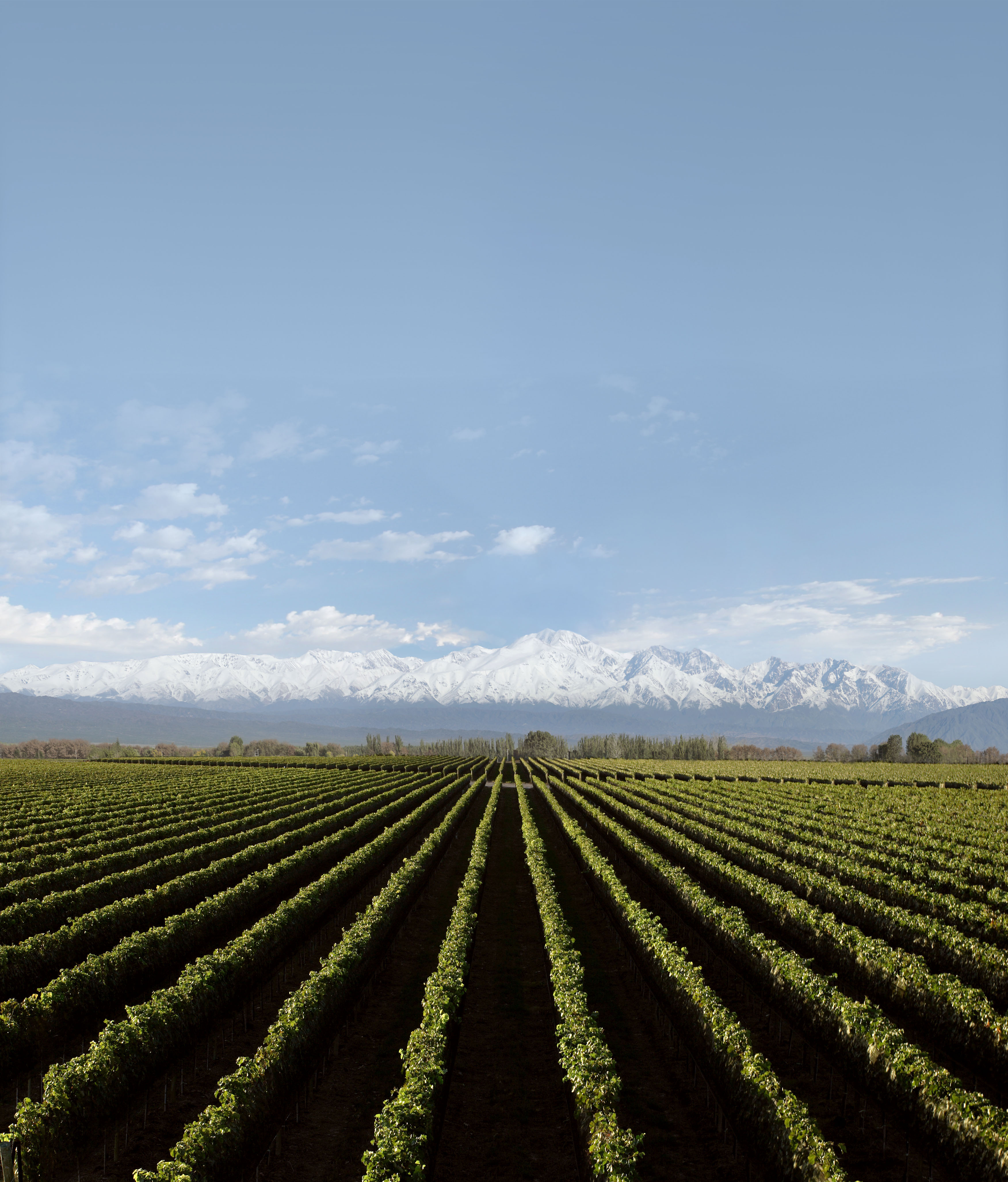
Vinhedo em Luján de Cuyo, na província de Mendoza, Argentina.

A fibras comerciais, como o sisal e a juta, encontram-se na América do Sul alguns grandes produtores, como a Colômbia, o Equador e o Brasil, com suas plantações na Amazônia e no Nordeste. O Brasil é também o principal produtor de algodão do continente e um dos 5 maiores do mundo, graças às suas vastas plantações do Mato Grosso e no Nordeste, bem como de mamona, amendoim (onde é um dos 15 maiores produtores do mundo) e mandioca (onde é um dos 5 maiores produtores do mundo). Cabe ainda ao Brasil a primazia no cultivo mundial da cana-de-açúcar, com suas imensas plantações no Sudeste, Centro-Oeste, Nordeste e no Paraná: a América do Sul produz metade da cana-de-açúcar do mundo, com a Colômbia entre os 10 maiores produtores e Argentina, Peru e Bolívia entre os 20 maiores. Embora o cultivo do fumo tenha decaído mundialmente ao longo das últimas décadas, o Brasil continua sendo o segundo maior produtor mundial e maior exportador do produto; as maiores áreas fumageiras se encontram no Rio Grande do Sul. A Argentina também é um dos 10 maiores produtores mundiais de tabaco. Os babaçuais e carnaubais são também plantas industrializáveis, bem aproveitadas pelo Brasil, que tem como principais áreas produtoras os estados do Nordeste. Outro cultivo que cresceu muito nas últimas décadas foi o do dendezeiro, para a produção de óleo de palma: a Colômbia hoje é um dos 5 maiores produtores mundiais, e o Equador, um dos 10 maiores. Por fim, as frutas têm um lugar muito importante na economia agrícola dos países sul-americanos; o Brasil é o maior produtor mundial de laranja, guaraná e açaí, é um dos 5 maiores produtores mundiais de mamão, abacaxi, banana, coco, melancia e limão, e é um dos 10 maiores produtores mundiais de caju, abacate, caqui, manga e goiaba. A Argentina é um dos 5 maiores produtores mundiais de limão e pêra, um dos 10 maiores produtores mundiais de uva e um dos 15 maiores produtores mundiais de toranja. O Chile é um dos 5 maiores produtores mundiais de cereja e cranberry e um dos 10 maiores produtores mundiais de uva, maçã, kiwi, pêssego e ameixa, com foco na exportação de frutas de alto valor. A Colômbia é um dos 5 maiores produtores mundiais de abacate e um dos 10 maiores produtores mundiais de banana e abacaxi. o Peru é um dos 5 maiores produtores de abacate e mirtilo e um dos 15 maiores produtores mundiais de abacaxi.
A agricultura sul-americana, entretanto, não emprega sistemas ou técnicas uniformes para um mesmo produto. A produtividade não apenas varia de país para país mas também apresentava enormes diferenças regionais dentro de cada país. Até aproximadamente 1930, as técnicas e os métodos de plantio apresentavam alto índice de arcaísmo, caracterizado pela ausência de mecanização e adubação, preparo inadequado dos solos, ineficiência no combate às pragas, etc. Assim, somente a partir de 1930 tem-se tratado desses problemas, tentando-se, inclusive, a recuperação de terras esgotadas em virtude do uso predatório.
É também do campo que provém uma fonte de riqueza de alguns países sul-americanos: a pecuária. Em razão de uma série de fatores, tais como o relevo acidentado e a exiguidade de espaço útil, os países andinos não se destacam por seus rebanhos; em geral, apenas existe a criação de animais de pequeno porte (suínos, caprinos e ovinos) ou de espécies que melhor se adaptam às condições geográficas, como o caso da alpaca e do lhama. Os maiores rebanhos bovinos pertencem ao Brasil e Argentina (que estão entre os 5 maiores produtores mundiais de carne bovina) e depois à Colômbia e ao Uruguai; na produção de carne de frango, o Brasil é o 2.º maior produtor e maior exportador mundial; a Argentina está entre os 15 maiores produtores do mundo, e Peru e Colômbia entre os 20 maiores. A América do Sul produz cerca de 20% da carne bovina e de frango do mundo. O Brasil também é um dos 5 maiores produtores de carne de porco do mundo. Na produção de mel, a Argentina está entre os 5 maiores produtores do mundo e o Brasil entre os 15 maiores. Em termos de produção de leite de vaca, o Brasil é um dos 5 maiores produtores mundiais e a Argentina está entre os 20 maiores. A Argentina é a maior produtora de lã da América do Sul e uma das 10 maiores do mundo. Igualmente importantes são os rebanhos brasileiros de caprinos e muares.

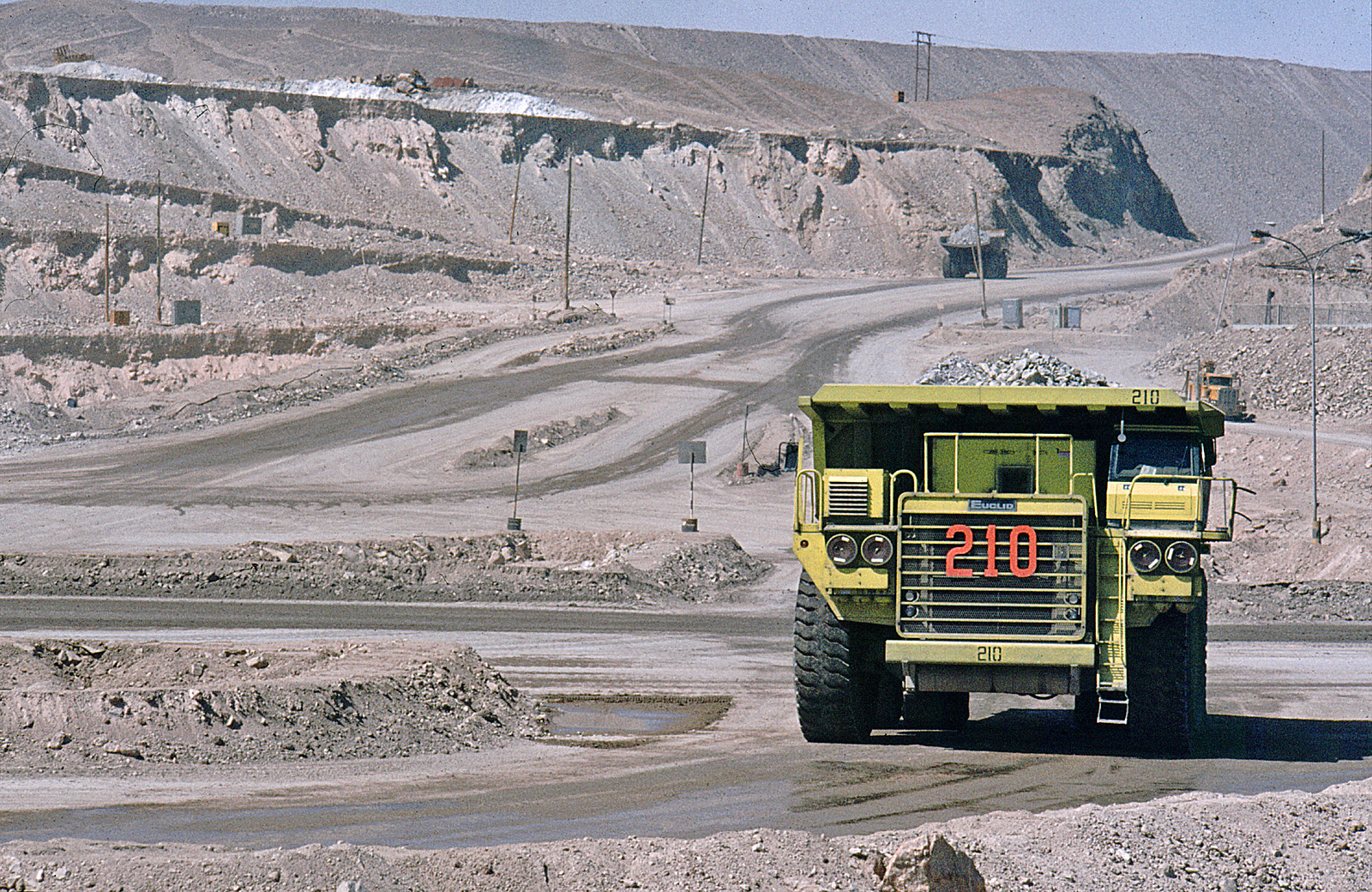
Chuquicamata, a maior mina a céu aberto do mundo, próxima a cidade de Calama, no Chile.

O subsolo sul-americano é rico em petróleo. Cerca de 25% da área total da região contém bacias sedimentares em que podem ocorrer estratos petrolíferos. Mas, até 1965, a maioria dos campos produtores localizavam-se nas bacias estruturais flanqueadas pela cordilheira dos Andes. A Venezuela, com uma reserva estimada em 17 bilhões de barris, possui a mais rica área petrolífera da América do Sul, a segunda do hemisfério ocidental e a sétima do mundo, somente ultrapassada pelos Estados Unidos, Rússia, Iraque, Irã, Arábia Saudita e Kuwait. Outros países sul-americanos que dispõem de grandes reservas são Argentina, Colômbia, Peru, Bolívia e Brasil. A produção de gás natural é comumente associada à do petróleo, mas sua utilização comercial tem sido limitada pela distância dos campos produtores em relação aos grandes centros de consumo.
Ao contrário do que ocorre na América do Norte, são escassos os recursos carboníferos sul-americanos. Embora existam depósitos em diversas áreas dos Andes, bem como no Sul do Brasil, somente três países — Colômbia, Chile e Brasil — apresentam produção razoável. O carvão brasileiro contém elevado teor de cinza, necessitando, pois, de adição de carvão importado a fim de ser convenientemente utilizado na indústria.

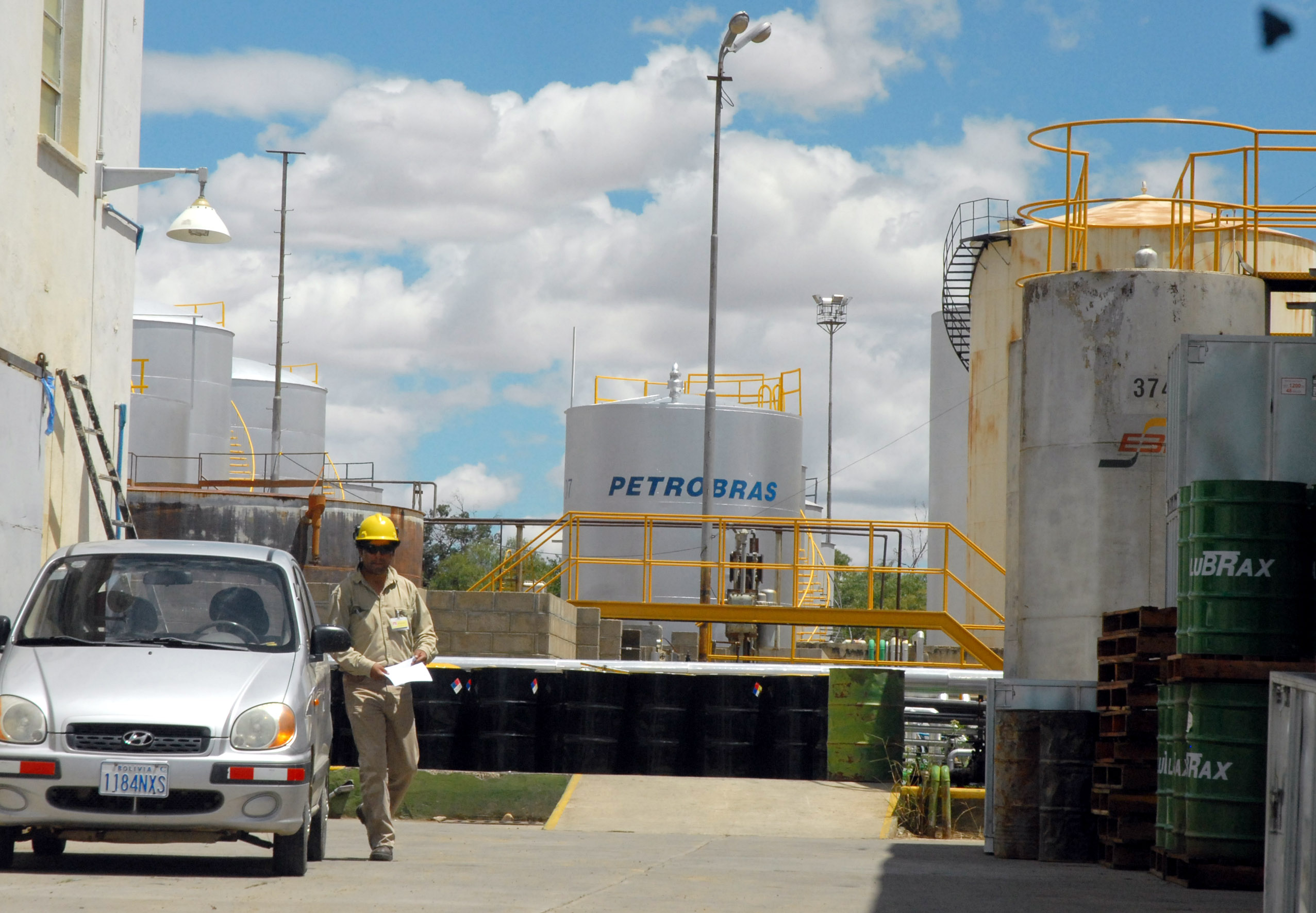
Refinaria da estatal brasileira Petrobras em Cochabamba, na Bolívia.

A América do Sul é rica em minério de ferro, que ocorre em imensa quantidade, sobretudo no planalto das Guianas e no escudo Brasileiro. Numerosos e extensos depósitos têm sido descobertos quase à flor da terra, e podem ser minerados diretamente e a baixos custos. Os principais detritos ferríferos venezuelanos localizam-se próximo ao rio Caroni, afluente meridional do Orinoco, e o desenvolvimento de sua exploração tem sido facilitado pela existência de meios de transportes fluviais baratos. Já no Brasil, que possui uma das maiores reservas de minério de ferro do mundo, as condições de exploração são menos favoráveis, uma vez que a maior parte das minas situa-se no interior do estado de Minas Gerais, de onde o minério é transportado por ferrovias para os portos de escoamento do litoral. Outro recurso mineral importante da América do Sul é o cobre, que se encontra principalmente nas terras geologicamente recentes dos Andes centrais, no Chile e no Peru. Somente as minas de cobre da América do Norte e da África Central rivalizam com as do Chile. A América do Sul produz metade do cobre mundial, com o Chile e o Peru estando entre os maiores produtores, e o Brasil tendo também uma produção considerável.
A maior parte das reservas de estanho do hemisfério ocidental encontra-se no território boliviano. As minas localizam-se a grandes altitudes, nos Andes, e algumas delas são antigas jazidas de prata exauridas nos tempos coloniais. Estima-se que os depósitos dos Andes bolivianos contêm um terço de todo o estanho existente no mundo. O Brasil possui imensas reservas de manganês, e uma das maiores jazidas do mundo localiza-se a sudoeste do estado de Mato Grosso. Um depósito menor, porém mais acessível, é explorado no estado do Amapá. Entre outros minérios abundantes na América do Sul, destacam-se a bauxita (sul da Guiana Francesa, Suriname e extremo norte do Brasil), platina (Colômbia), prata (Peru e Bolívia), nitrato (Chile), chumbo, zinco, bismuto e antimônio (Bolívia), vanádio e chumbo (Peru), iodo e enxofre (Chile), sal marinho, amianto, tungstênio, titânio e nióbio no (Brasil).
A atividade extrativa vegetal compreende o aproveitamento das áreas florestais do Sul do Brasil, onde as plantações de eucalipto e de araucária nativa produzem grande quantidade de madeiras, bem como a exploração do mogno e outras árvores em regiões dispersas desse país. A extração de madeiras apresenta-se também como atividade econômica importante em certas regiões do Paraguai, Chile e Bolívia. Nesse setor há ainda que salientar o aproveitamento de plantas medicinais e oleaginosas pelo processo da coleta.

### Setores secundário e terciário

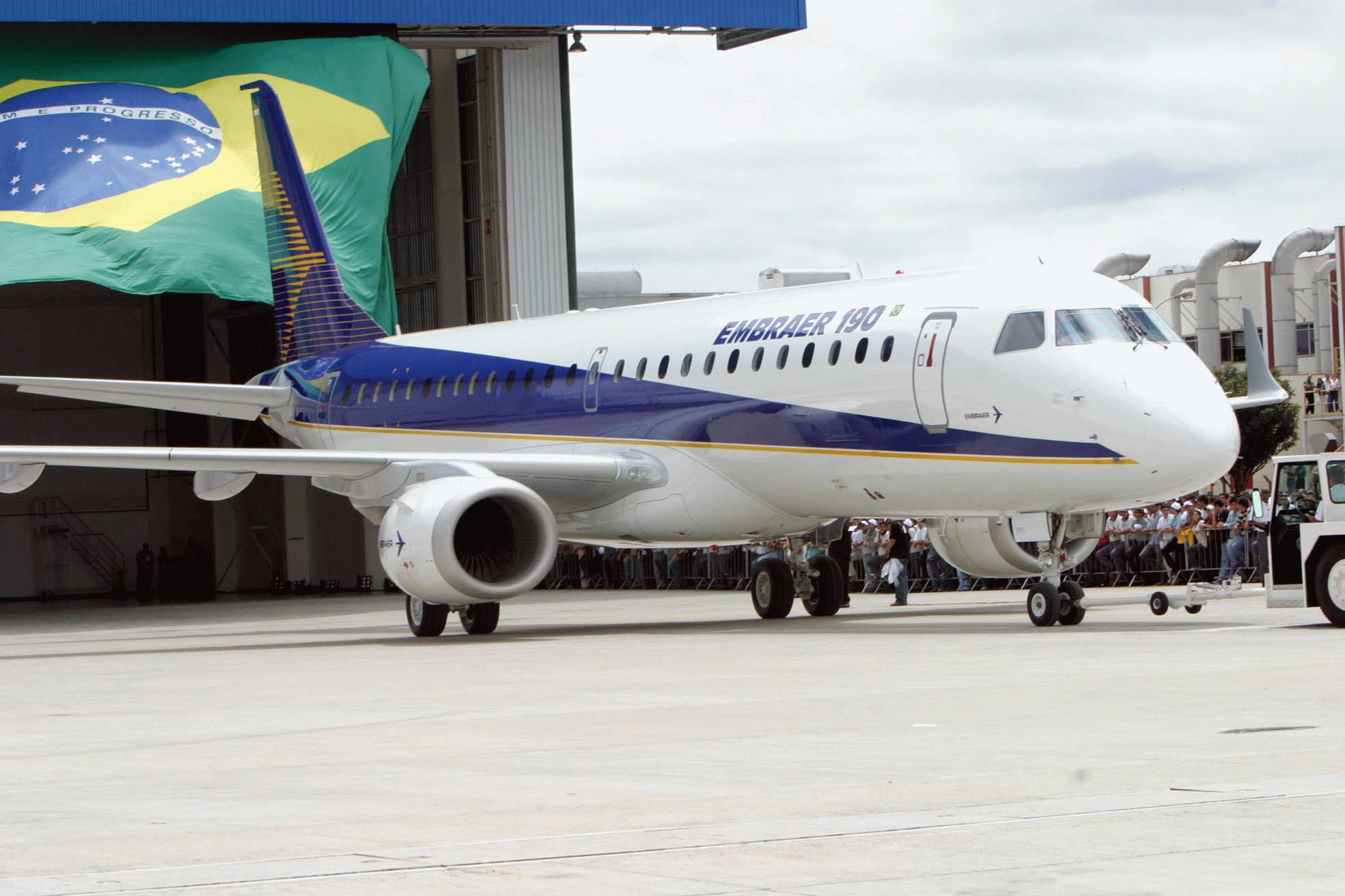
Embraer E-190, jato desenvolvido pela empresa brasileira Embraer na cidade de São José dos Campos.

Os países mais industrializados da América do Sul são Brasil, Argentina, Chile, Colômbia, Venezuela e Uruguai respectivamente. Esses países sozinhos respondem por mais de 75% da economia da região e somam um PIB maior que 2,9 trilhões de dólares.
As indústrias na América do Sul começaram a tomar peso sobre as economias da região a partir de 1930, quando a Grande Depressão nos Estados Unidos e outros países do mundo impulsionaram a produção industrial do subcontinente. A partir desse período a região deixou a face agrícola para trás e passou a obter altas taxas de crescimento econômico que se mantiveram até o início da década de 1990 quando se desaceleraram devido a instabilidades políticas, crises econômicas e políticas neoliberais.

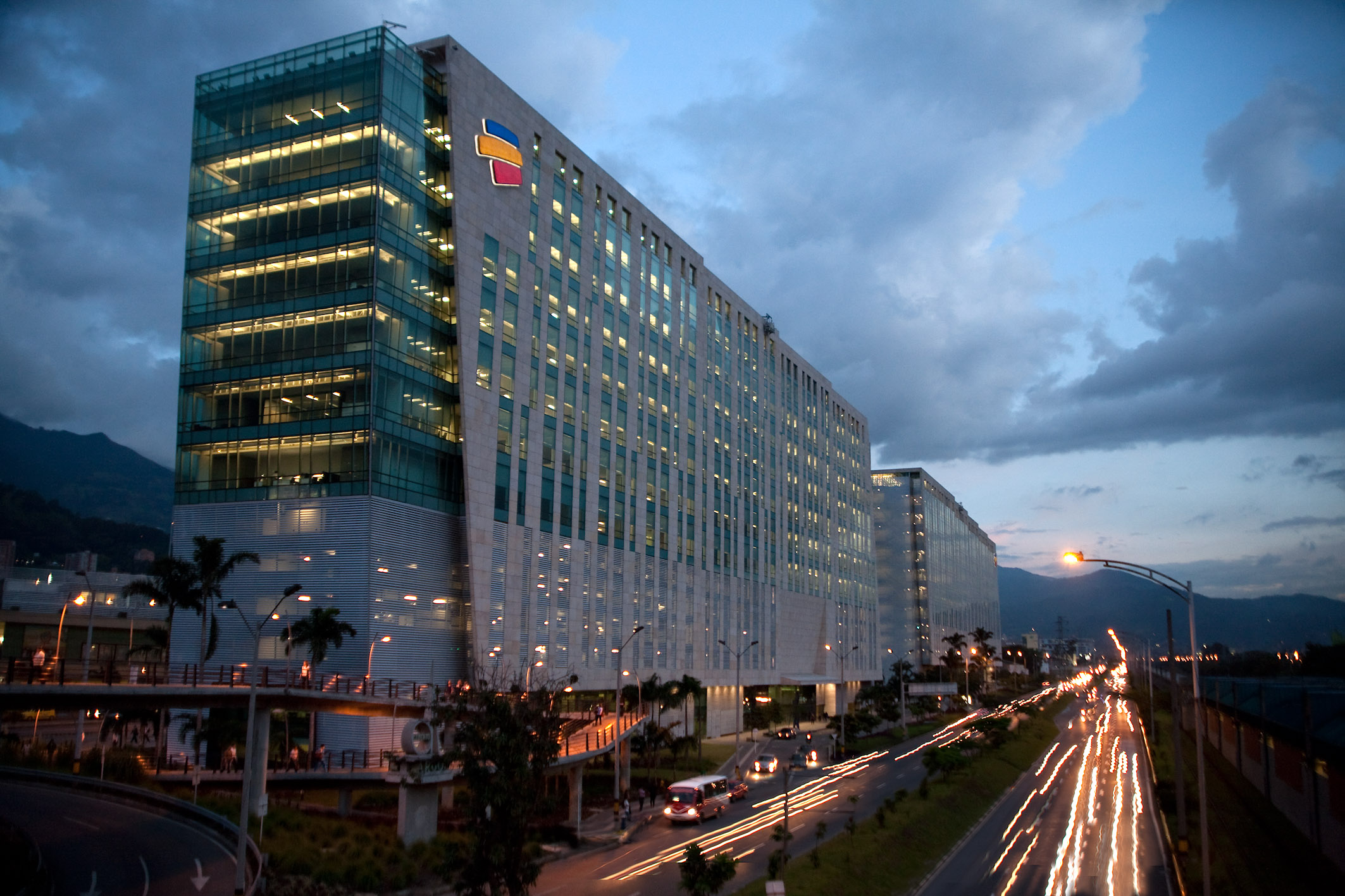
Sede do Bancolombia na cidade de Medellín, Colômbia.

Desde o fim da crise econômica de Brasil e Argentina que ocorreu no período de 1998 a 2002, e que provocou recessão econômica, aumento do desemprego e queda da renda da população, os setores industriais e de serviços vem se recuperando rapidamente, principalmente no Chile, na Argentina, e no Brasil que crescem a uma média de 5% ao ano. Toda a América do Sul após esse período vem se recuperando rápido e demonstrando bons sinais de estabilidade econômica, com inflação e taxa de câmbio controlados, crescimento contínuo, diminuição da desigualdade social e do desemprego, fatores que favorecem a indústria.
As principais indústrias são: eletroeletrônica, têxtil, alimentícia, automobilística, metalúrgica, aérea, naval, vestuário, bebida, siderúrgica, tabaco, madeireira, química, entre outras. As exportações chegam a quase 400 bilhões de dólares anuais, sendo o Brasil responsável por metade desta.
O Brasil é o líder industrial da América do Sul. Na indústria de alimentos, o Brasil foi o segundo maior exportador mundial de alimentos processados em 2019. Em 2016, o país foi o 2.º produtor de celulose no mundo e o 8.º produtor de papel. No setor de calçados, em 2019, o Brasil ocupou o 4.º lugar entre os produtores mundiais. Em 2019, o país foi o 8.º produtor de veículos e o 9.º produtor de aço do mundo. Em 2018, a indústria química brasileira ocupava a 8.ª posição mundial. Na indústria têxtil, o Brasil, embora estivesse entre os 5 maiores produtores do mundo em 2013, estava mal integrado ao comércio mundial. No setor de aviação, o o Brasil tem a Embraer, a terceira maior fabricante de aeronaves do mundo, atrás apenas da Boeing e Airbus.
O turismo na América do Sul é uma das áreas que mais cresce na economia sul-americana. Com a maior floresta tropical do mundo (Amazônia), o maior rio do mundo (Amazonas), a segunda maior cadeia de montanhas (Andes), ilhas oceânicas isoladas (Galápagos, Ilha de Páscoa e Fernando de Noronha), praias paradisíacas (litoral do Nordeste Brasileiro), desertos (Atacama), paisagens glaciais (Patagônia e Terra do Fogo), a mais alta cachoeira do mundo (Salto Angel, com 979 metros de queda, na Venezuela) e as quedas com o maior volume de água (Cataratas do Iguaçu), dentre muitos outros monumentos naturais e criados pelo homem que atraem turistas de todo o mundo.

## Infraestrutura

### Energia

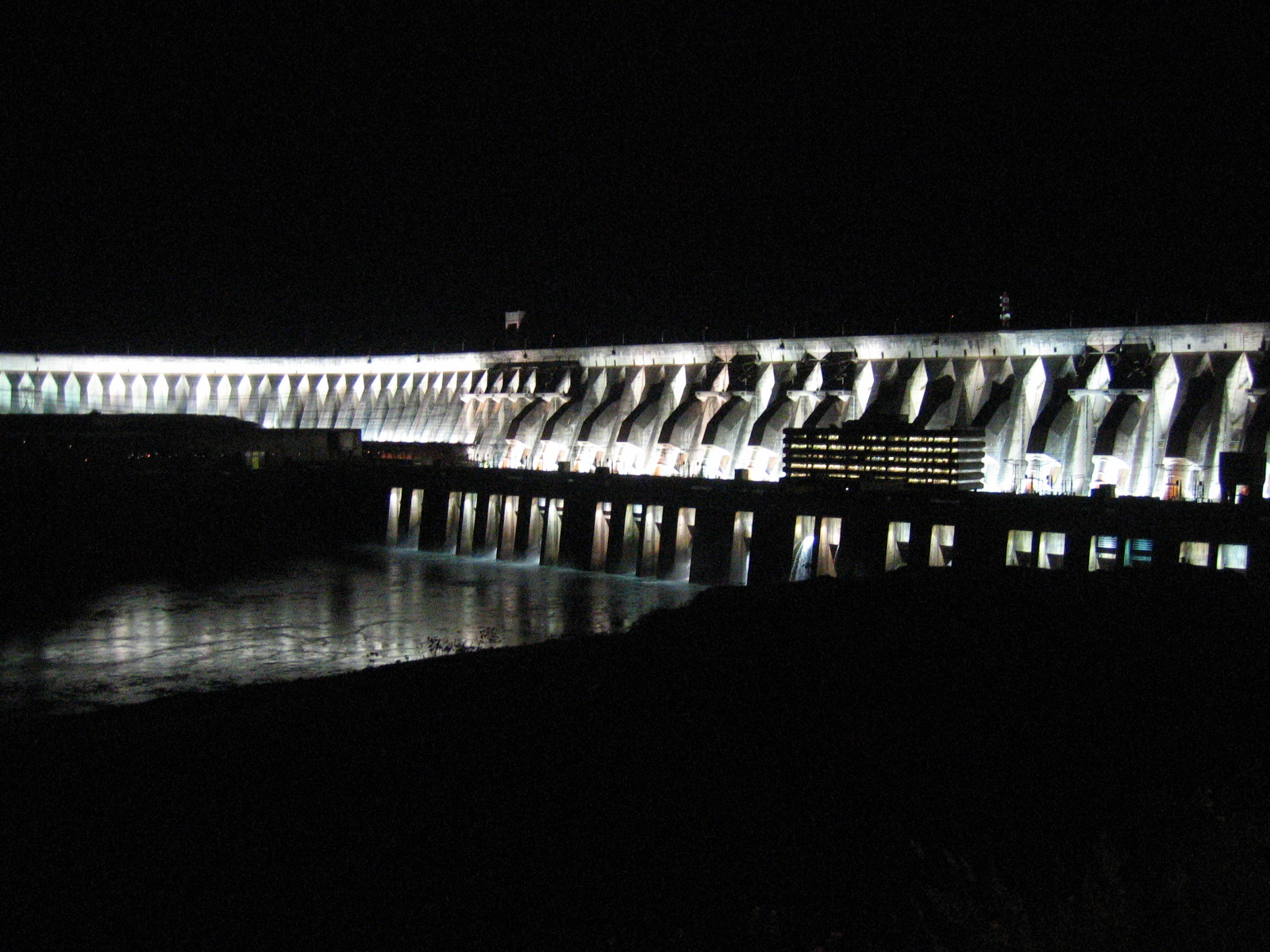
Usina hidrelétrica de Itaipu, a maior do mundo em produção de energia.

Em virtude da diversidade da topografia e das condições de precipitação pluviométrica, os recursos hidráulicos da região variam enormemente nas diferentes áreas. Nos Andes, as possibilidades de navegação são limitadas, exceto no rio Magdalena, no lago Titicaca e nos lagos das regiões meridionais do Chile e da Argentina. A irrigação é fator importante para a agricultura desde o noroeste do Peru até a Patagônia. Menos de 10% do potencial elétrico conhecido dos Andes haviam sido aproveitados até meados da década de 1960.
O escudo Brasileiro tem um potencial hidrelétrico muito superior ao da região andina e suas possibilidades de aproveitamento são maiores devido à existência de diversos grandes rios com margens elevadas e à ocorrência de grandes desníveis, formando imensas cataratas, como as de Paulo Afonso, Iguaçu e outras menores. O sistema do rio Amazonas tem cerca de 13 000 km de vias navegáveis, mas as suas possibilidades de aproveitamento hidrelétrico ainda são desconhecidas.
Na produção de petróleo, o Brasil foi o 10.º maior produtor mundial de petróleo em 2019, com 2,8 milhões de barris/dia. A Colômbia vinha em 22.º lugar com 886 mil barris/dia, a Venezuela em 23.º lugar com 877 mil barris/dia, o Equador em 28.º com 531 mil barris/dia e a Argentina em 29.º com 507 mil barris/dia. Como a Venezuela e o Equador consomem pouco petróleo e exportam a maior parte de sua produção, eles fazem parte da OPEP. A Venezuela registrou uma queda acentuada na produção após 2015 (onde produziu 2,5 milhões de barris/dia), caindo em 2016 para 2,2 milhões, em 2017 para 2 milhões, em 2018 para 1,4 milhões e em 2019 para 877 mil, por falta de investimentos.
Na produção de gás natural, em 2018, a Argentina produziu 1,524 bcf (bilhões de pés cúbicos), Venezuela 946, Brasil 877, Bolívia 617, Peru 451, Colômbia 379.
O governo brasileiro empreendeu, ao longo de décadas, um programa ambicioso para reduzir a dependência do petróleo importado. Anteriormente, as importações representavam mais de 70% das necessidades de petróleo do país, mas o Brasil tornou-se autossuficiente em petróleo em 2006–2007. O Brasil foi o 10.º maior produtor de petróleo do mundo em 2019, com 2,8 milhões de barris/dia. A produção consegue atender a demanda do país. No início de 2020, na produção de petróleo e gás natural, o país ultrapassou pela primeira vez 4 milhões de barris de óleo equivalente por dia. Em janeiro deste ano, foram extraídos 3,168 milhões de barris de petróleo por dia e 138,7 milhões de metros cúbicos de gás natural.
O Brasil é um dos maiores produtores mundiais de energia hidroelétrica. Em 2019, o Brasil contava com 217 usinas hidrelétricas em operação, com capacidade instalada de 98 581 MW, 60,16% da geração de energia do país. Na geração total de eletricidade, em 2019 o Brasil atingiu 170 000 MW de capacidade instalada, mais de 75% de fontes renováveis (a maioria hidrelétricas).
Em 2019, estimava-se que o país teria um potencial de geração estimada de energia eólica em torno de 522 GW (isto, apenas em terra, desconsiderando as usinas eólicas que podem ser instaladas no mar), potência suficiente para atender três vezes a demanda atual do país. Em janeiro de 2022, de acordo com a ONS, a capacidade instalada total de energia eólica era de 21 GW, com um fator de capacidade médio de 58%. Embora o fator de capacidade eólica médio mundial seja de 24,7%, existem áreas no Nordeste do Brasil, especialmente no estado da Bahia, onde alguns parques eólicos registram um fator de capacidade médio superior a 60%; o fator de capacidade médio na Região Nordeste é de 45% no litoral e 49% no interior. Em 2019, a energia eólica representava 9% da energia gerada no país. Em 2021 o Brasil era o 7° país do mundo em termos de potência instalada de energia eólica (21 GW) e o 4.º país que mais produzia energia eólica (72 TWh), atrás apenas da China, dos EUA e da Alemanha.
A energia nuclear representa cerca de 4% da eletricidade do Brasil. O monopólio de geração de energia nuclear é de propriedade da Eletronuclear (Eletrobrás Eletronuclear S/A), uma subsidiária integral da Eletrobrás. A energia nuclear é produzida por dois reatores em Angra. Está localizada na Usina Nuclear Almirante Álvaro Alberto (CNAAA), na Praia de Itaorna, em Angra dos Reis, Rio de Janeiro. É composto por dois reatores de água pressurizada, Angra I, com capacidade de 657 MW, conectado à rede elétrica em 1982, e Angra II, com capacidade de 1 350 MW, conectado em 2000. Um terceiro reator, Angra III, com um deverá ter 1 350 MW, deve ser concluído.
Em outubro de 2022, de acordo com a ONS, a capacidade instalada total de energia solar fotovoltaica era de 21 GW, com um fator de capacidade médio de 23%. Alguns dos estados brasileiros mais irradiados são MG (Minas Gerais), BA (Bahia) e GO (Goiás), que atualmente possuem recordes mundiais de irradiação. Em 2019, a energia solar representava 1,27% da energia gerada no país. Em 2021 o Brasil era o 14° país do mundo em termos de potência instalada de energia solar (13 GW), e o 11.º país do mundo que mais produzia energia solar (16,8 TWh).
Em 2020 o Brasil era o 2° país do mundo em termos de geração de energia através da biomassa (produção de energia através de biocombustíveis sólidos e resíduos renováveis), com 15,2 GW instalados.

### Transportes

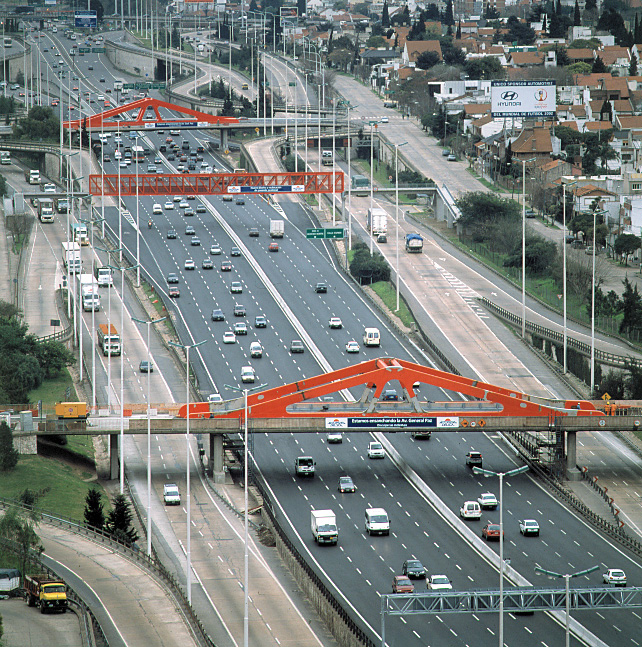
Trecho da Rodovia Pan-americana em Buenos Aires.

Os sistemas de transportes da América do Sul ainda são deficientes, apresentando baixas densidades quilométricas. A região dispõe de cerca de 1 700 000 km de rodovias e 100 000 km de ferrovias, que se acham concentradas na faixa litorânea, continuando o interior desprovido de comunicação.
Apenas duas ferrovias são continentais: a Transandina, que liga Buenos Aires, na Argentina a Valparaíso, no Chile, e a Estrada de Ferro Brasil-Bolívia, que a faz a conexão entre o porto de Santos, no Brasil e a cidade de Santa Cruz de la Sierra, na Bolívia. Além disso, existe a rodovia Panamericana, que atravessa os países andinos de norte a sul, embora alguns trechos estejam inacabados.
Duas áreas de maior densidade ocorrem no setor ferroviário: a rede platina, que se desenvolve em torno do estuário do Prata, em grande parte pertencente à Argentina, com mais de 45 000 km de extensão; e a rede do Sudeste do Brasil, que serve principalmente ao estado de São Paulo (ver: Sistema rodoviário do estado de São Paulo), estado do Rio de Janeiro e Minas Gerais. São ainda o Brasil e a Argentina que se destacam no setor rodoviário. Além das modernas estradas que estendem pelo norte da Argentina e pelo sudeste e sul do Brasil, um vasto complexo rodoviário visa a articular Brasília, a capital federal, às regiões Sul, Sudeste, Nordeste e Norte do Brasil.

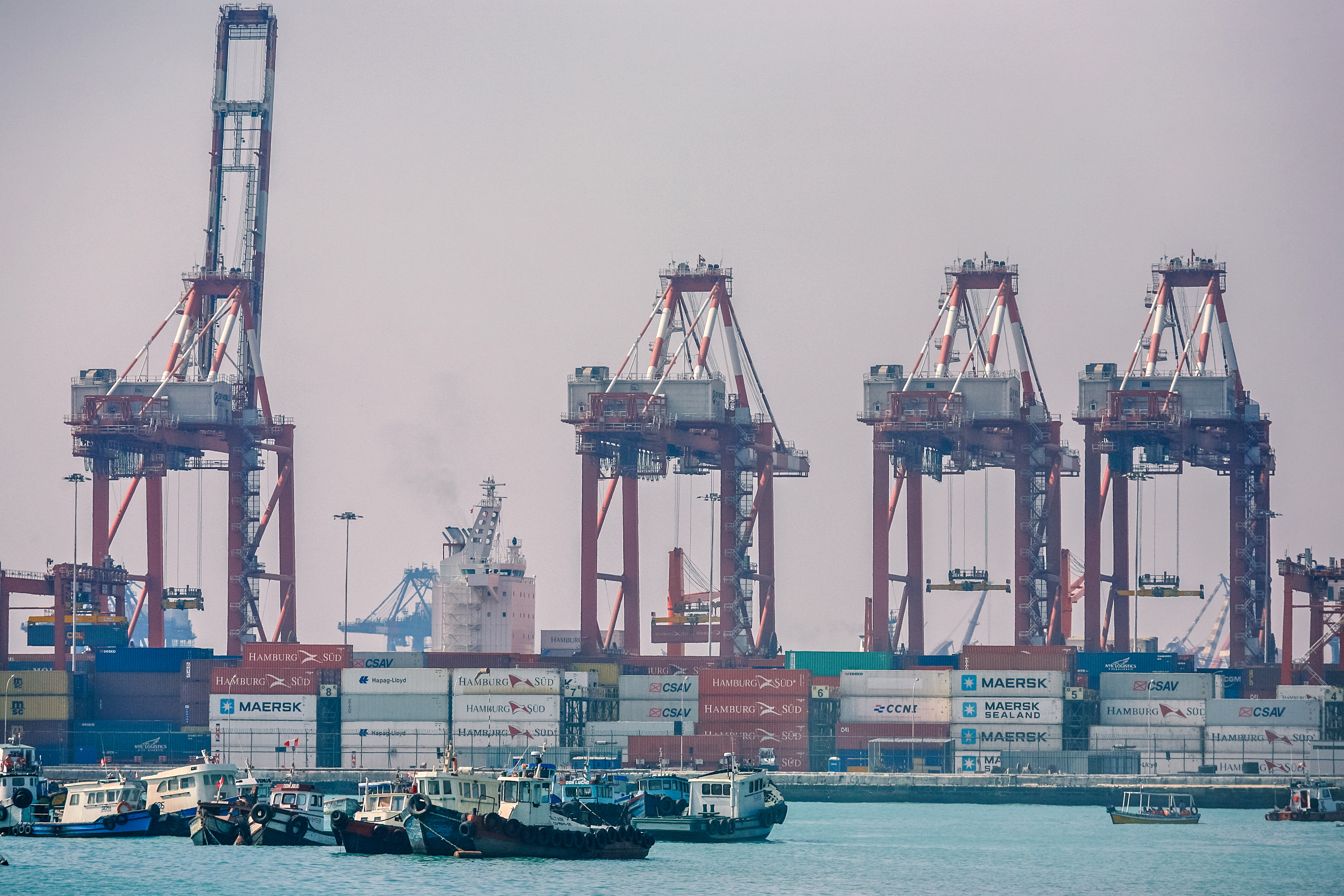
Callao, o principal porto do Peru.

A América do Sul possui um dos maiores feixes de vias fluviais navegáveis do mundo, representadas principalmente pelas bacias Amazônica, do Prata, do São Francisco e do Orinoco, cabendo ao Brasil cerca de 54 000 km navegáveis, enquanto a Argentina tem 6 500 km e a Venezuela, 1 200 km.
As duas principais frotas mercantes também pertencem ao Brasil e Argentina. Segue-se as do Chile, Venezuela, Peru e Colômbia. Os maiores portos em movimento comercial são os de Buenos Aires, Santos, Rio de Janeiro, Bahía Blanca, Rosário, Valparaíso, Recife, Salvador, Montevidéu, Paranaguá, Rio Grande, Fortaleza, Belém e Maracaibo.
A aviação comercial encontrou na América do Sul um magnífico campo de expansão, que possui uma das maiores linhas em densidade de tráfego do mundo, a do Rio de Janeiro-São Paulo, e grandes aeroportos, como Congonhas, Internacional de São Paulo/Guarulhos e Viracopos (São Paulo), Internacional do Rio de Janeiro e Santos Dumont (Rio de Janeiro), Ezeiza (Buenos Aires), Aeroporto Internacional de Confins (Belo Horizonte), Aeroporto Internacional de Curitiba (Curitiba), Brasília, Caracas, Montevidéu, Lima, Bogotá, Recife, Salvador, Aeroporto Internacional Salgado Filho (Porto Alegre), Fortaleza, Manaus e Belém.

## Cultura

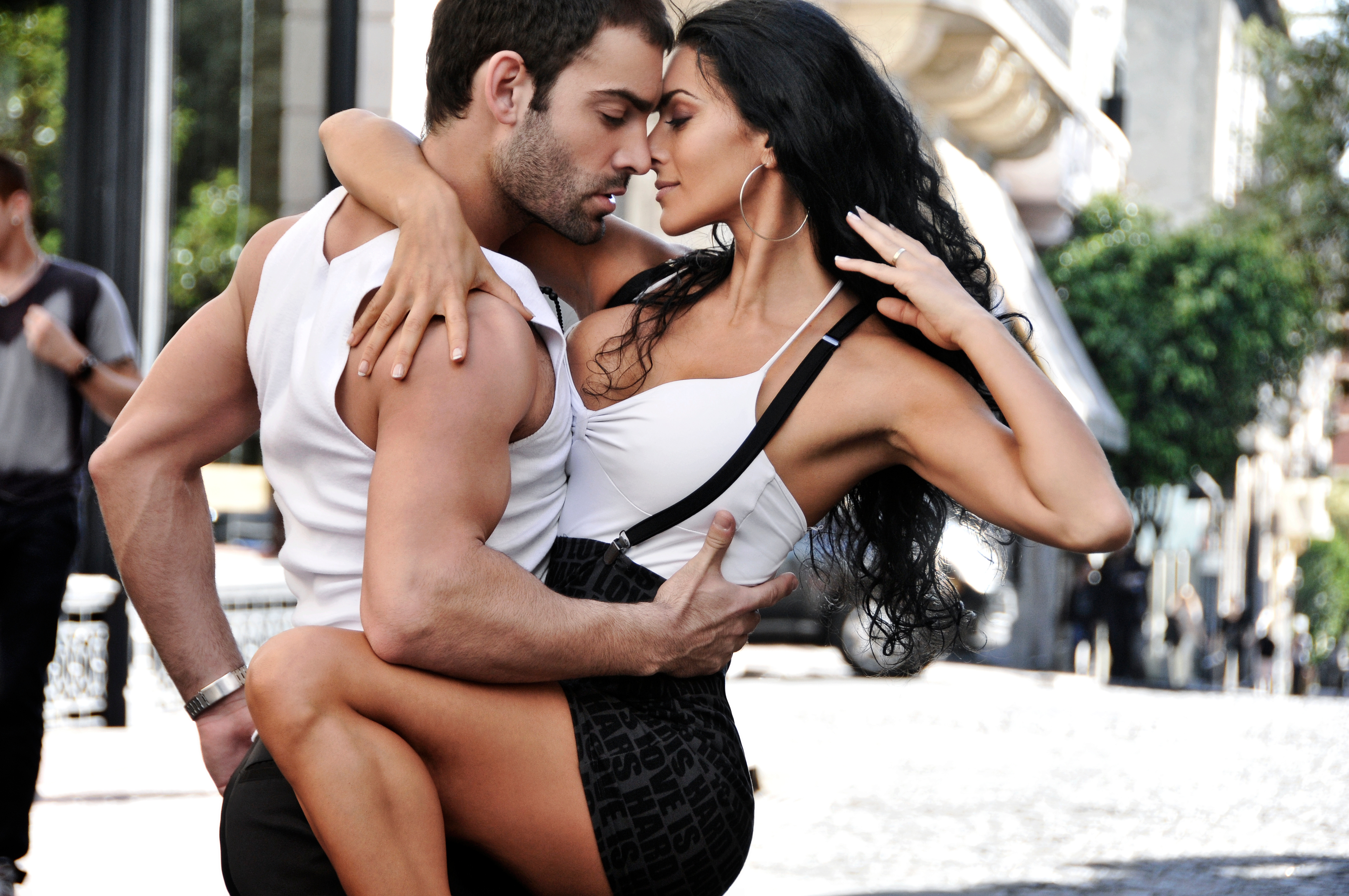
Tango, estilo musical típico da Argentina.

Os sul-americanos são culturalmente ricos, devido a histórica conexão com a Europa, especialmente Espanha e Portugal, e o impacto da cultura popular dos Estados Unidos.
As diferenças culturais são consideráveis e a divisão do subcontinente na época colonial fez com que existissem duas línguas dominantes, o espanhol e o português. A cultura indígena de origem pré-colombiana teve forte influência no Peru, Bolívia e algumas regiões da Amazônia.
Devido às diferenças culturais dentro das fronteiras nacionais, é possível encontrar maior semelhança cultural entre os habitantes de áreas fronteiriças do que entre estes mesmos e os do interior de cada país. Isto se deve, em parte, a divisão pós-colonial que acompanhou a formação dos estados independentes durante o século XIX.
A cultura sul-americana está presente de diversas maneiras a nível mundial. Assim, por exemplo, o artesanato andino desfruta de considerável demanda em diferentes mercados, como o europeu.
As nações sul-americanas tem uma grande variedade na música. Alguns dos gêneros mais famosos incluem a cumbia da Colômbia, samba e bossa nova do Brasil, e o tango, de Argentina e Uruguai. Na primeira metade do século XX, o tango teve grande êxito na Europa e na Colômbia. Esta música era interpretada em castelhano, porém não foi um obstáculo para sua difusão no exterior. Na América do Sul se desenvolveram estilos musicais não exclusivos do subcontinente, como a salsa, que tem sua "capital" em Santiago de Cali, Colômbia.
No século XXI ocorreu na América do Sul a popularização do reggaeton e do funk carioca entre os jovens e adolescentes, ambos gêneros musicais são criticados por grande parte da sociedade devido ao conteúdo sexual na maioria de suas letras.
A literatura da América do Sul tem atraído crítica considerável e aprovação popular, com autores como Gabriel García Márquez, Pablo Neruda, Jorge Luis Borges e Júlio Cortázar.
Por causa da ampla mistura étnica na América do Sul, a culinária tem influências africanas, asiáticas e europeias. O estado brasileiro da Bahia é especialmente conhecido pela influência da culinária da África Ocidental. Argentinos, chilenos e uruguaios consomem grande quantidade de vinho.

### Esportes

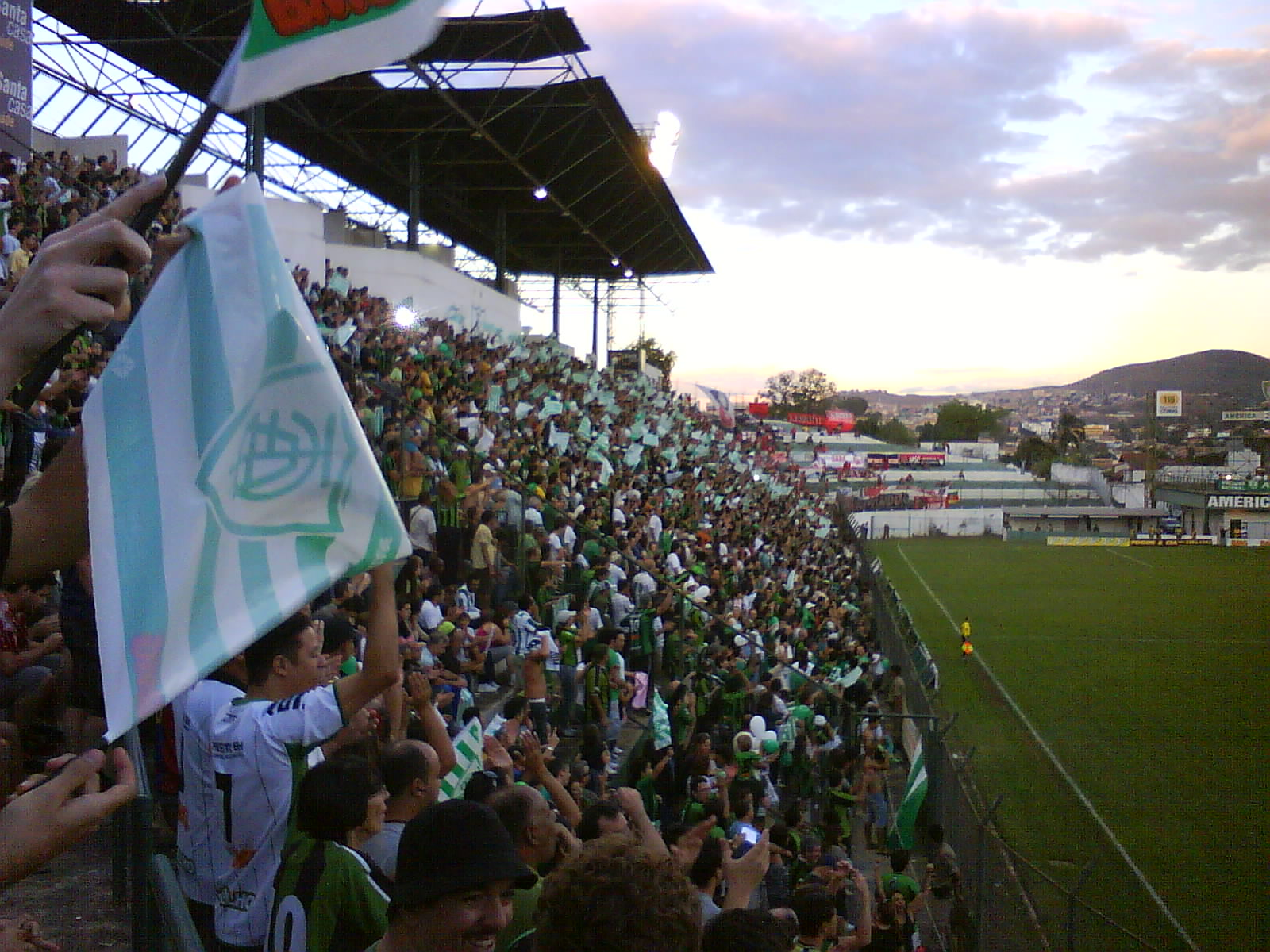
Torcida do clube de futebol brasileiro América-MG no estádio Independência.

Na América do Sul, o esporte mais popular é o futebol, tanto em termos de praticantes quanto de audiência. O esporte é representado juridicamente pela CONMEBOL, que organiza os principais torneios locais entre seleções (Copa América)  e entre clubes (Copa Libertadores da América e Copa Sul-Americana). A nível de Seleções, tem equipes de tradição mundial, que juntas somam 10 títulos dos 22 possíveis da Copa do Mundo de Futebol (Brasil com 5, Argentina com 3 e Uruguai com 2). A primeira edição da maior competição de futebol do mundo foi realizada no Uruguai, em 1930. O continente recebeu o torneio outras três vezes (1 no Chile, 1 na Argentina e mais uma no Brasil).
Outros esportes que são considerados a modalidade esportiva mais popular em países da América do Sul são o críquete e o beisebol. O críquete é o esporte mais popular da Guiana, país que junto a outros do Caribe que outrora foram colônias inglesas, formaram a Seleção de Críquete das Índias Ocidentais, conhecida no mundo como West Indies, vencedora de duas edições da Copa do Mundo de Críquete, maior competição da modalidade. Quanto ao beisebol, é a modalidade mais popular na Venezuela, devido à influência dos Estados Unidos, tendo a liga mais rica do pais, formando muitos jogadores que acabam indo para a Major League Baseball. A Venezuela é tricampeã da extinta Copa do Mundo de Beisebol, figurando no top-3 mundial, atrás apenas de Estados Unidos e Cuba.
Outros esportes como o basquetebol, natação e voleibol também são populares, e independentemente do nível de popularidade, alguns países definiram uma modalidade como esporte nacional por lei. É o caso de Argentina (pato), Colômbia (tejo) e Chile (rodeio do Chile). Alguns países sul-americanos se destacam a nível mundial, mas de maneira individual, em outros esportes, por exemplo, a Argentina é uma potência no rugby, pólo, hóquei em campo, hóquei em patins, basquetebol e boxe; Brasil no automobilismo, voleibol, Artes Marciais Mistas, natação, judô, handebol, futsal e vela, e Colômbia no ciclismo. A prática do tênis é estendida a Argentina, Chile e Brasil; que tiveram campeões de torneios de Grand Slam.

#### Grandes Eventos desportivos que ocorreram na América do Sul
Em 2016, a América do Sul organizou os Jogos Olímpicos de Verão pela primeira vez, evento realizado na cidade do Rio de Janeiro, no Brasil.
Em 2019, o Brasil sediou a Copa América, o país recebeu o campeonato pela quinta vez na história. Além disso irá sediar em outubro e novembro do mesmo ano a Copa do Mundo FIFA Sub-17, que inicialmente iria ser sediada no Peru, porém após um cancelamento de última hora já que o país não tinha infraestrutura suficiente para a realização do campeonato, o Brasil optou por sedia-lo.
Em julho de 2019, serão realizados os Jogos Pan-americanos na cidade de Lima, no Peru. Será a primeira vez em sua história que a cidade recebe os Jogos Pan-americanos, outras cidades sul-americanas que já o receberam foram: Buenos Aires em 1951, São Paulo em 1963, Cáli em 1971, Caracas em 1983, Mar del Plata em 1995 e Rio de Janeiro em 2007. Além disso o torneio de 2023 será realizado em Santiago, no Chile.